# Biserica Înălțarea Domnului din Nucșoara

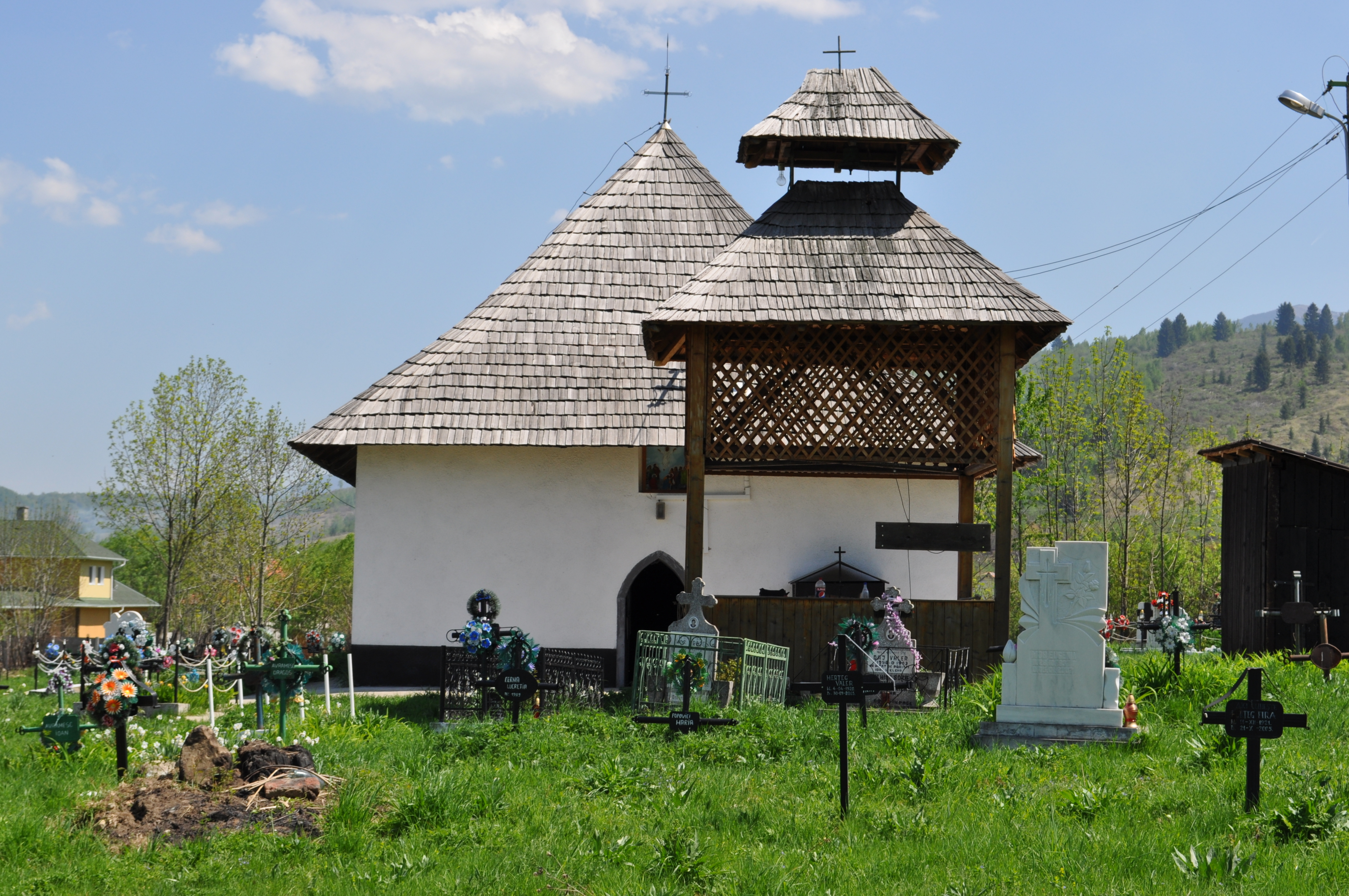
Biserica „Înălțarea Domnului” din Nucșoara, comuna Sălașu de Sus, județul Hunedoara, foto: mai 2012.

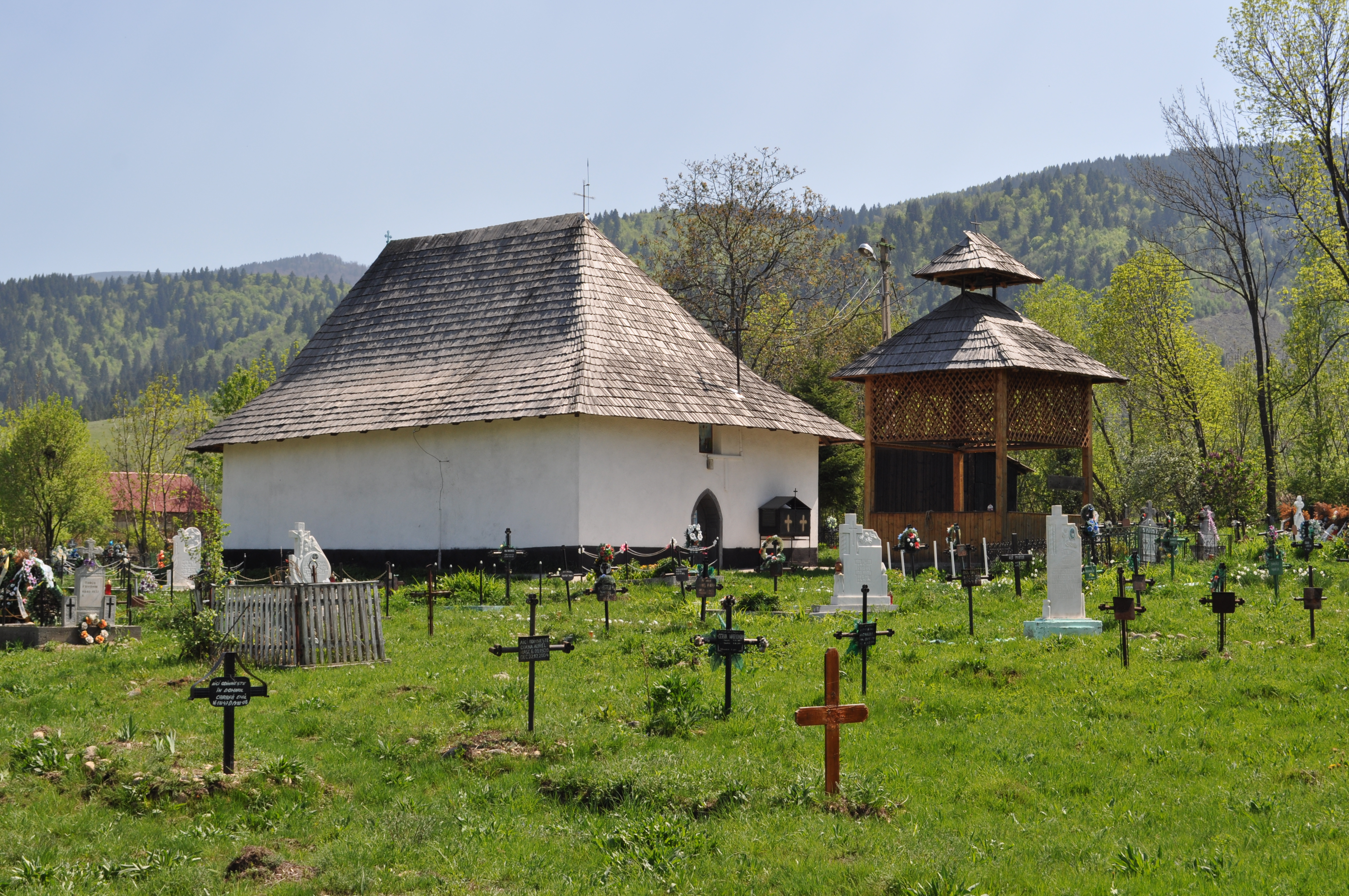
Biserica „Înălțarea Domnului” din Nucșoara, comuna Sălașu de Sus, județul Hunedoara, foto: mai 2012.

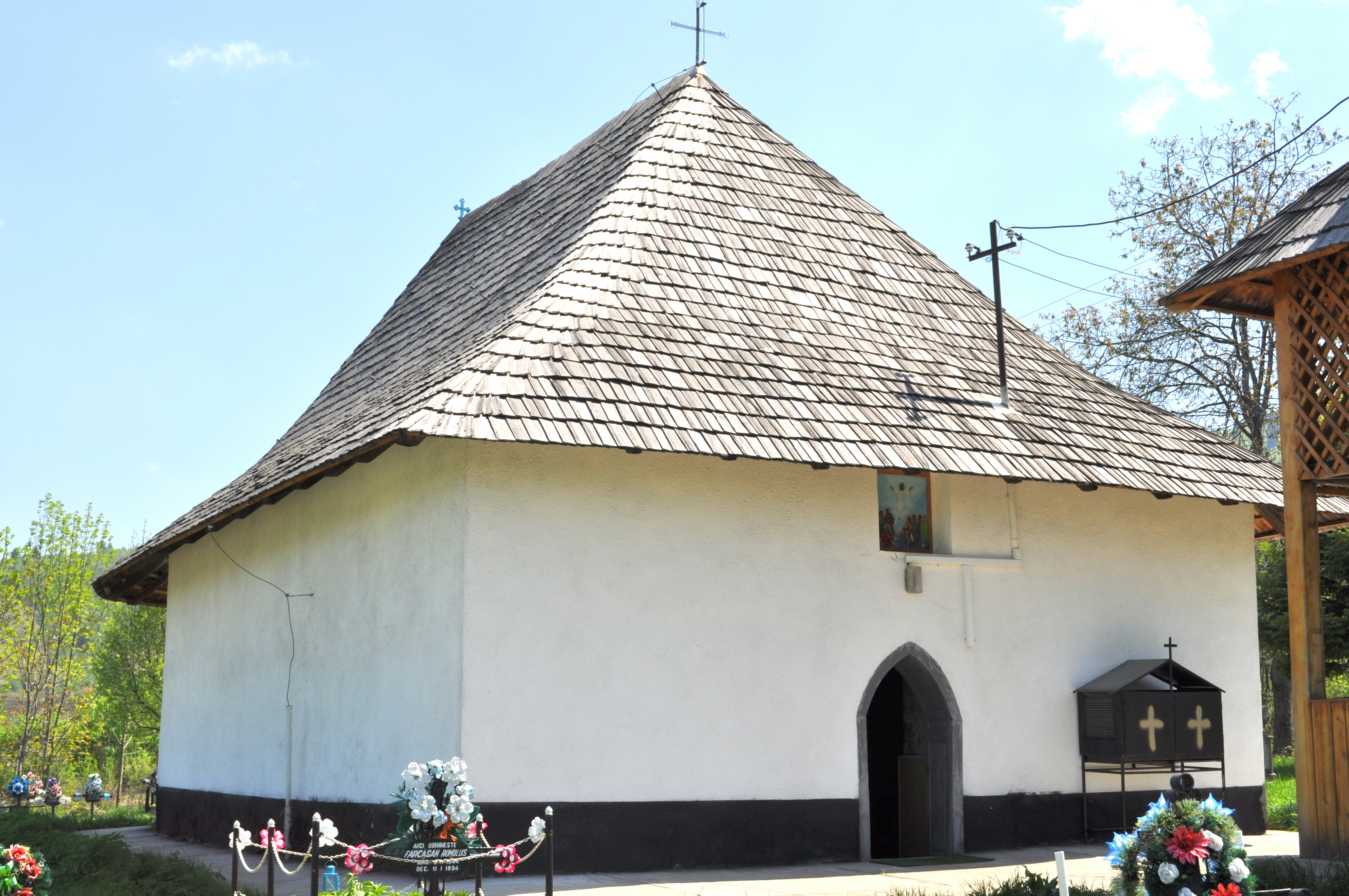
Biserica (nord-vest)

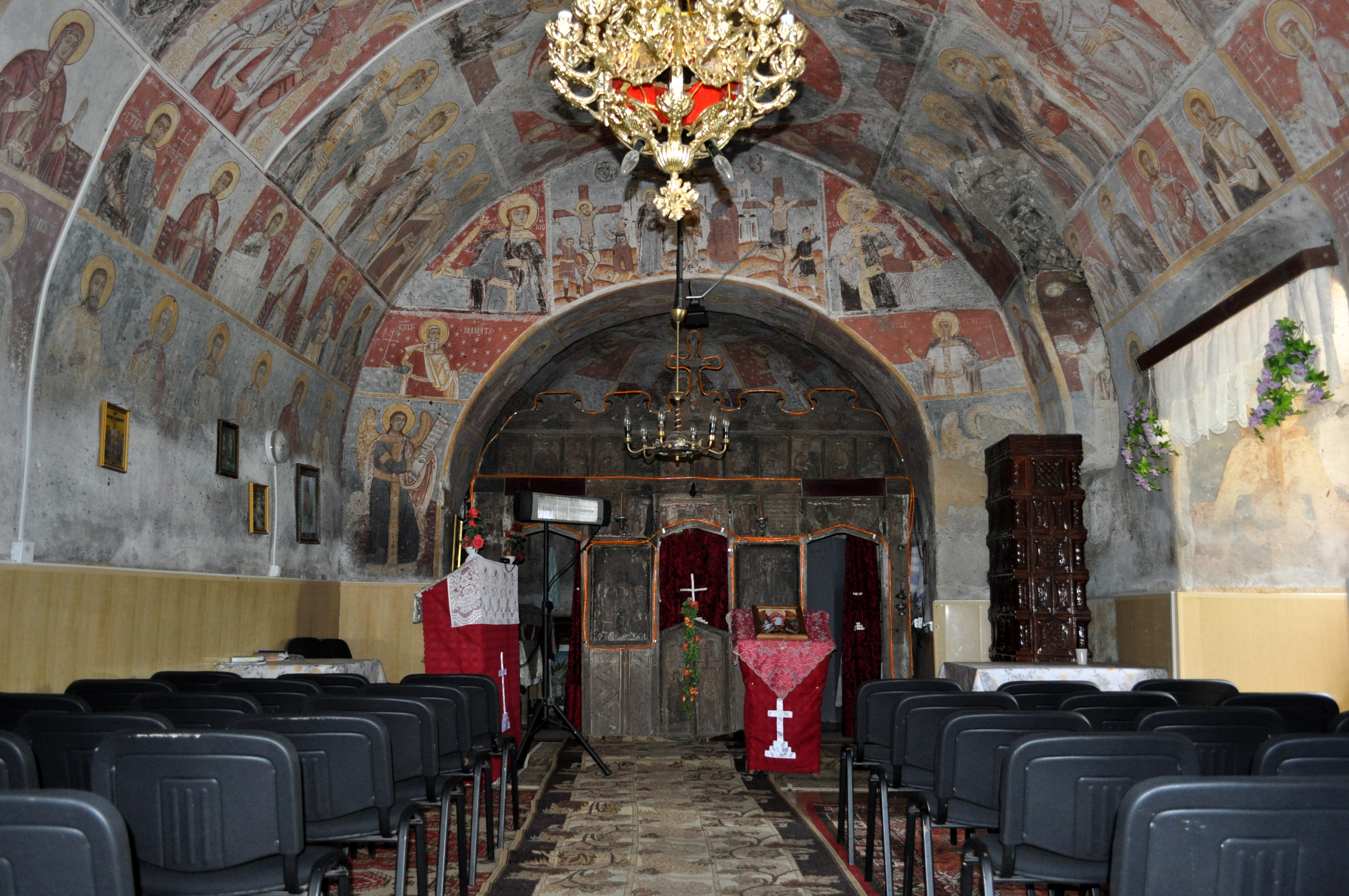
Nava spre iconostas

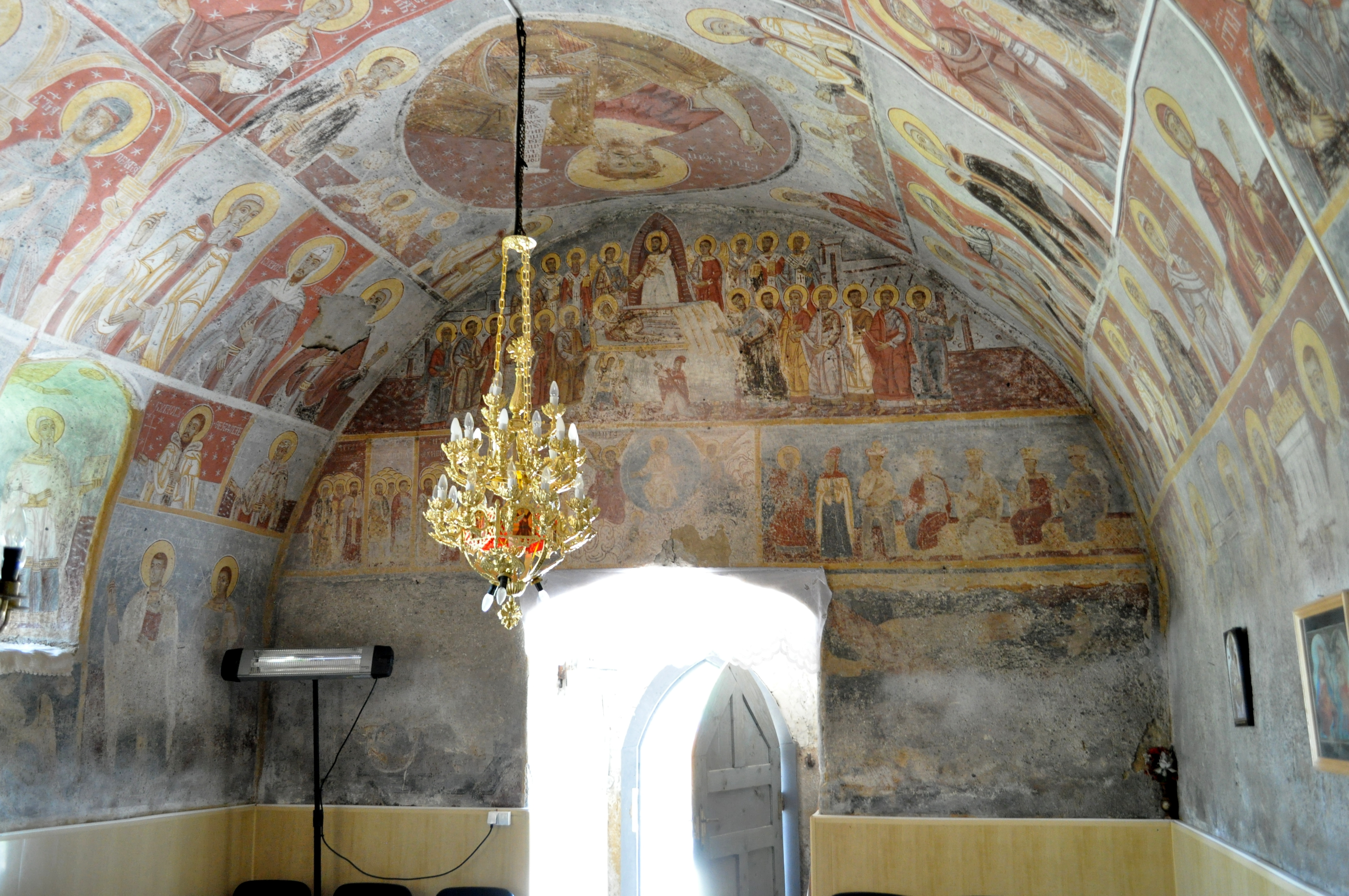
Nava spre ieșire

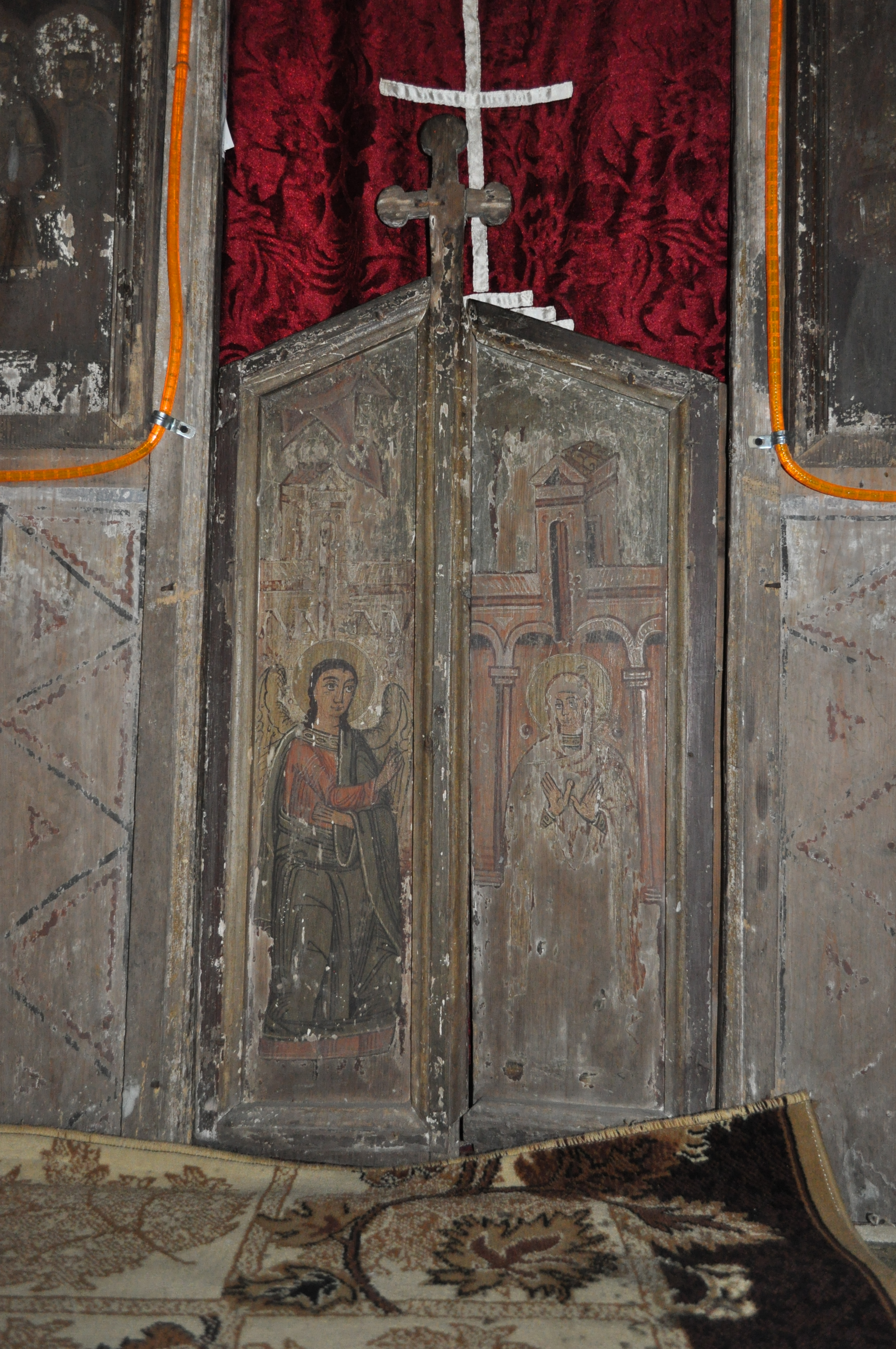
Ușile împărătești

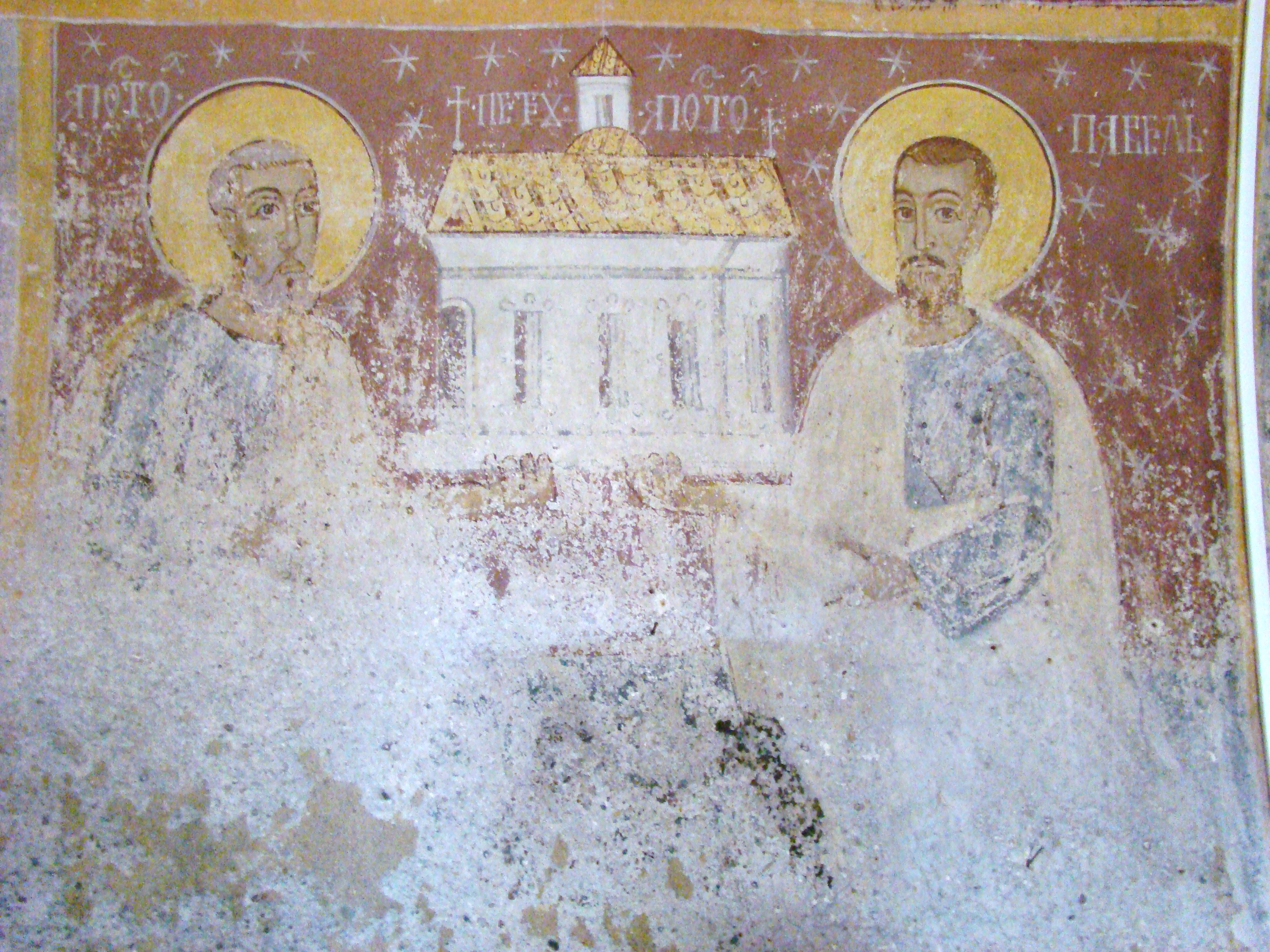
Pictura parietală realizată de Simion Zugravul din Pitești

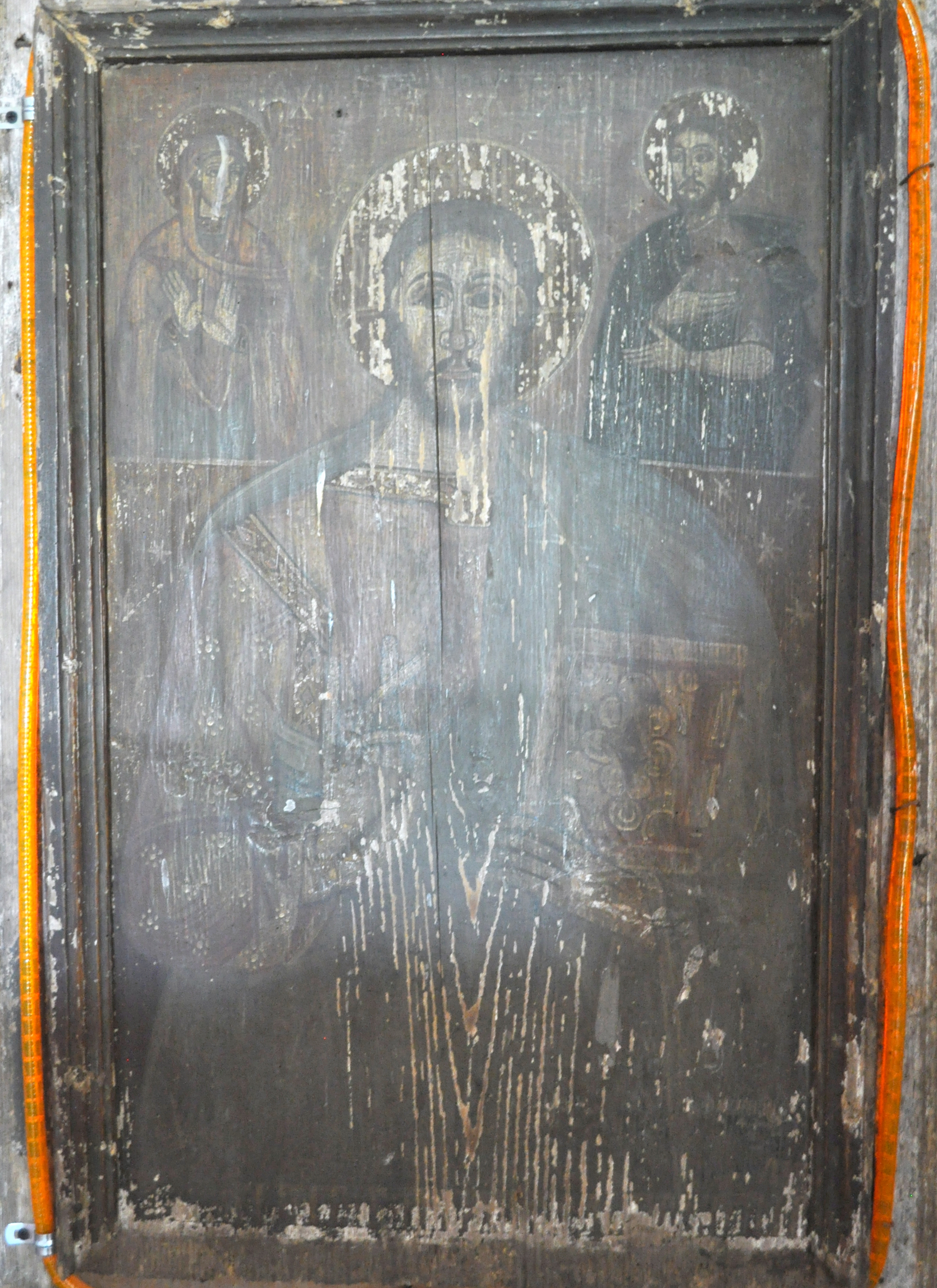
Deisis

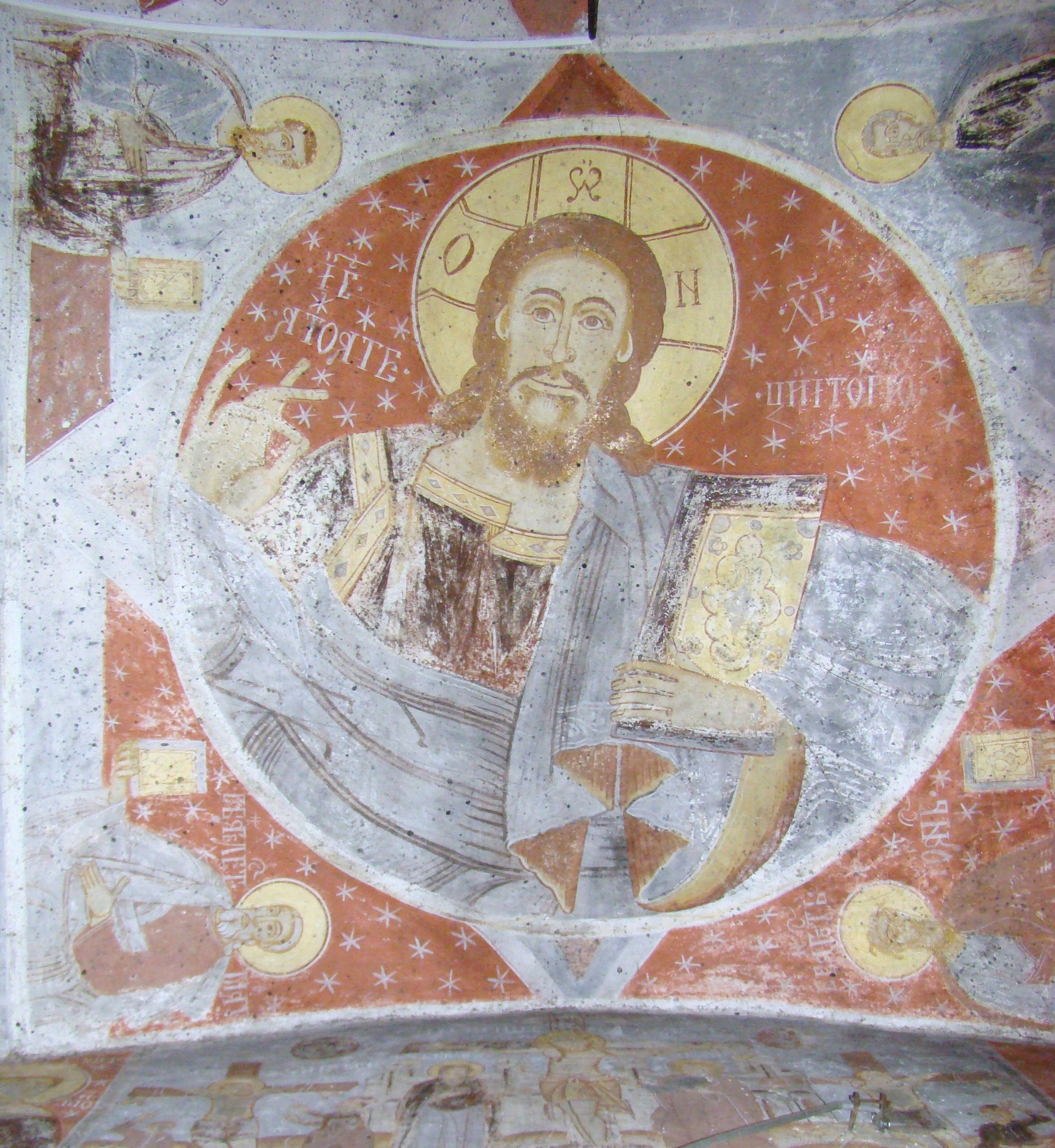
Iisus Hristos Atotțiitorul

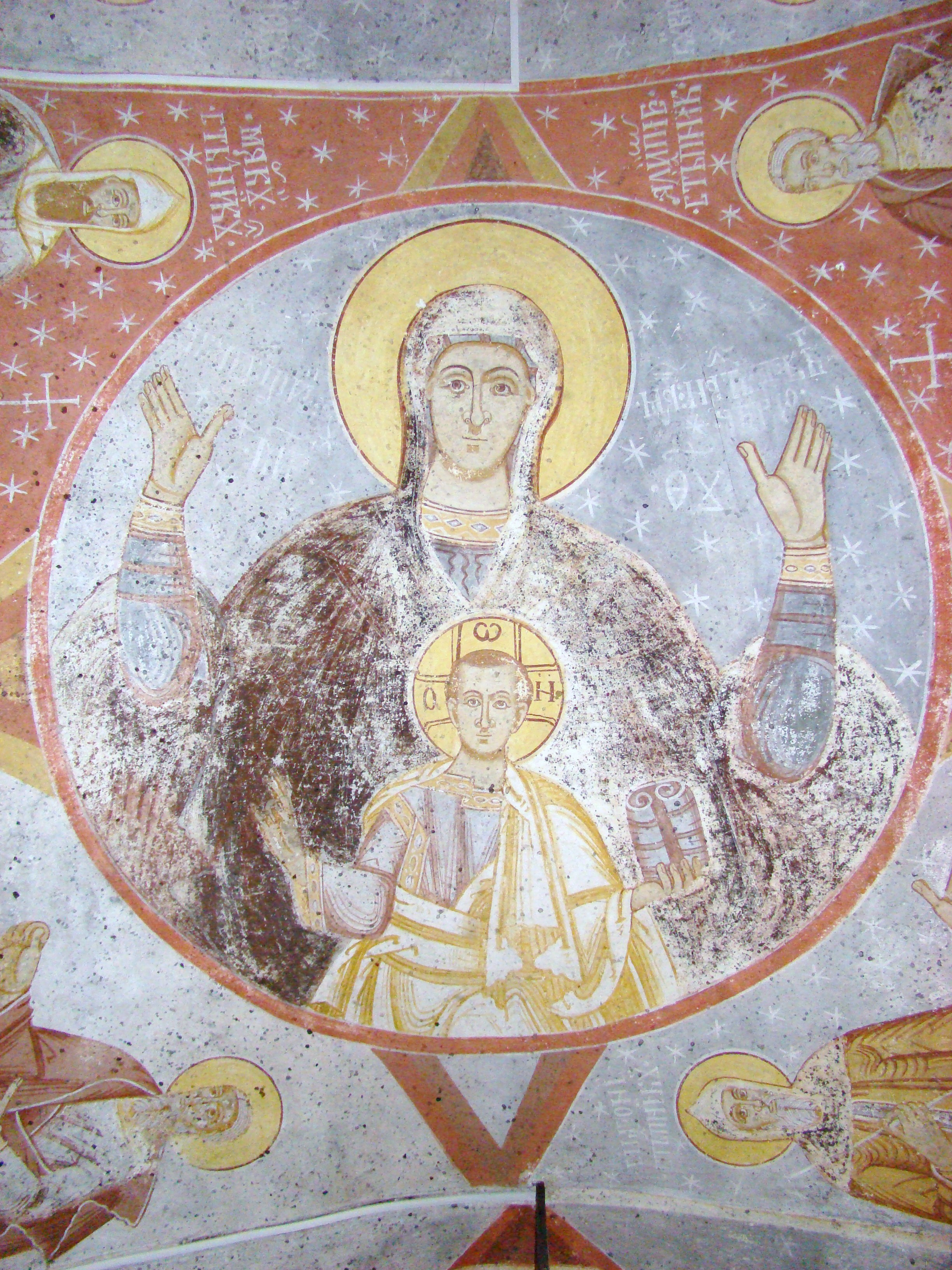
Maria Orantă

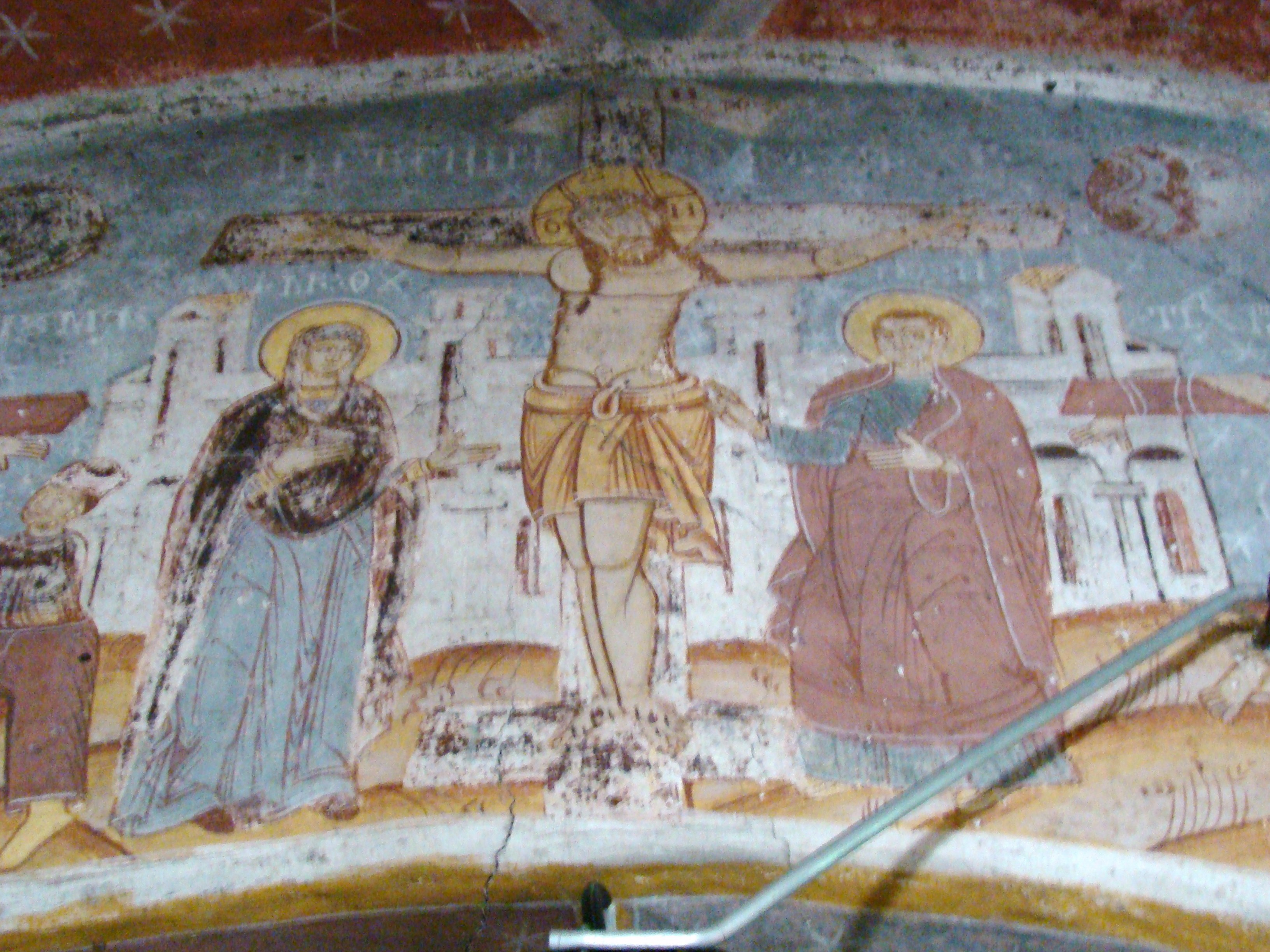
Răstignirea (detaliu)

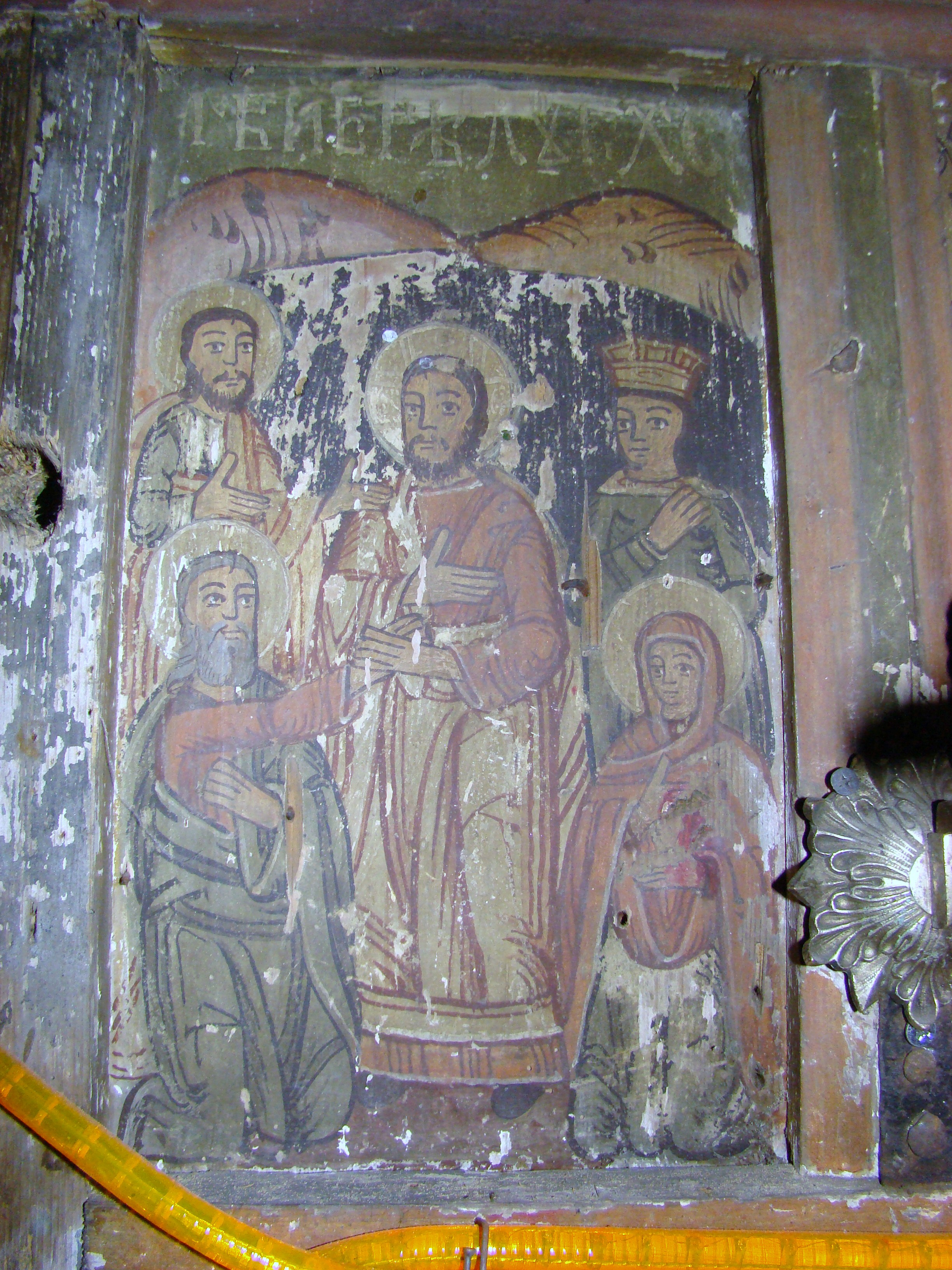
Pictura iconostasului (detaliu)

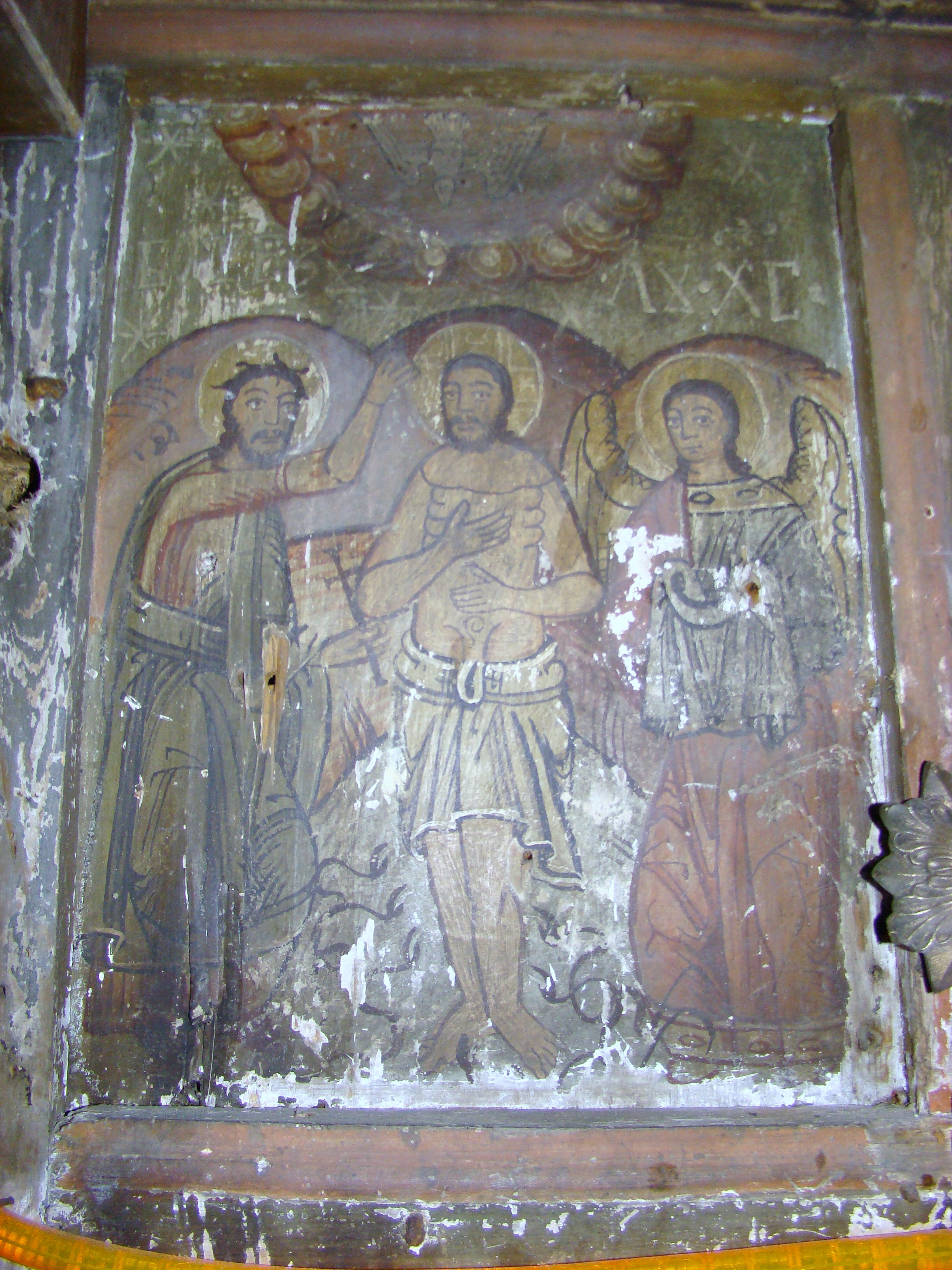
Pictura iconostasului (detaliu)

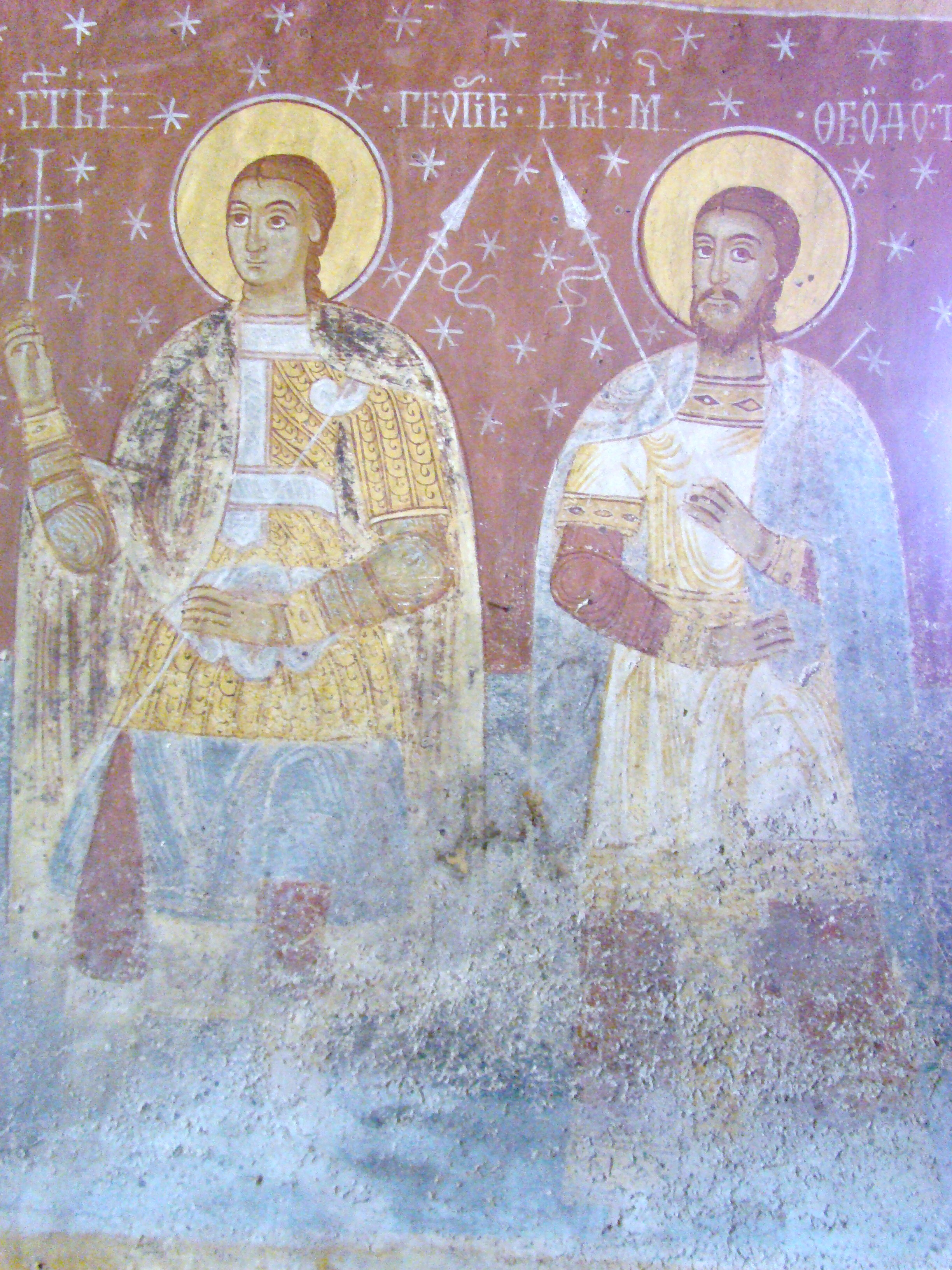
Sfinți mucenici

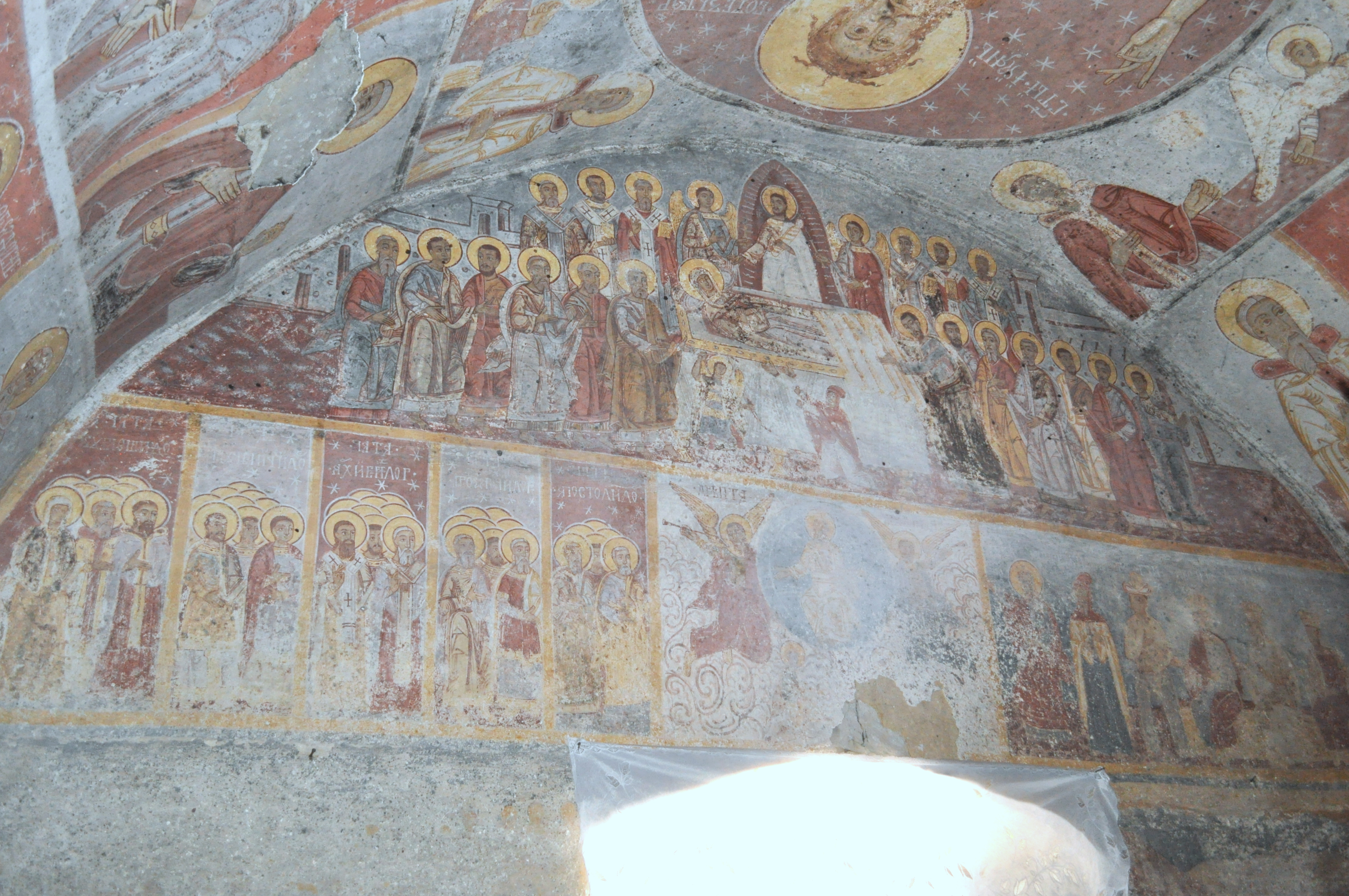
Timpanul de vest al naosului

Biserica „Înălțarea Domnului” din Nucșoara a fost construită în secolul XVIII. Biserica se află pe noua listă a monumentelor istorice sub codul LMI:  HD-II-m-B-03370.   

## Istoric și trăsături
În satul Nucșoara, atestat documentar ca „villa libera Noxara vocata in districtu Hatzak adiacens” în anul 1394, se păstrează un lăcaș de cult pitoresc, înscris pe lista monumentelor istorice românești. Construcție masivă din piatră brută și bolovani de râu, cu ziduri groase de 1,40-1,50 m,  străvechea biserică, închinată praznicului „Înălțării Domnului”, este alcătuită dintr-o navă dreptunghiulară  (7,90 x 5, 10 m), boltită semicilindric, și un altar decroșat, prevăzut cu o calotă sferică. Pe baza planimetriei, edificiul a fost  inclus în categoria monumentelor ecleziastice în stil romanic;  portalul vestic, în arc frânt, face trimitere însă la arhitectura gotică. Lăcașul, acoperit integral cu șiță, este lipsit de turn; clopotnița a fost elevată separat. Dintre reparațiile care s-au adus bisericii, cunoscute sunt cele din anii 1913, 1963 și 2007.
Ansamblul pictural interior, finalizat odată cu montarea iconostasului, este semnat, potrivit inscriptiei rimate a tâmplei, de „popa” Simion Zugravul din Pitești: „1779 septemvrie 17. Valuri multe rădică furtuna pă mare, mai vârtos gându omului întru lucrare, nu atâta grija și frica începutului, cât grija și primejdia sfârșitului, fiece început de folos nevoiința li-arată, iar sfârșitul a tot lucru ia plată. Lăudat să hie a lui Dumnezeu putere, care după începutu și săvârșire, și popa Simion cu a sa zugrăvire, dă lui Hristos laudă și mărire. ” Ion D. Ștefănescu este de părere că acest strat pictural ar fi, de fapt, o restaurare,  care reproduce întocmai decorul original. Din punct de vedere stilistic, decorul iconografic este înrudit cu cel al străvechilor biserici din Streisângeorgiu, Sântămăria Orlea și Deva (astăzi dispărută).
Stabilirea timpului edificării acestui lăcaș, ctitorie a unei familii cneziale locale, rămasă anonimă, comportă mari dificultăți. Istoricul de artă Virgil Vătășianu a indicat perioada imediat următoare marii invazii mongole din anii 1241-1242. În mod asemănător, Vasile Drăguț a plasat actul ctitoricesc la cumpăna sec. XII-XIV. Diferit însă de cei doi, Adrian Andrei Rusu, luând în calcul atât rezultatele campaniei arheologice întreprinse în anii 1989 și 1990 în satul Vad,  unde a fost descoperită o fundație cu plan identic, databilă în perioada 1550-1650, cât și analogiile stilistice existente între lăcașul de cult din Nucșoara și ctitoria Pârveștilor din Baru Mare, datată în secolul al XVIII-lea, a plasat ridicarea bisericii în intervalul de timp cuprins între cele două repere cronologice. În sprijinul acestei ipoteze a fost adusă și atestarea târzie a bisericii în documente, anume la 16 octombrie 1666,  printr-un preot român („ola pap”) slujitor la altarul acesteia, rămas anonim. Abia conscripțiile anilor 1733, 1750, 1761-1762 și 1829-1831 și harta iosefină a Transilvaniei (1769-1773) îi atestă, explicit, existența.

## Imagini din exterior

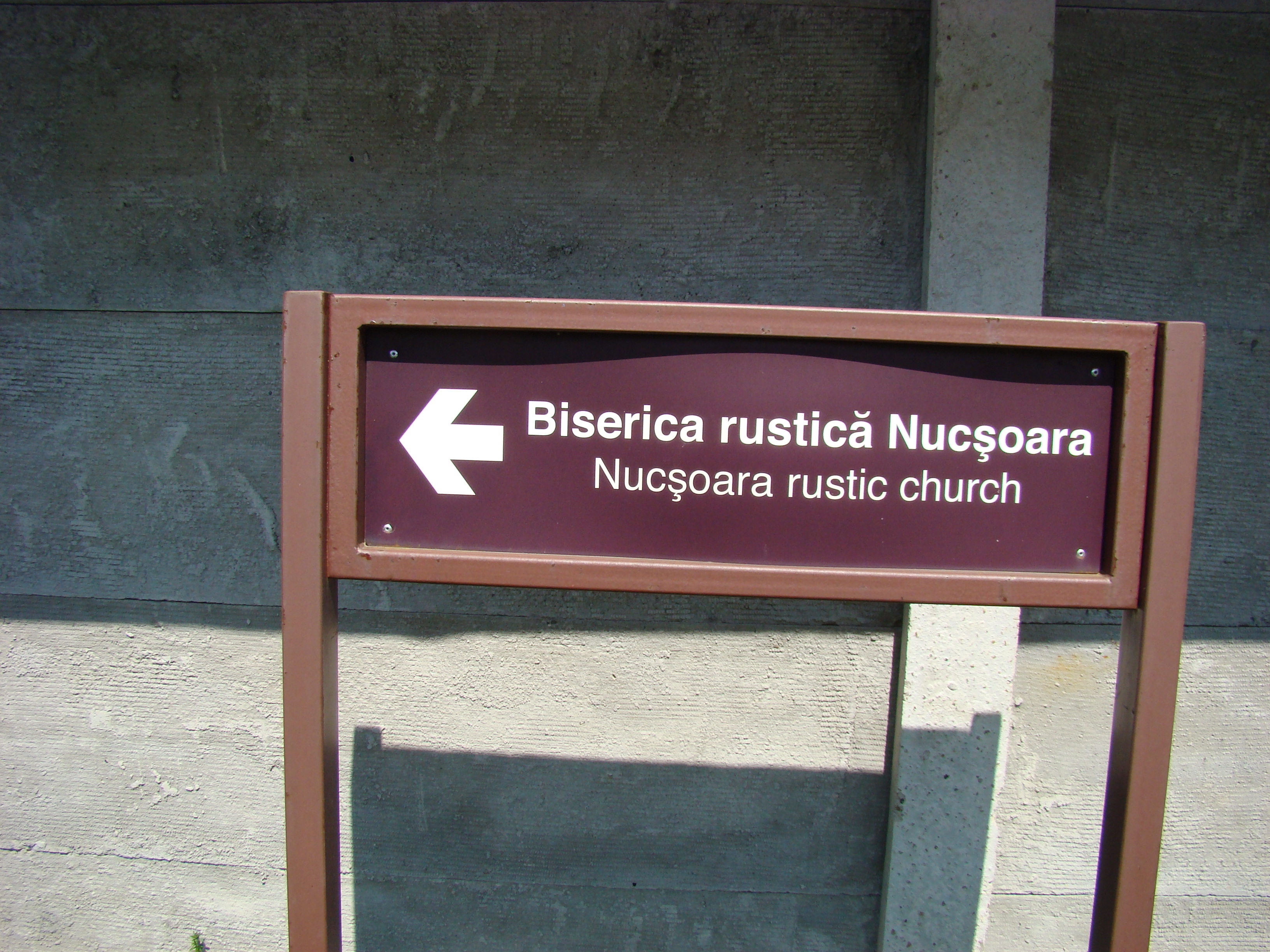
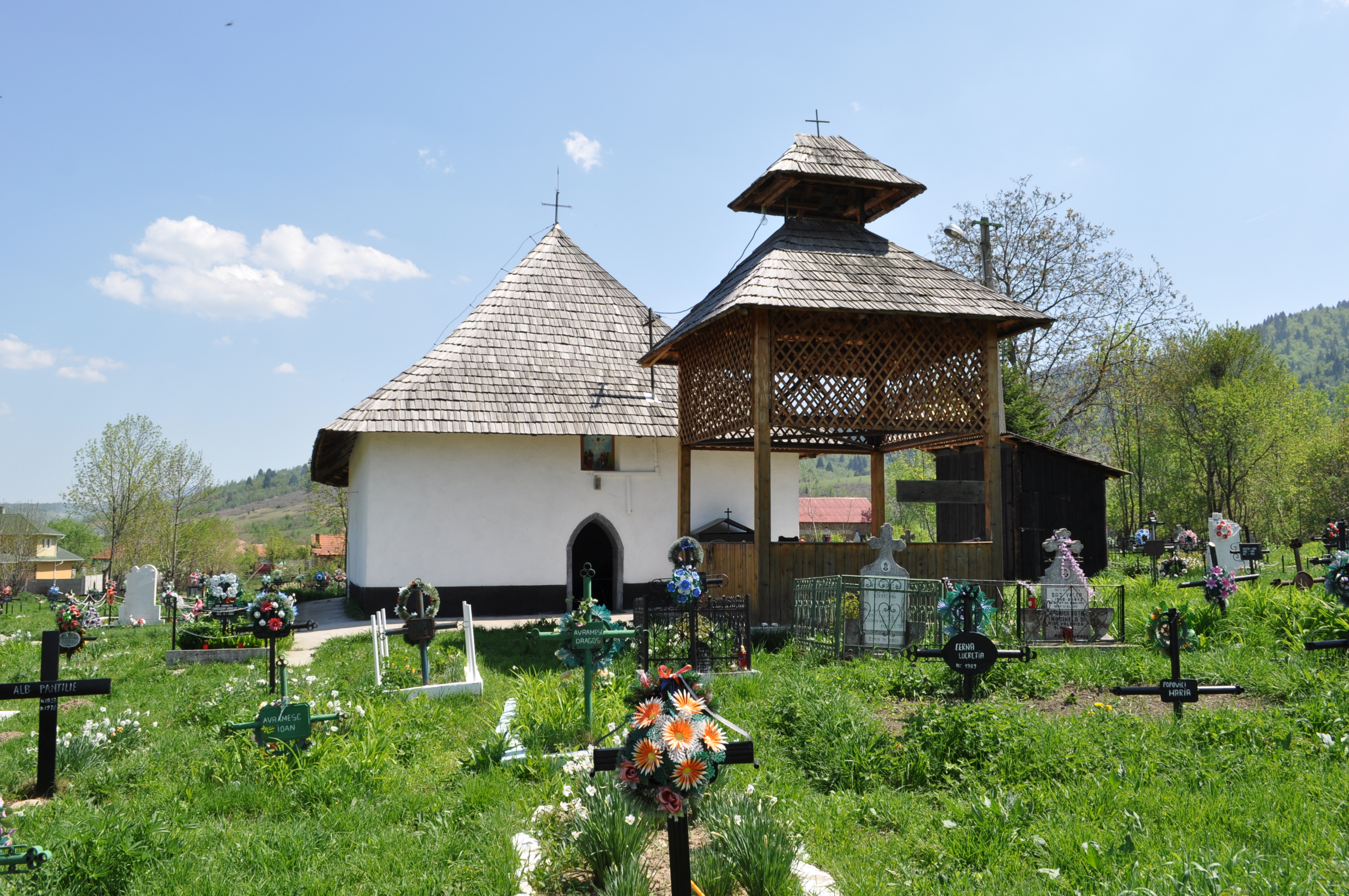
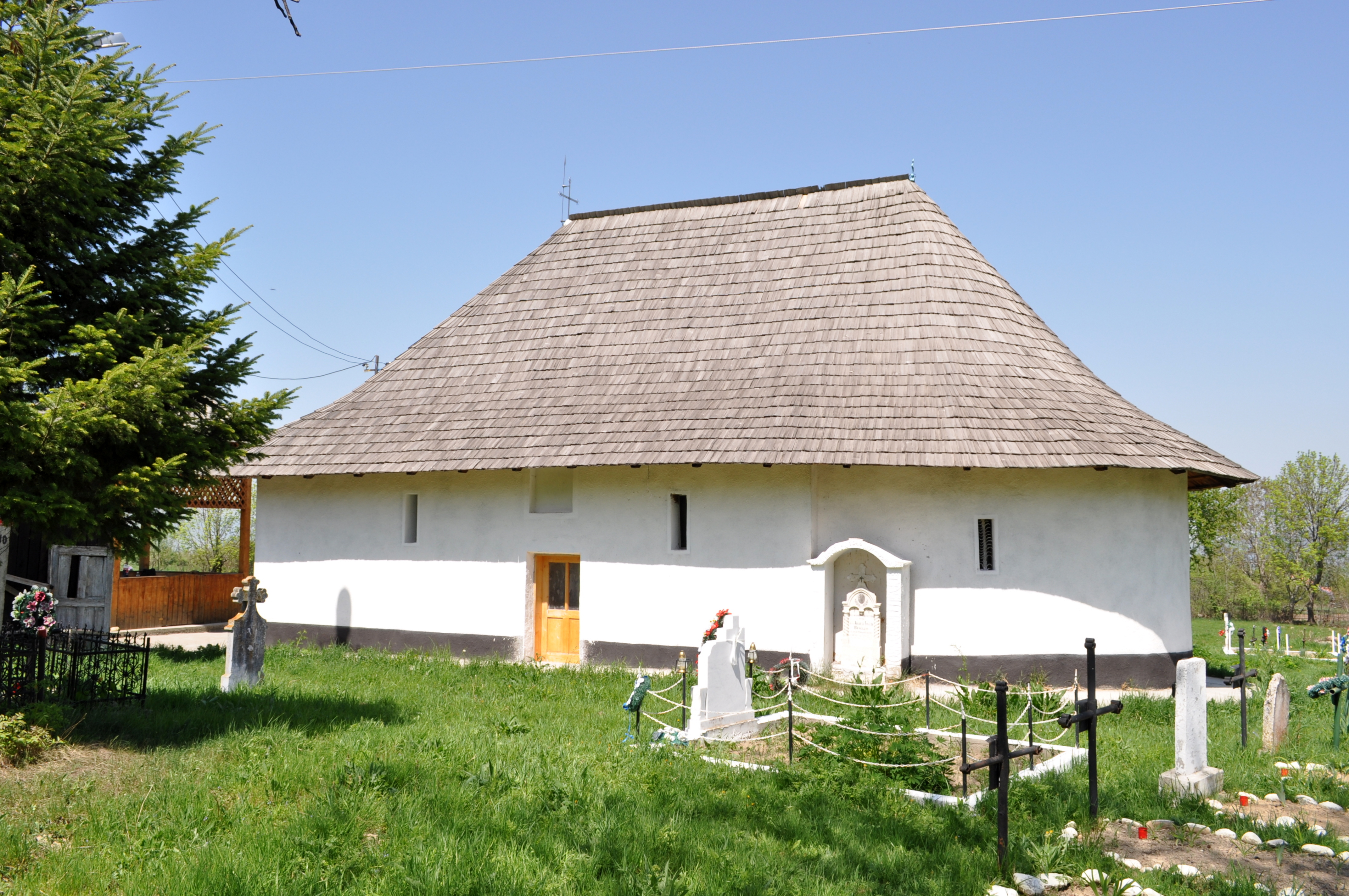
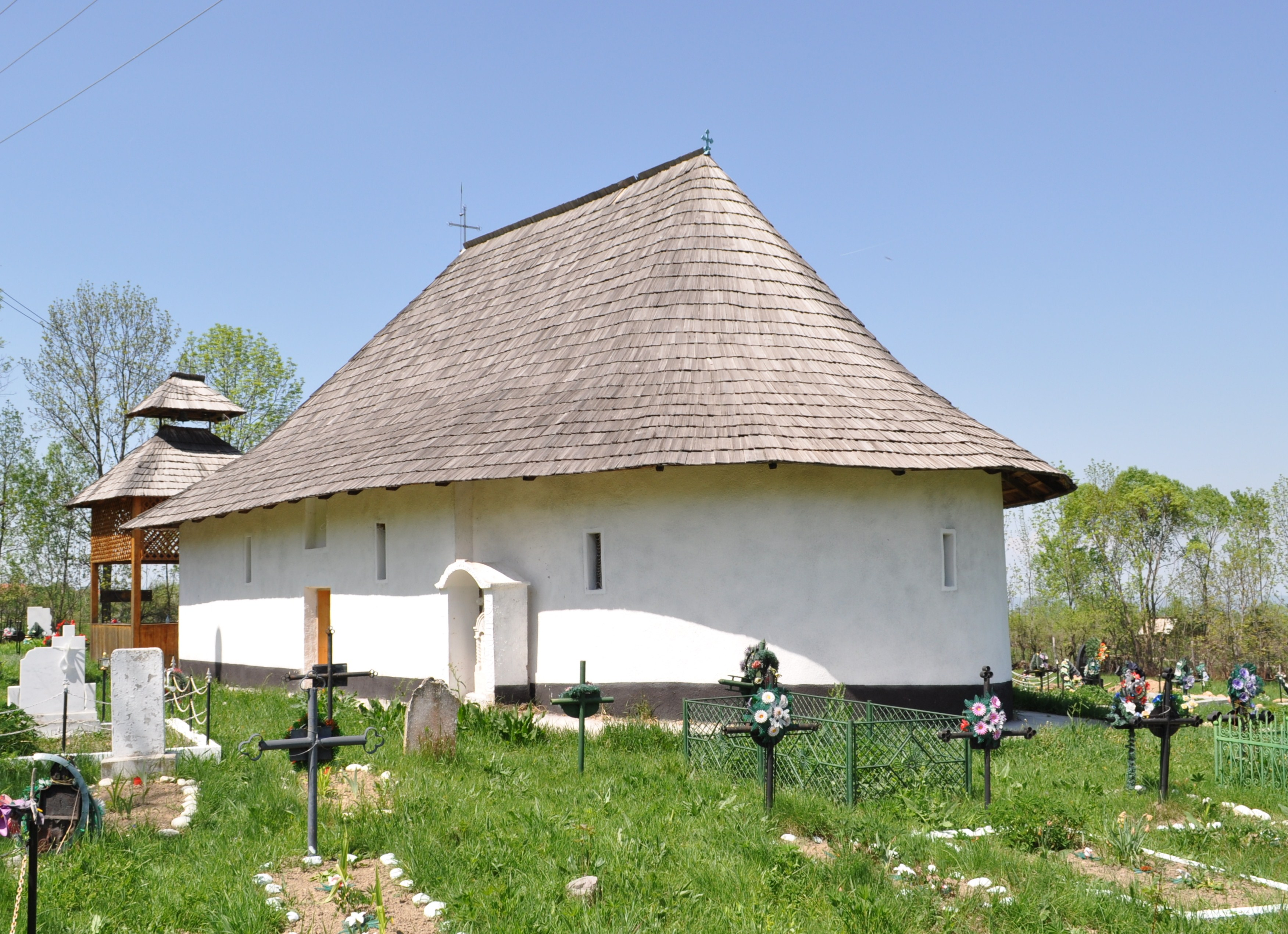
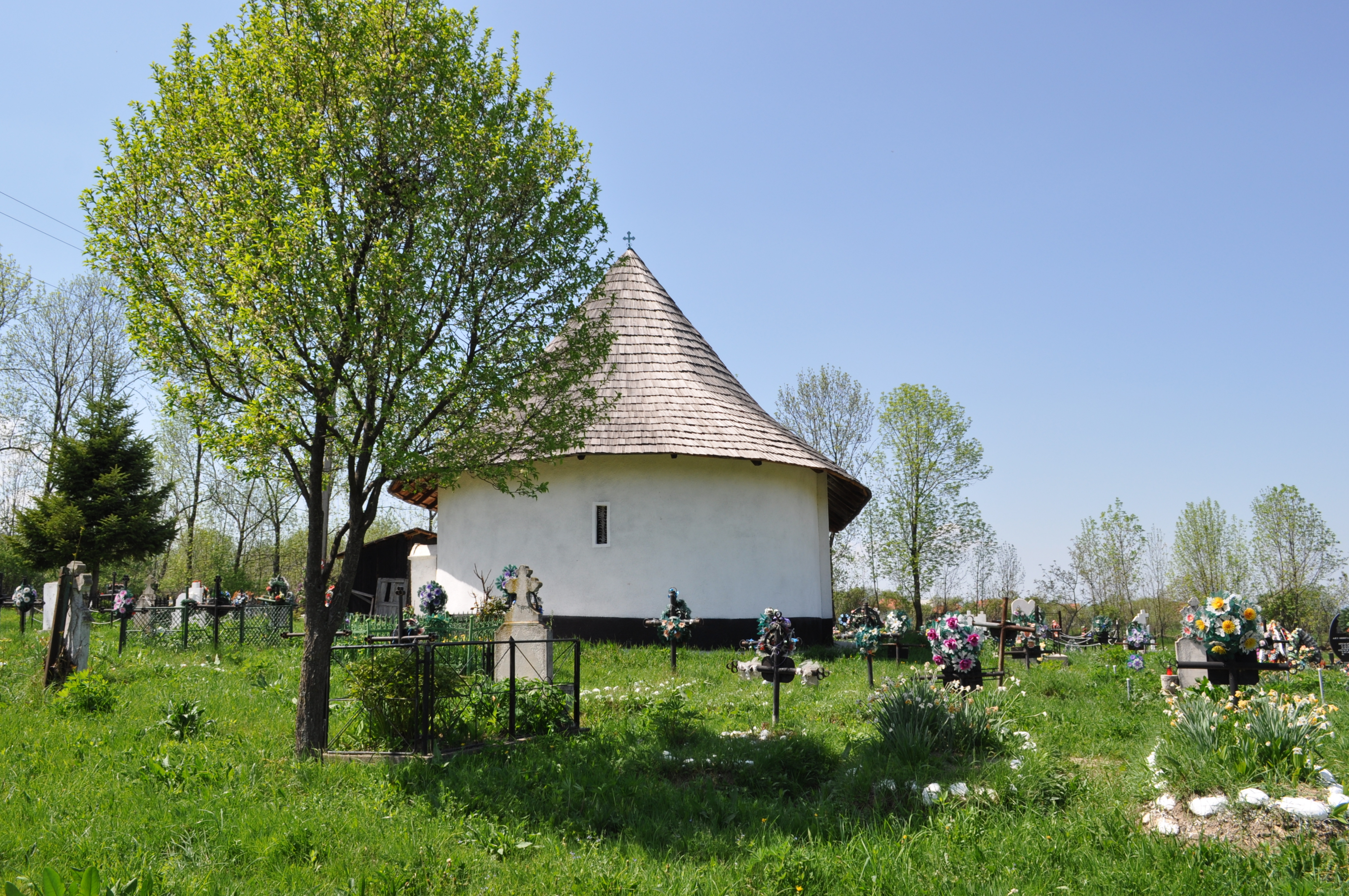
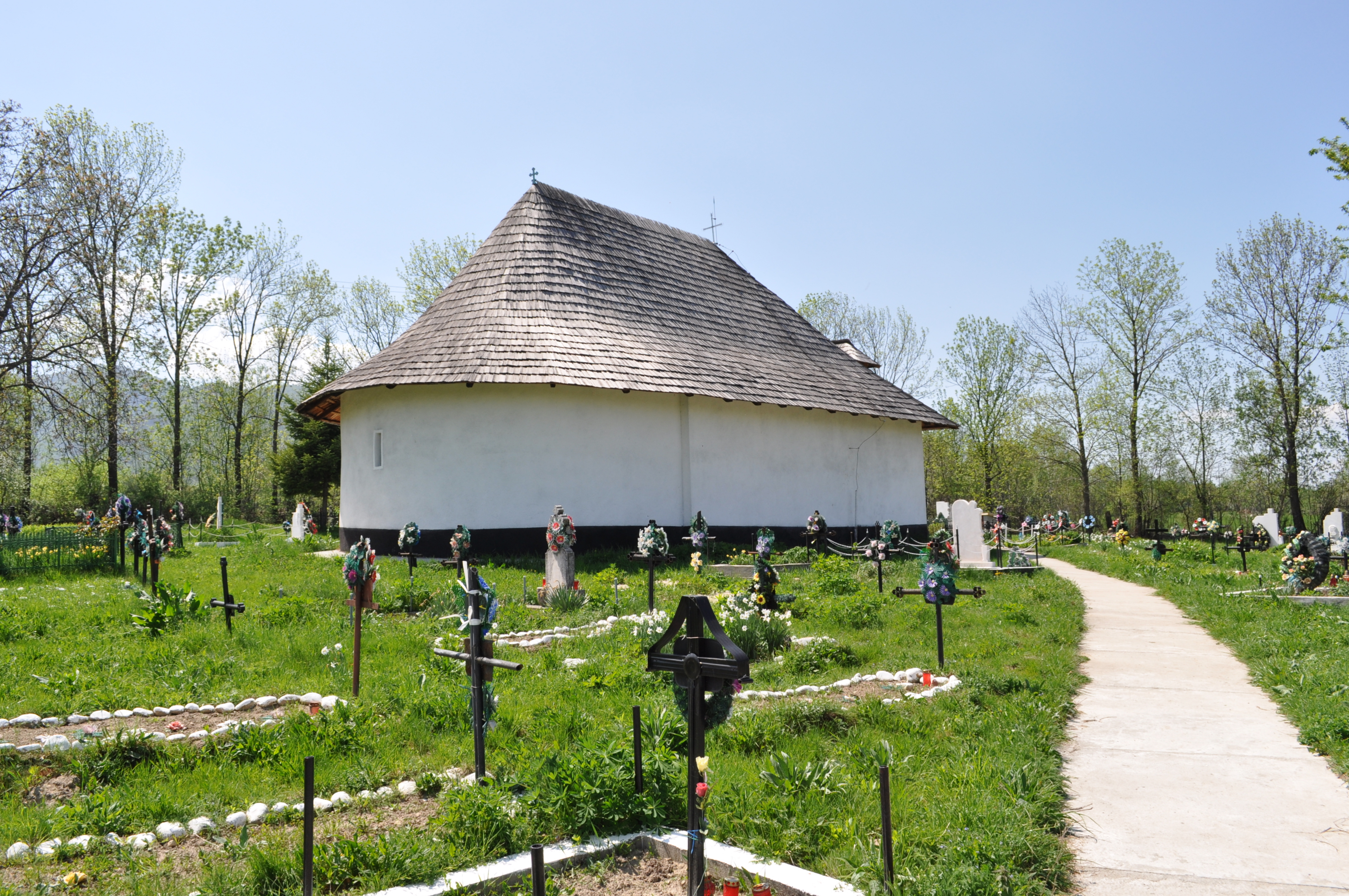
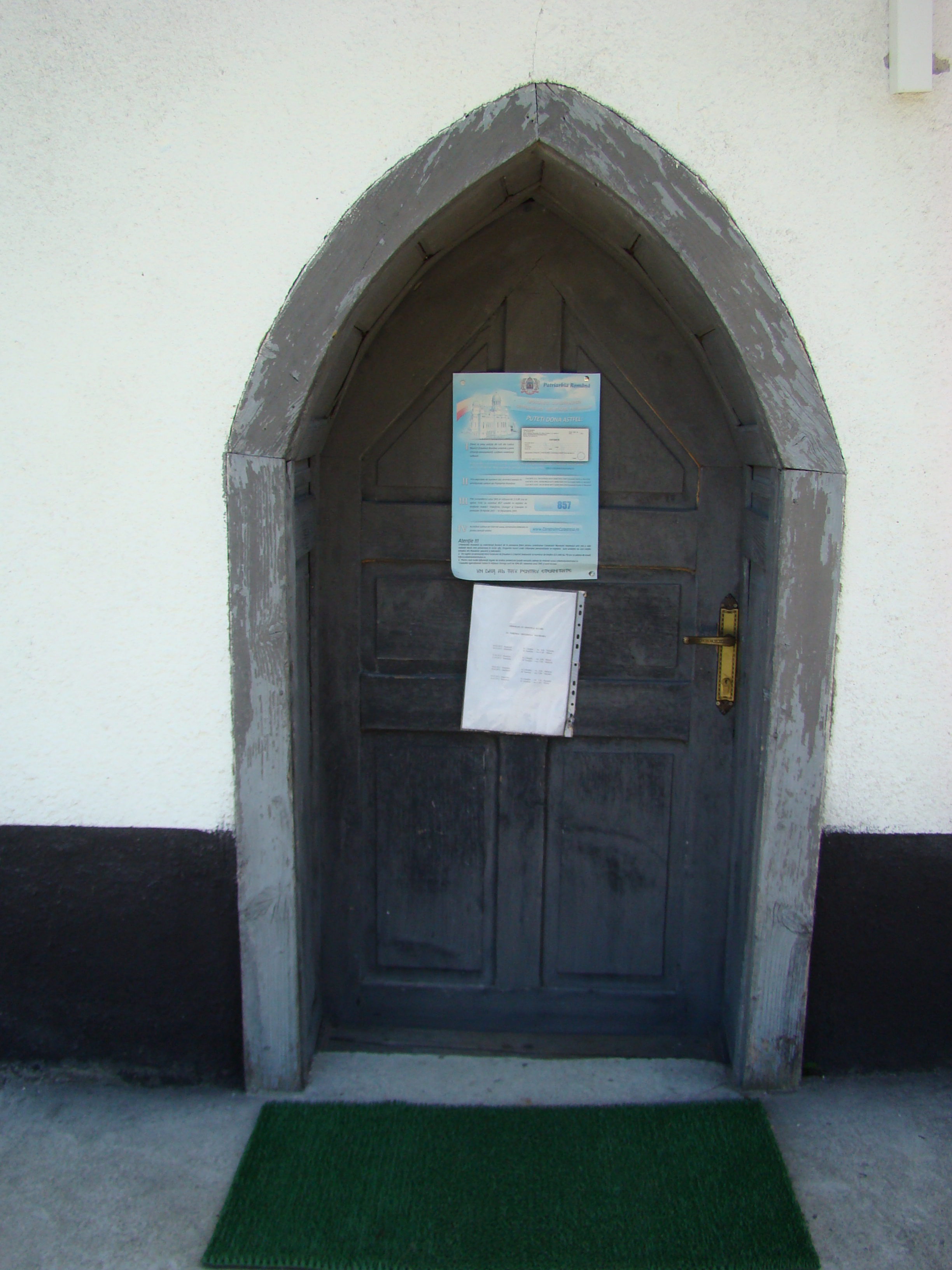
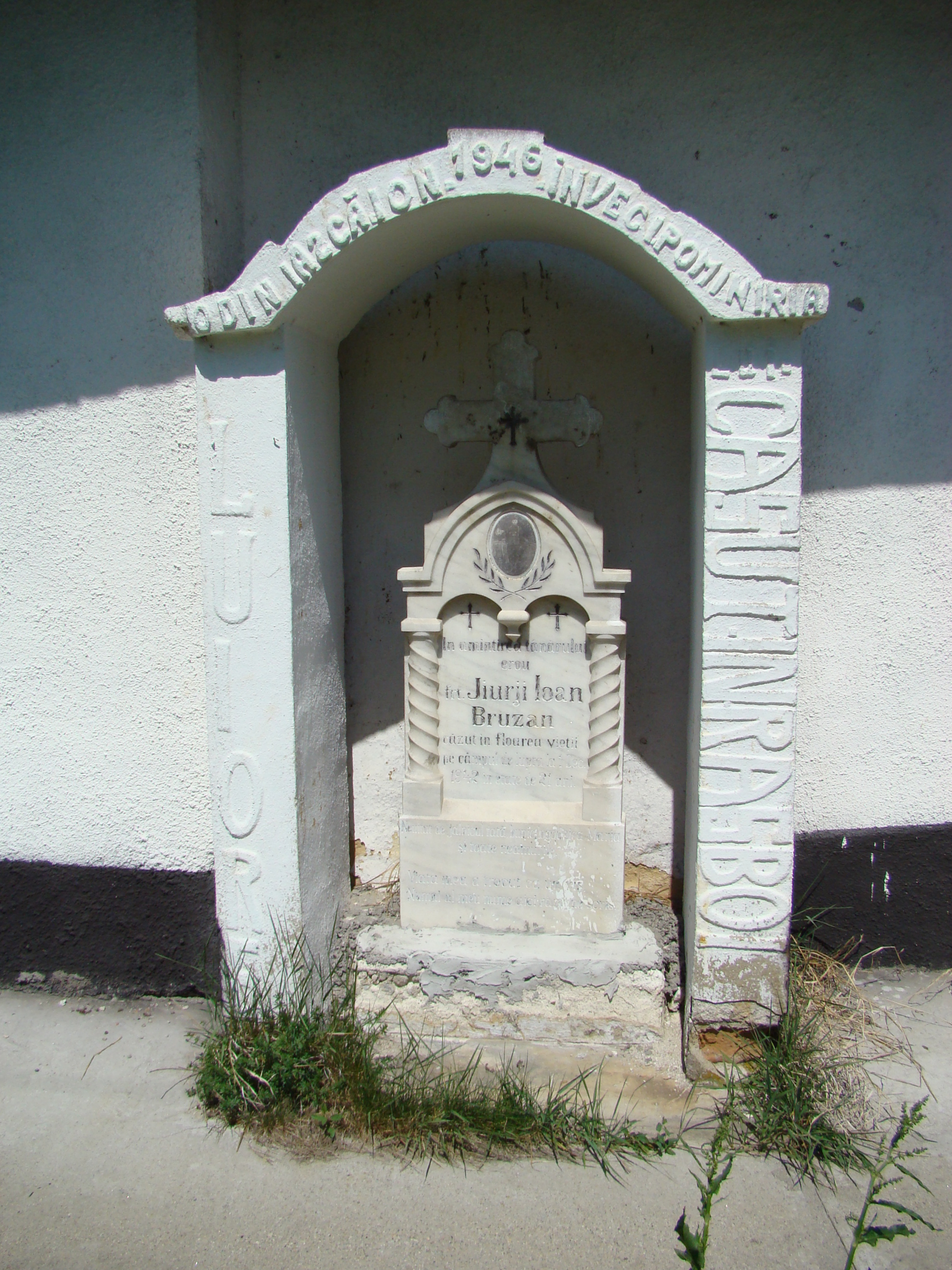
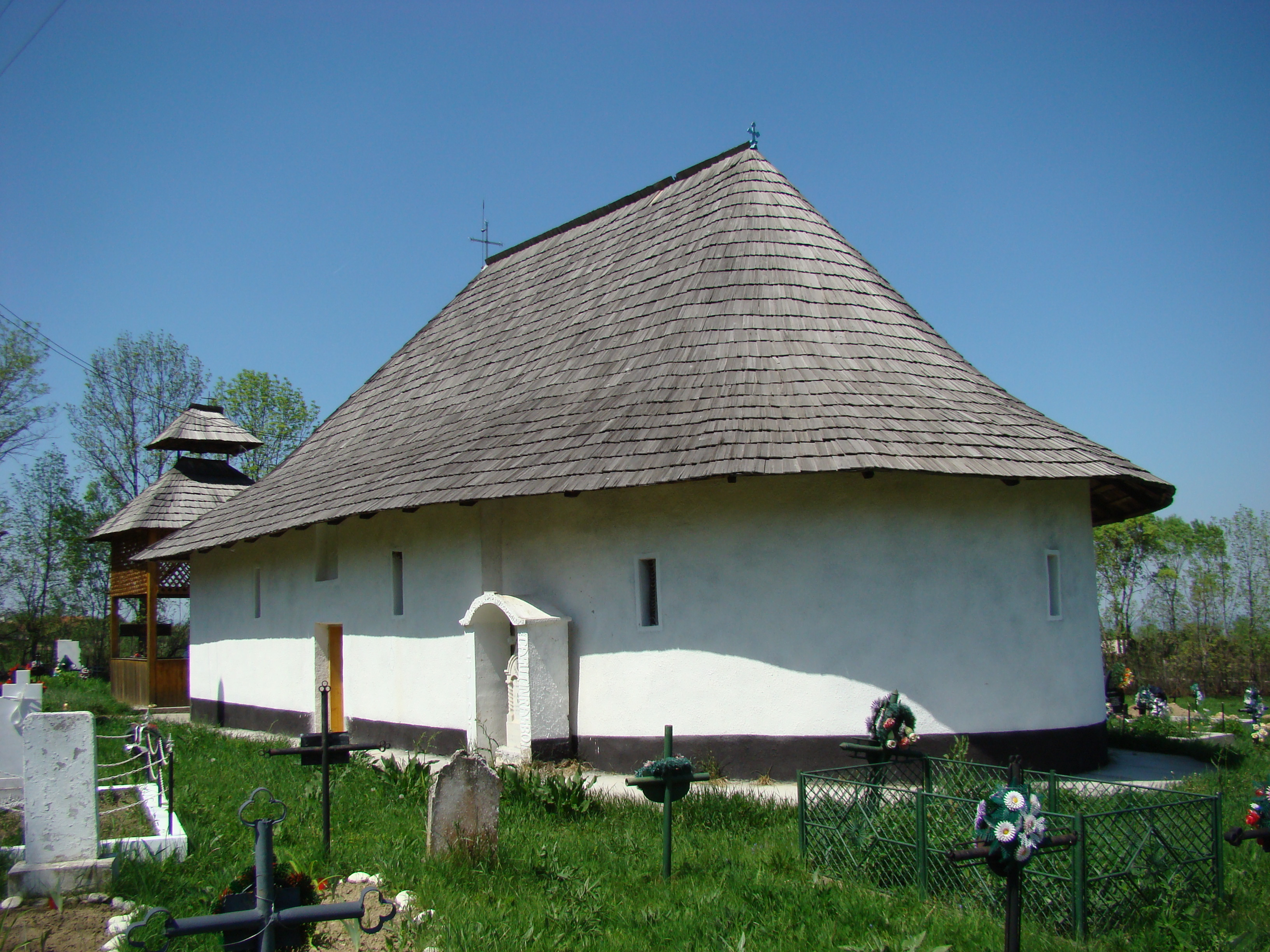
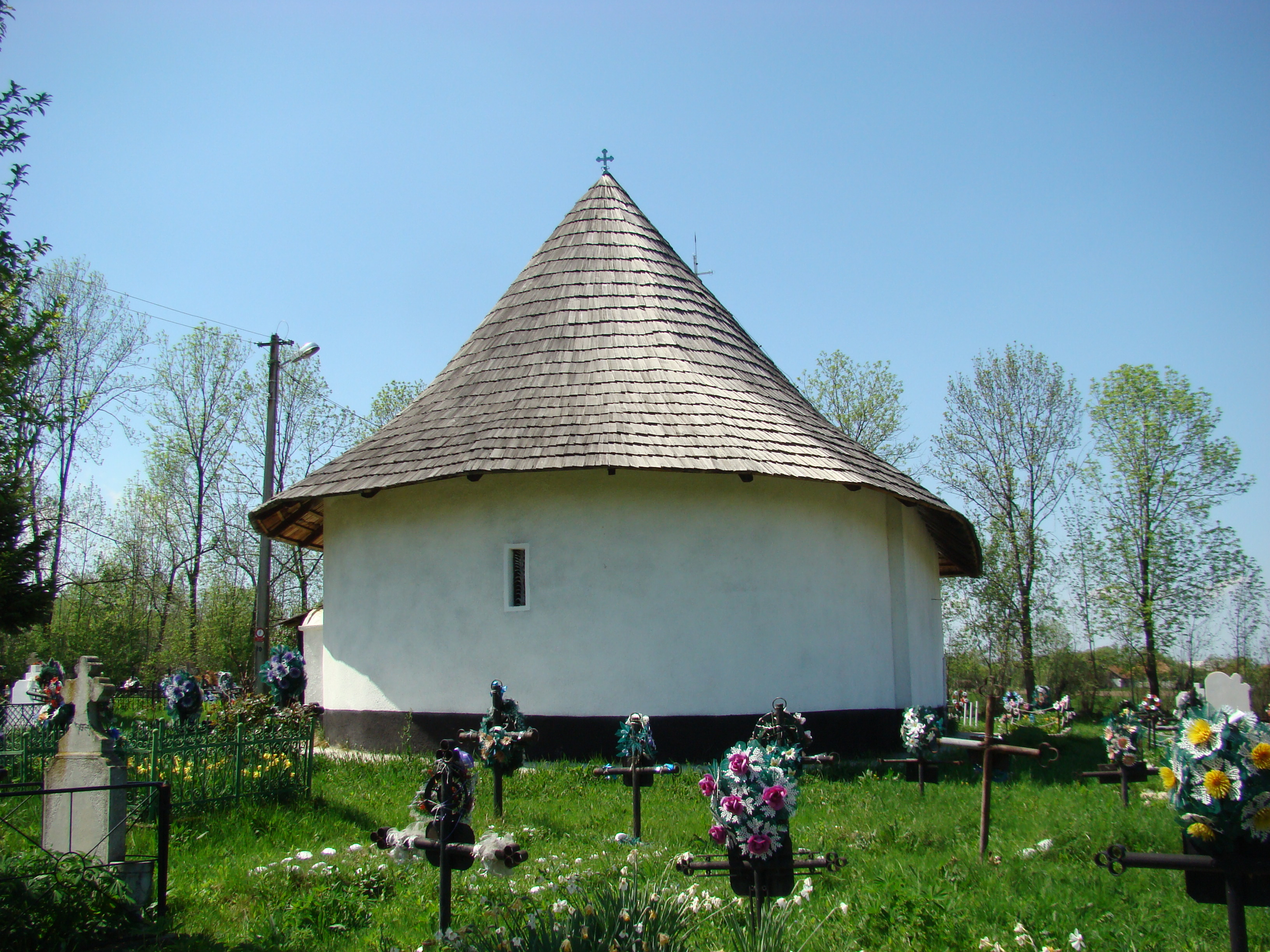
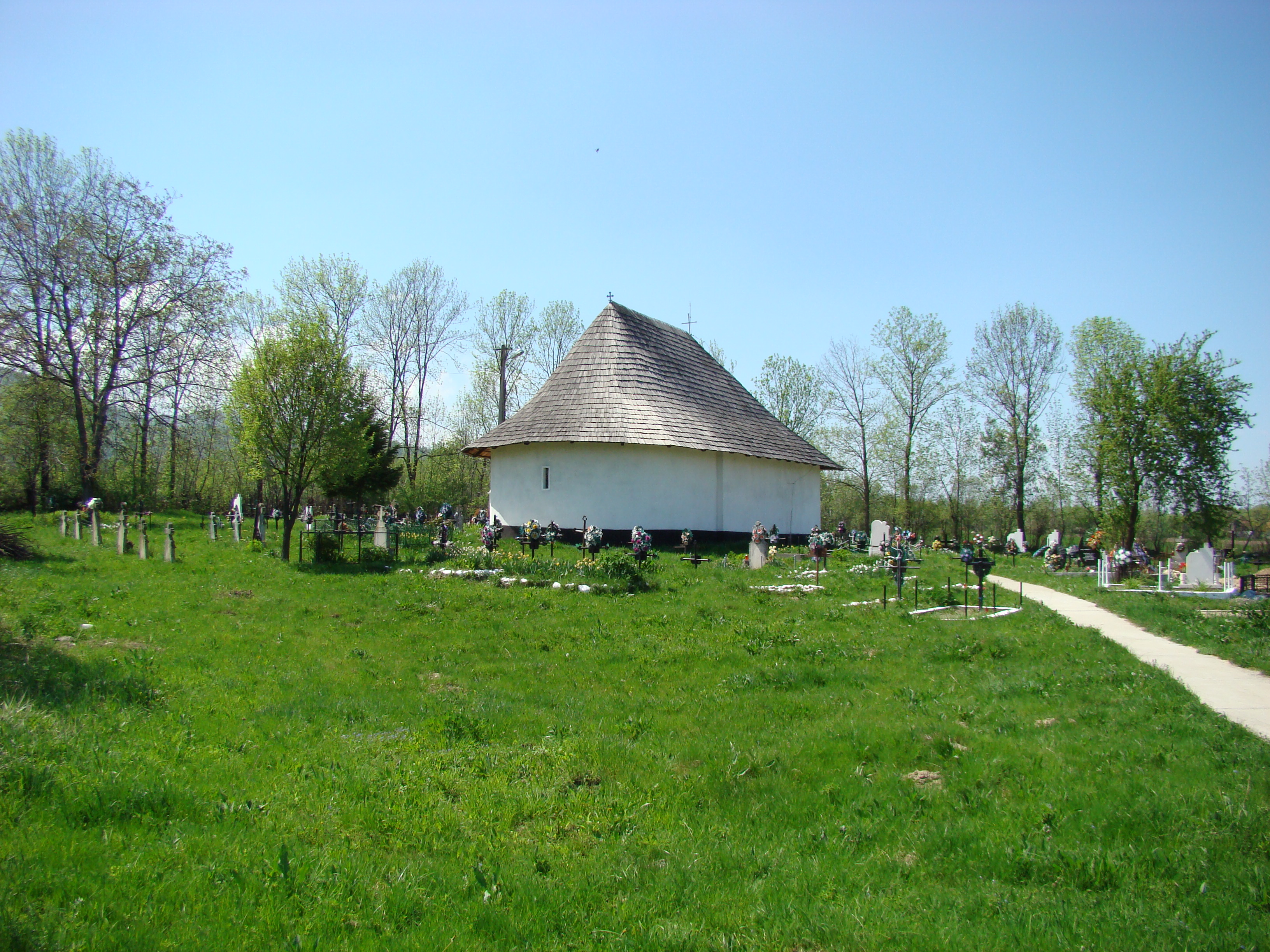
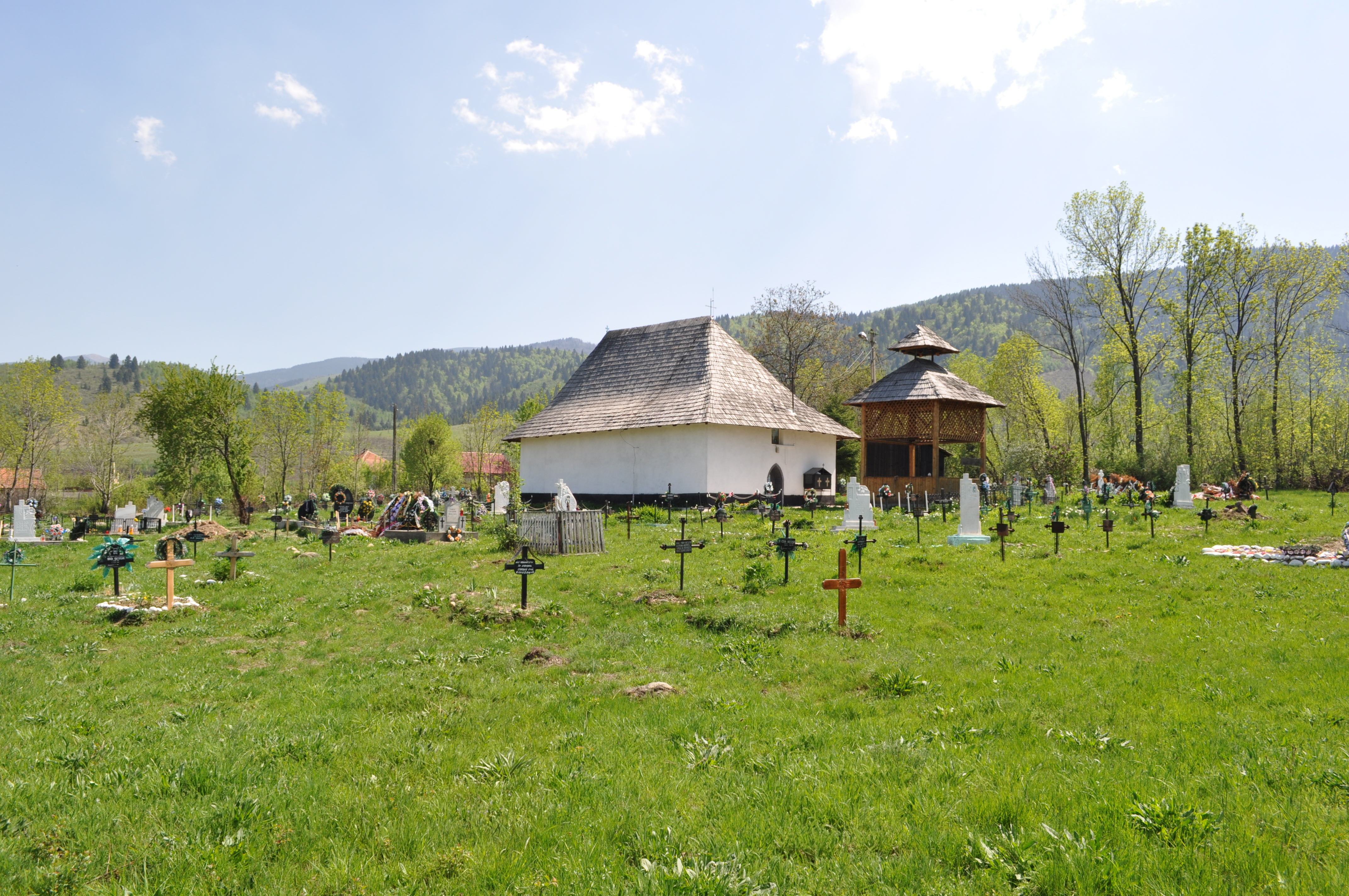

## Imagini din interior

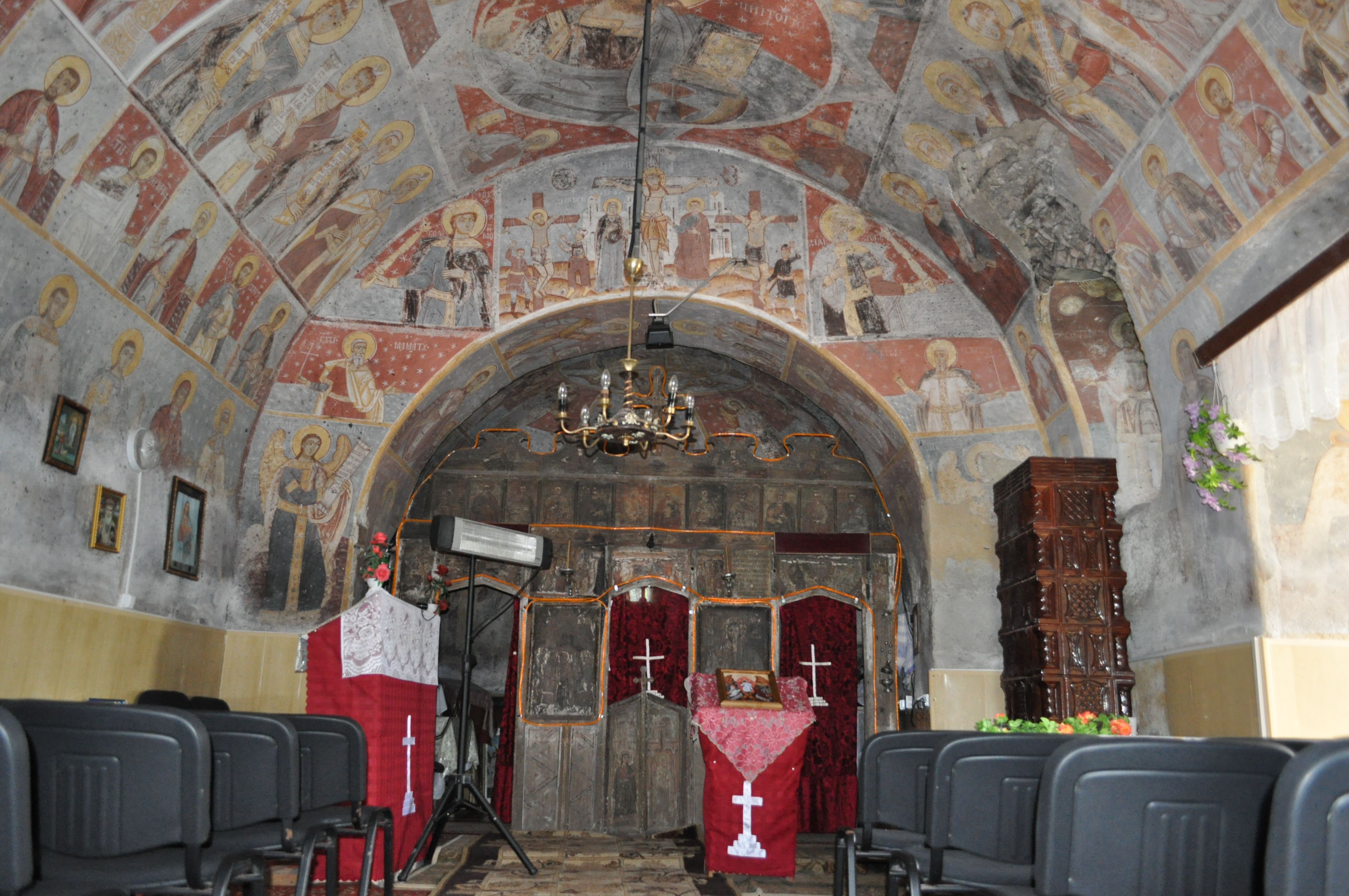
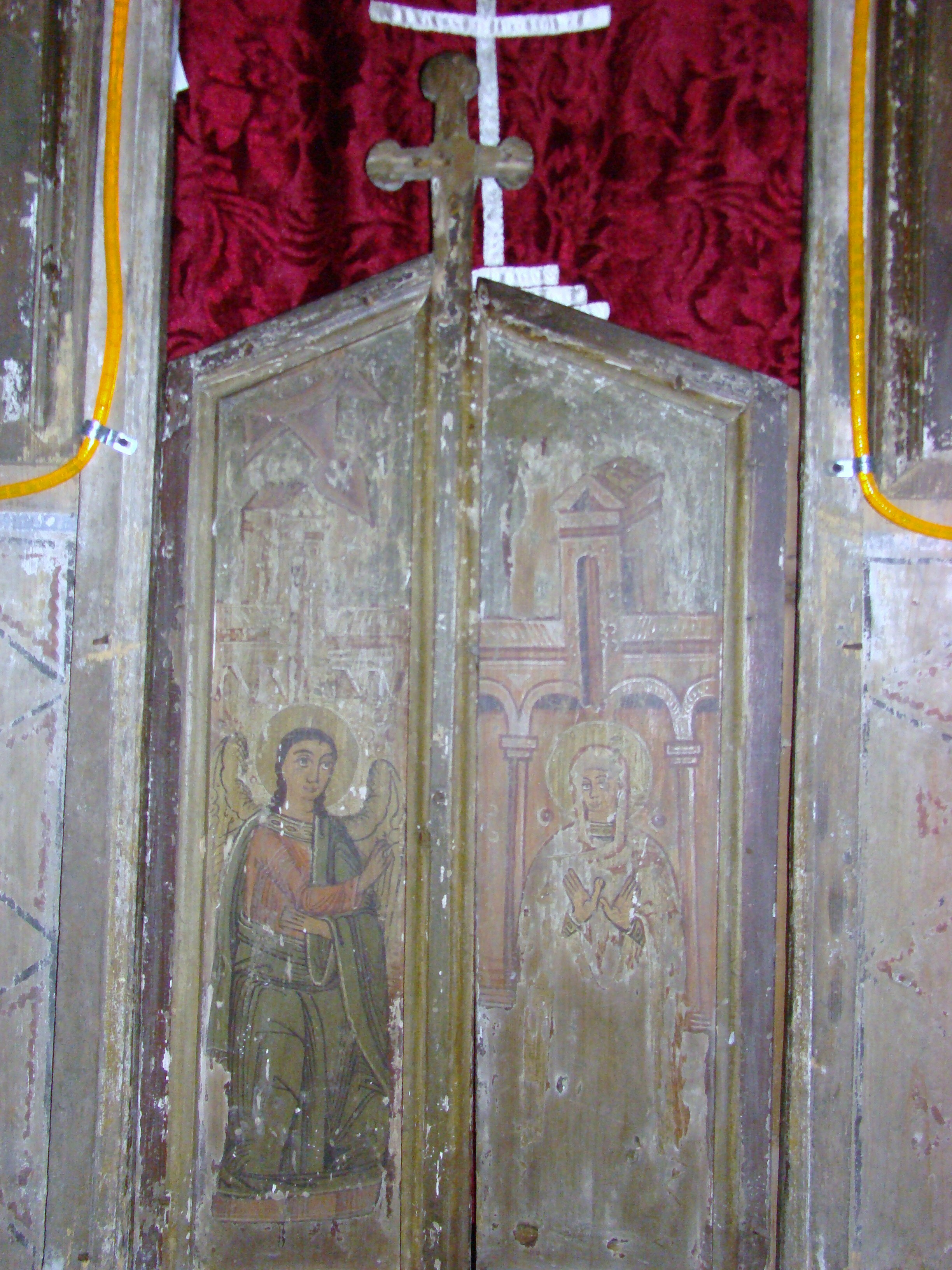
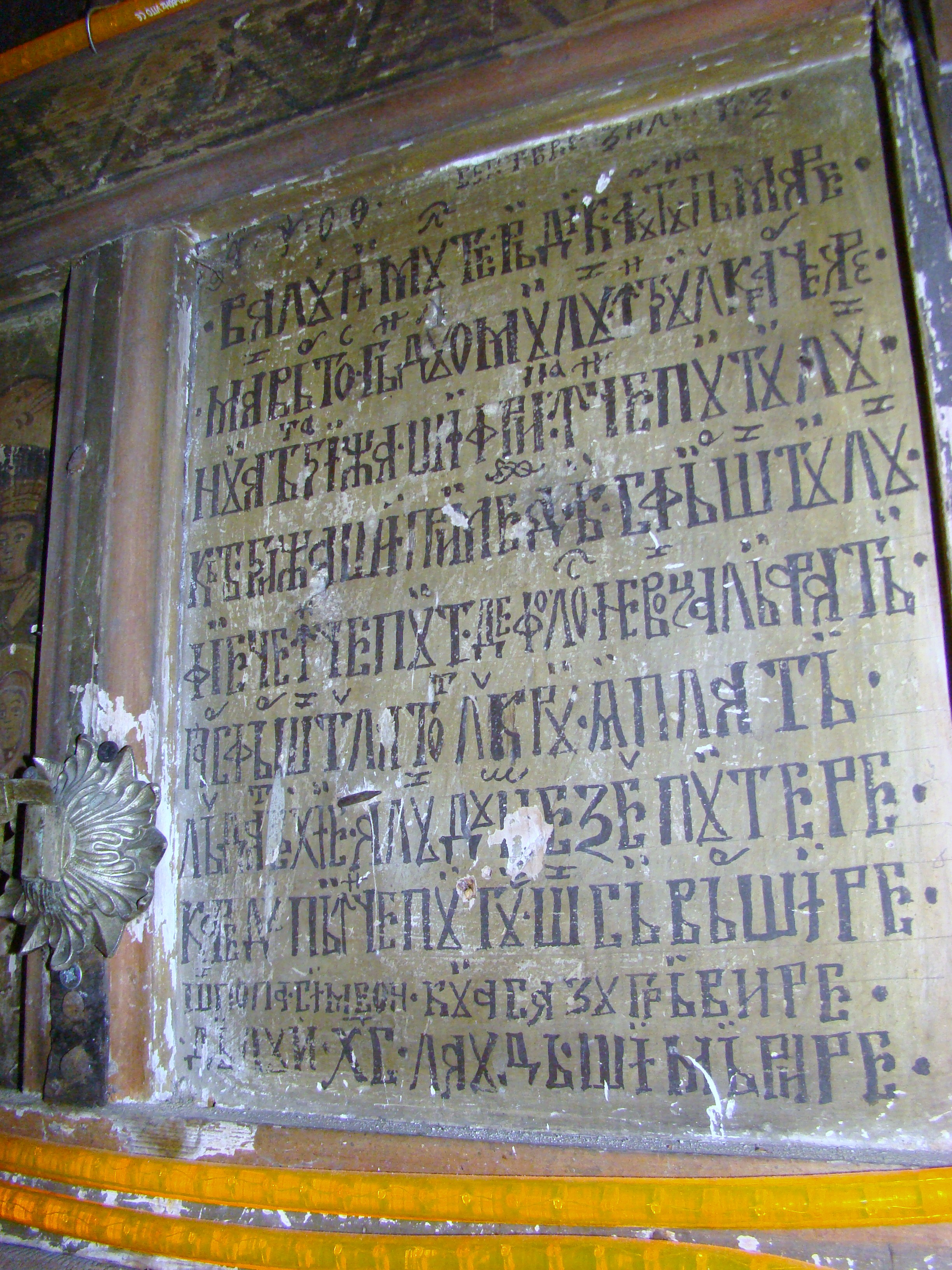
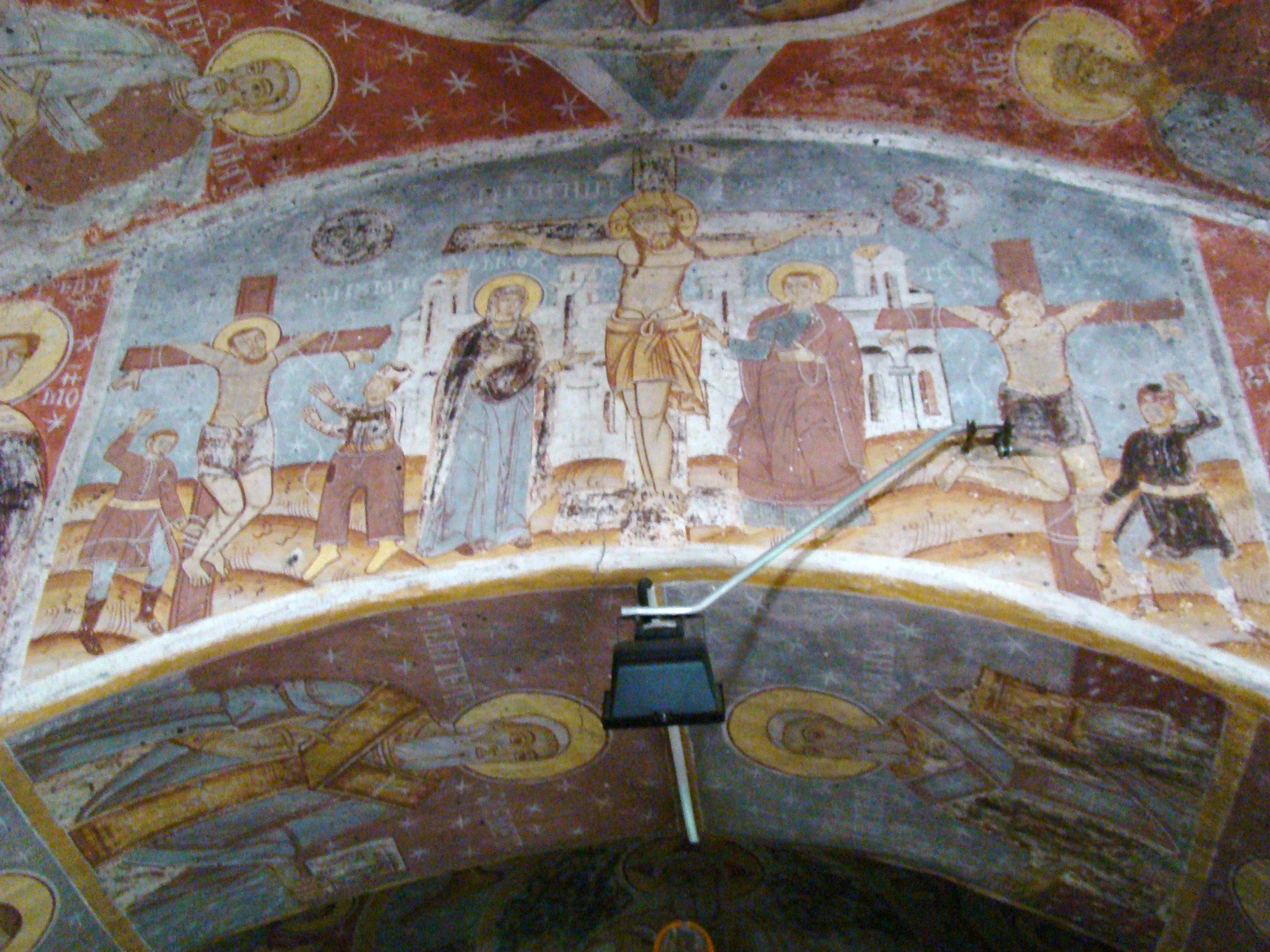
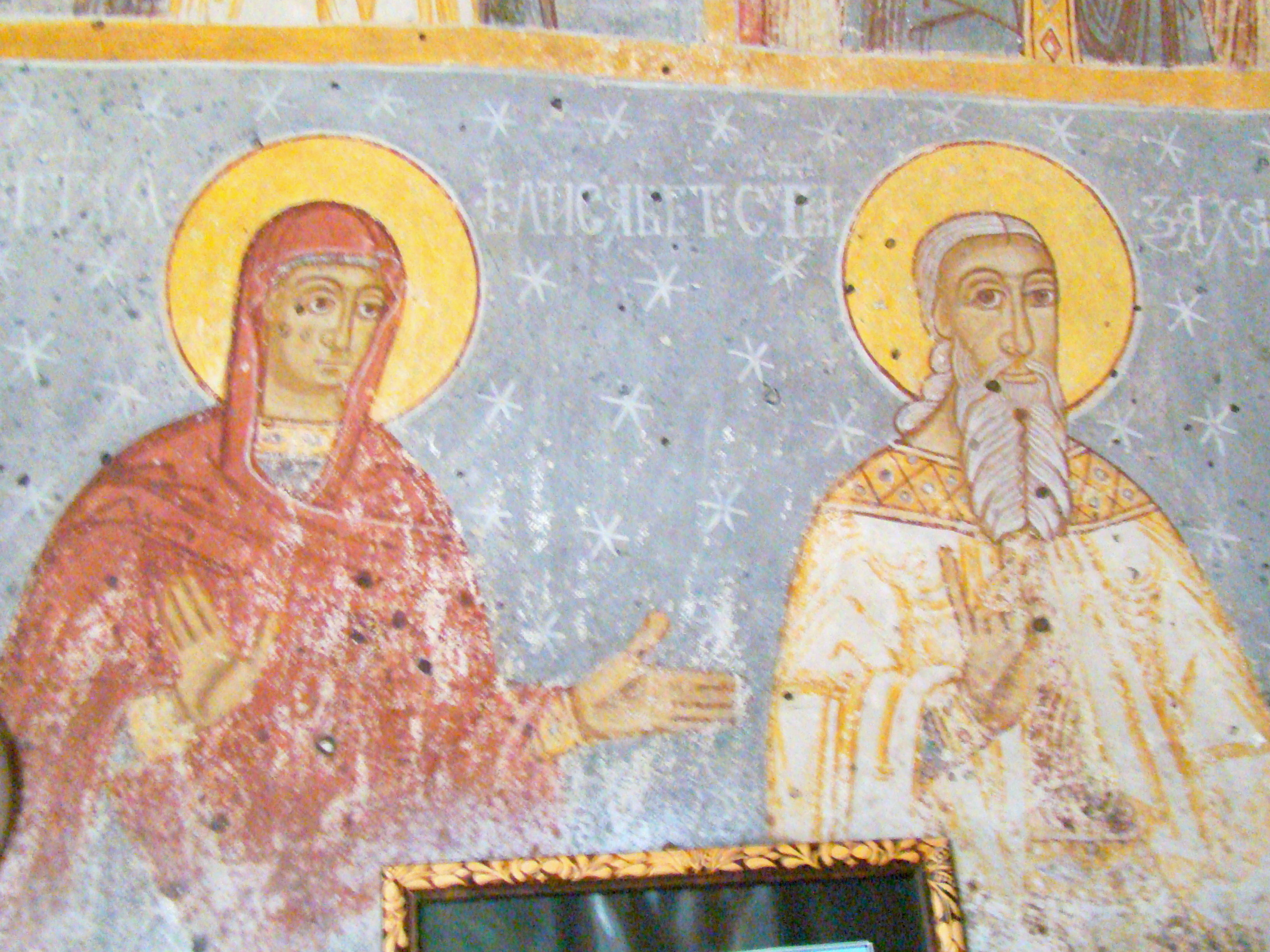
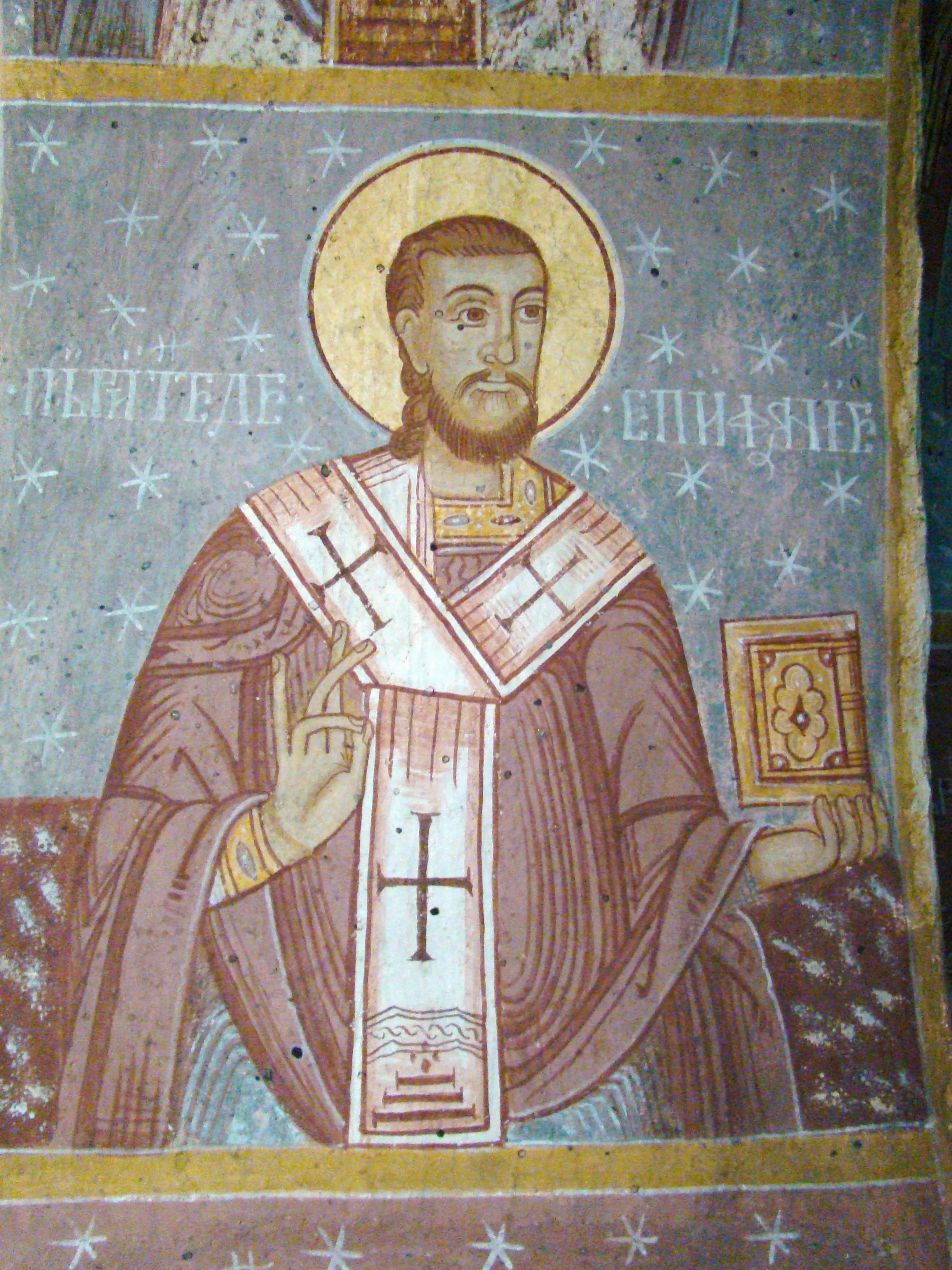
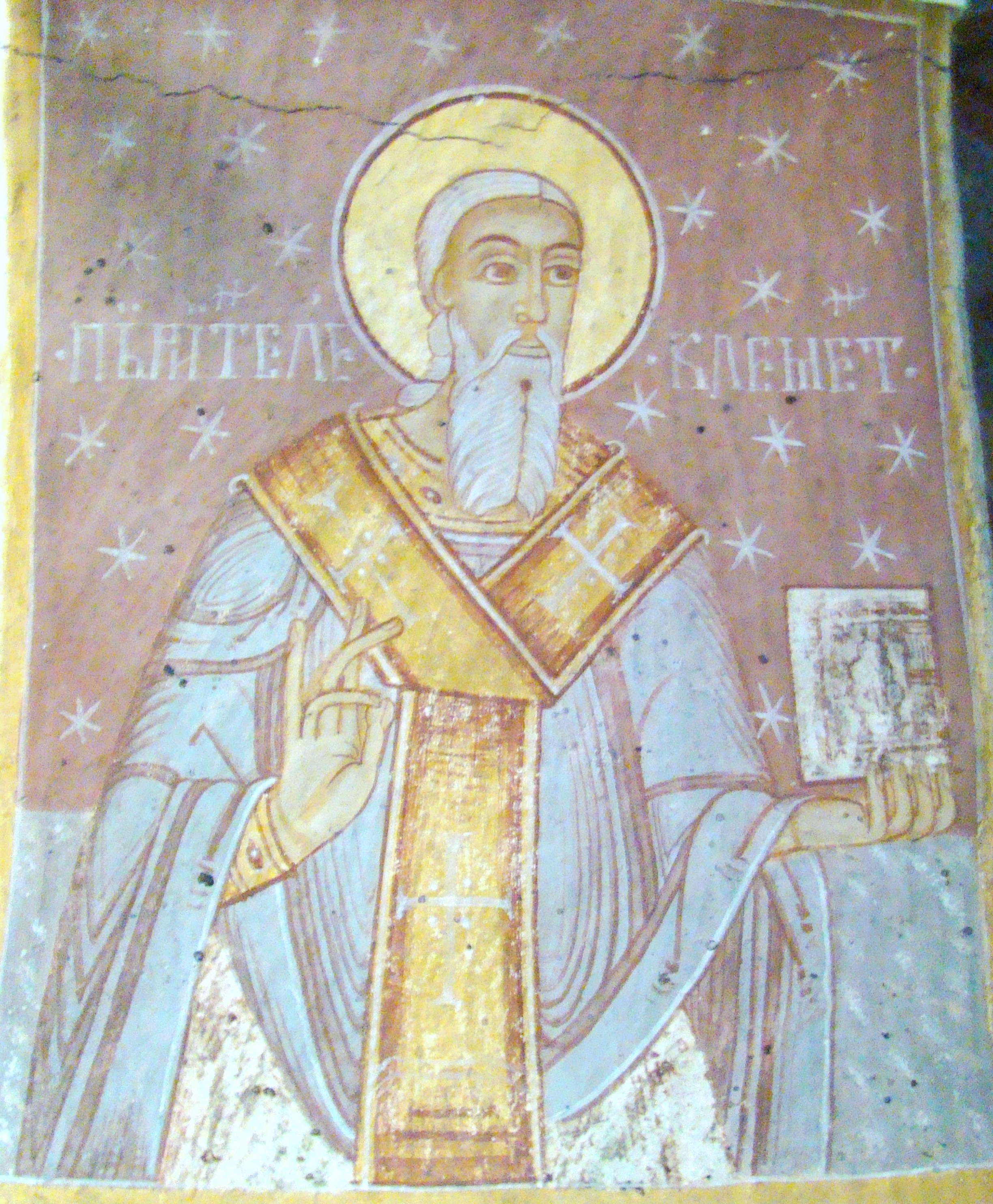
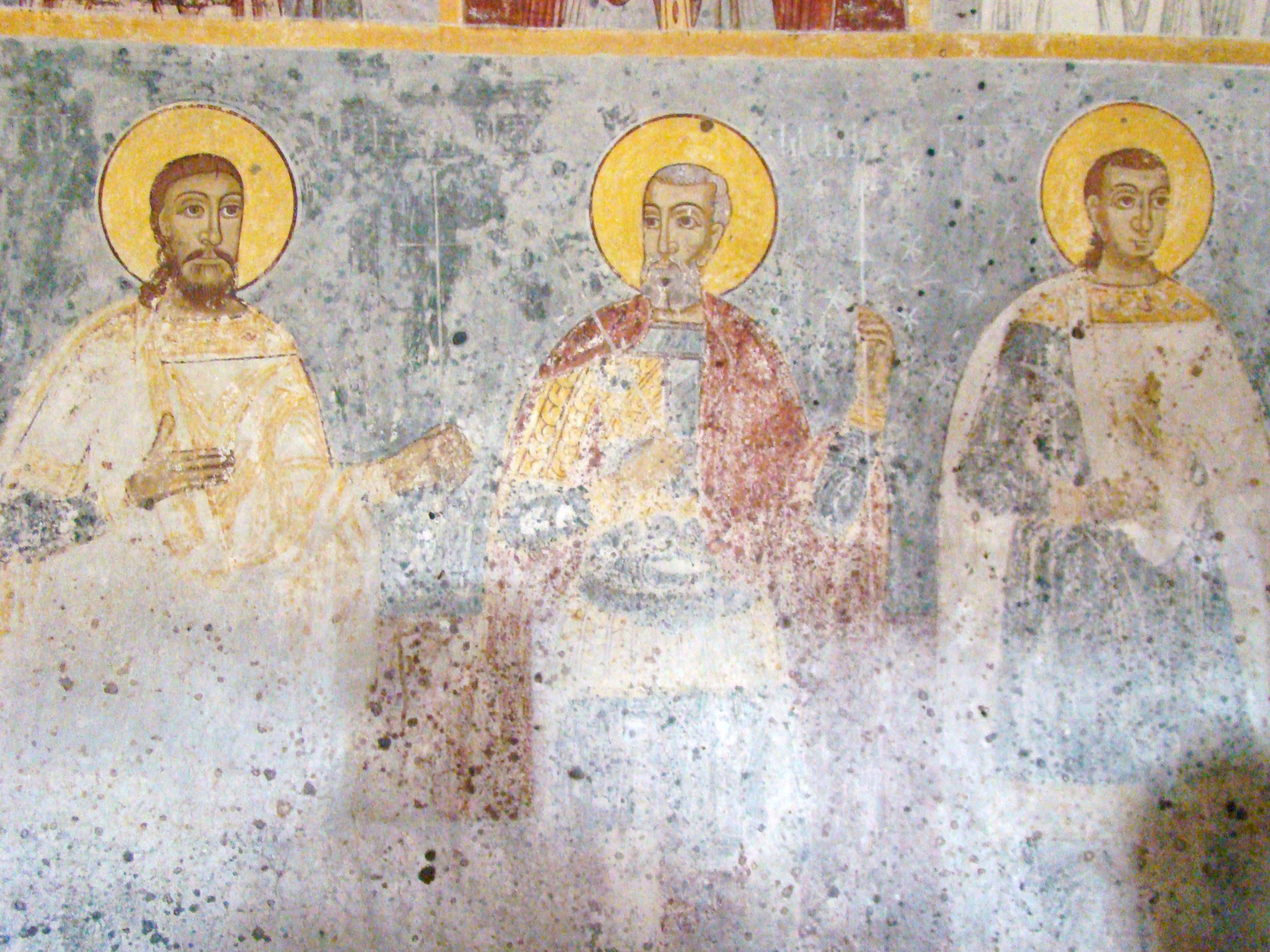
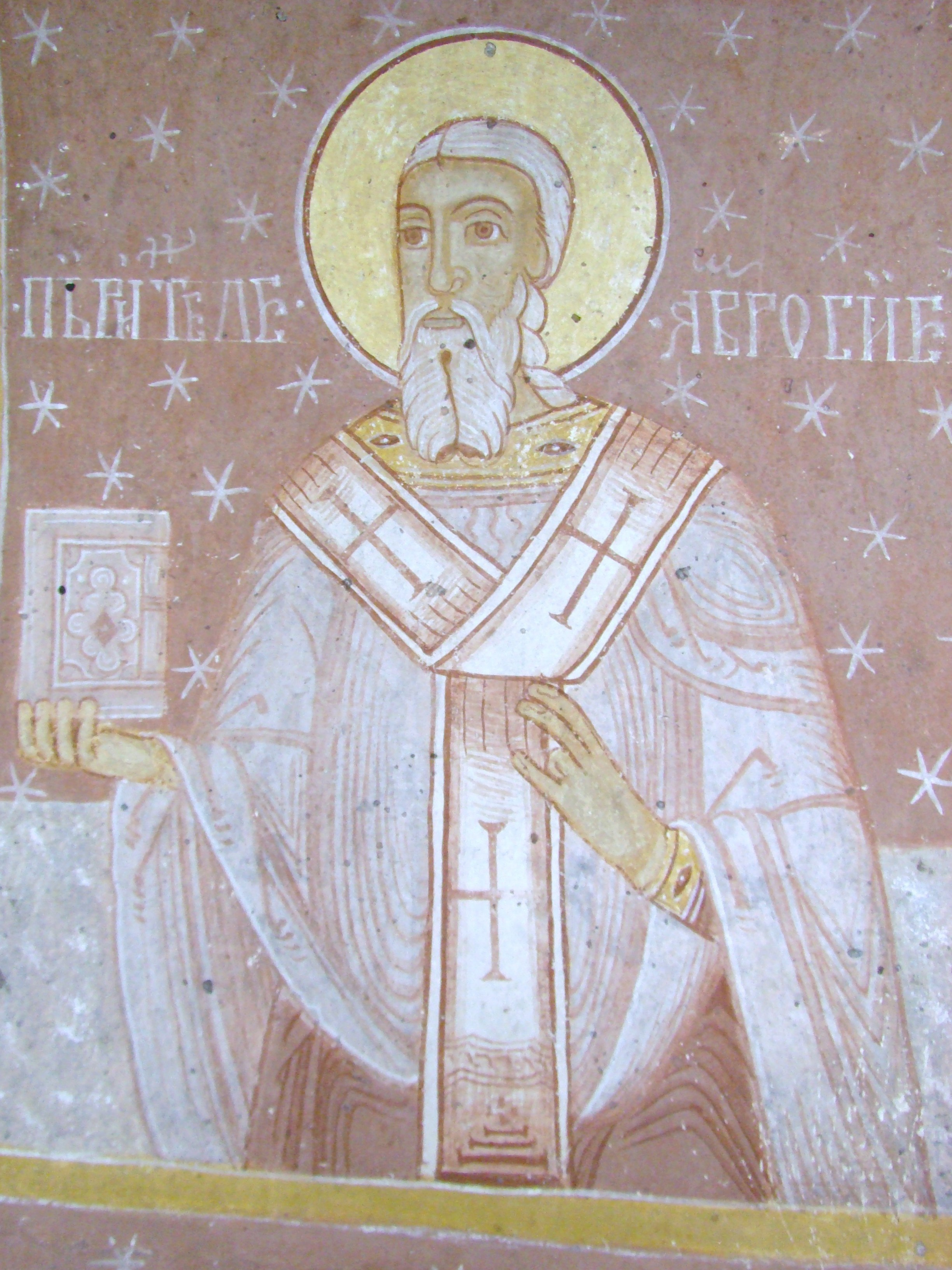
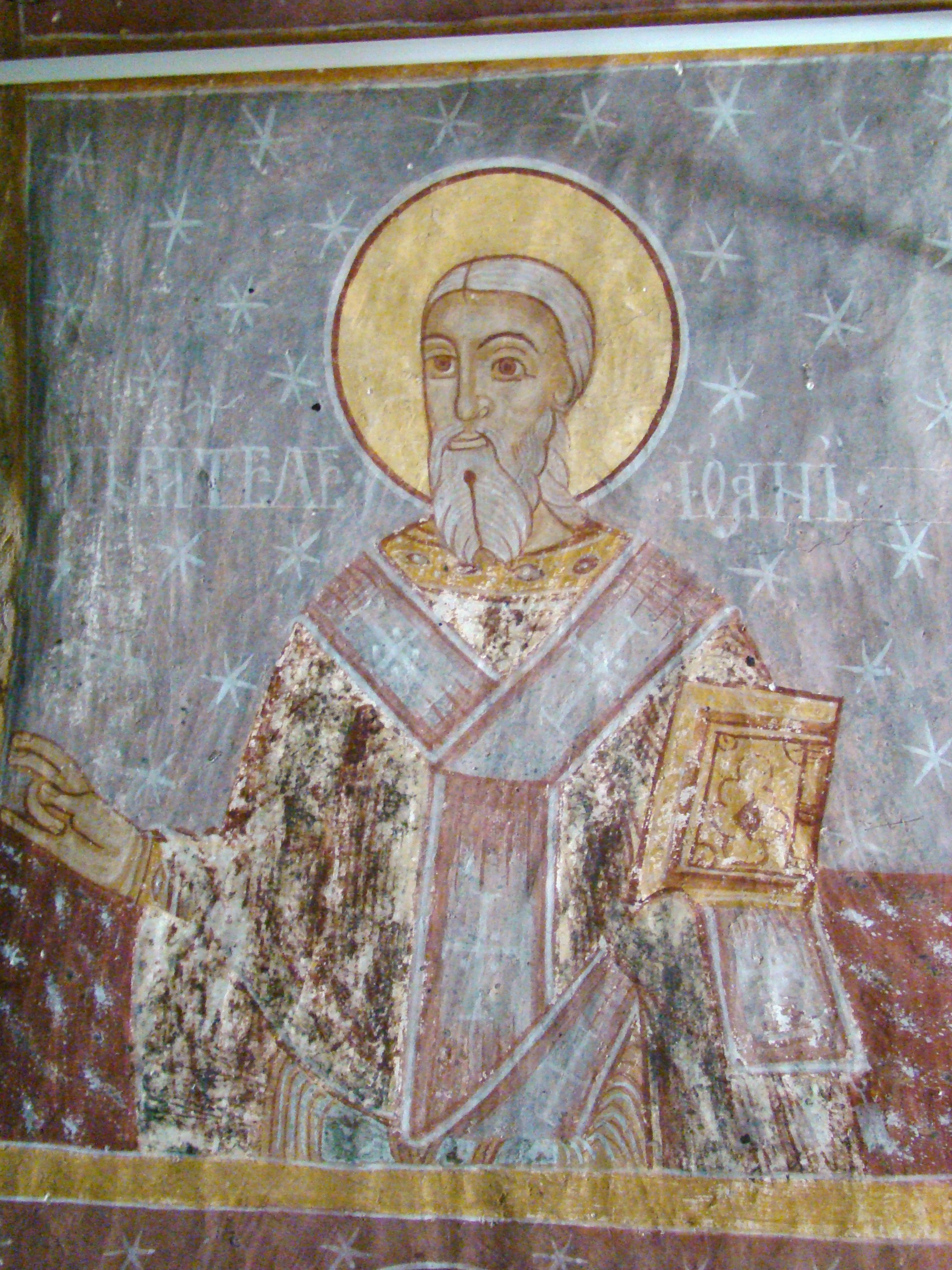
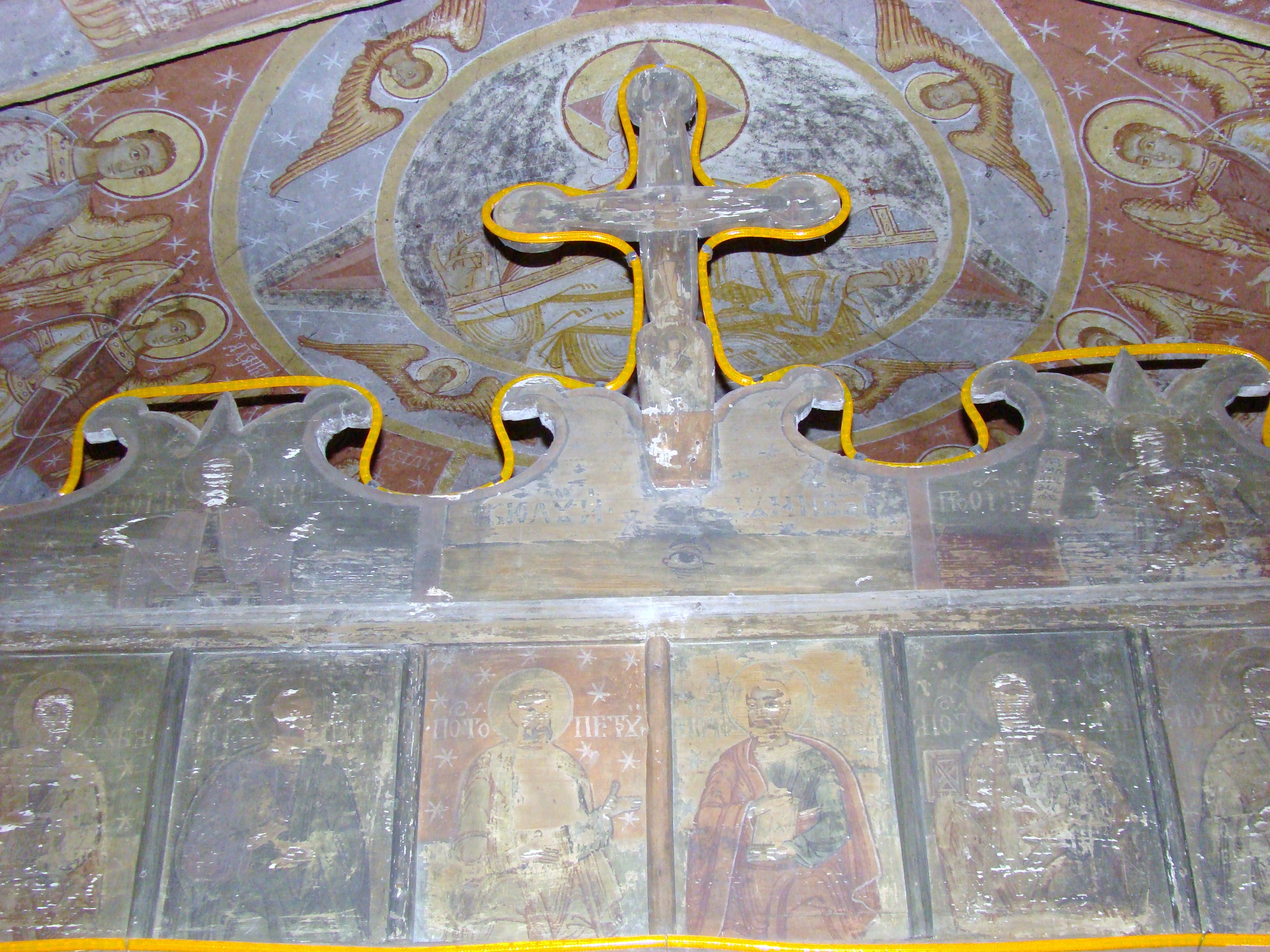
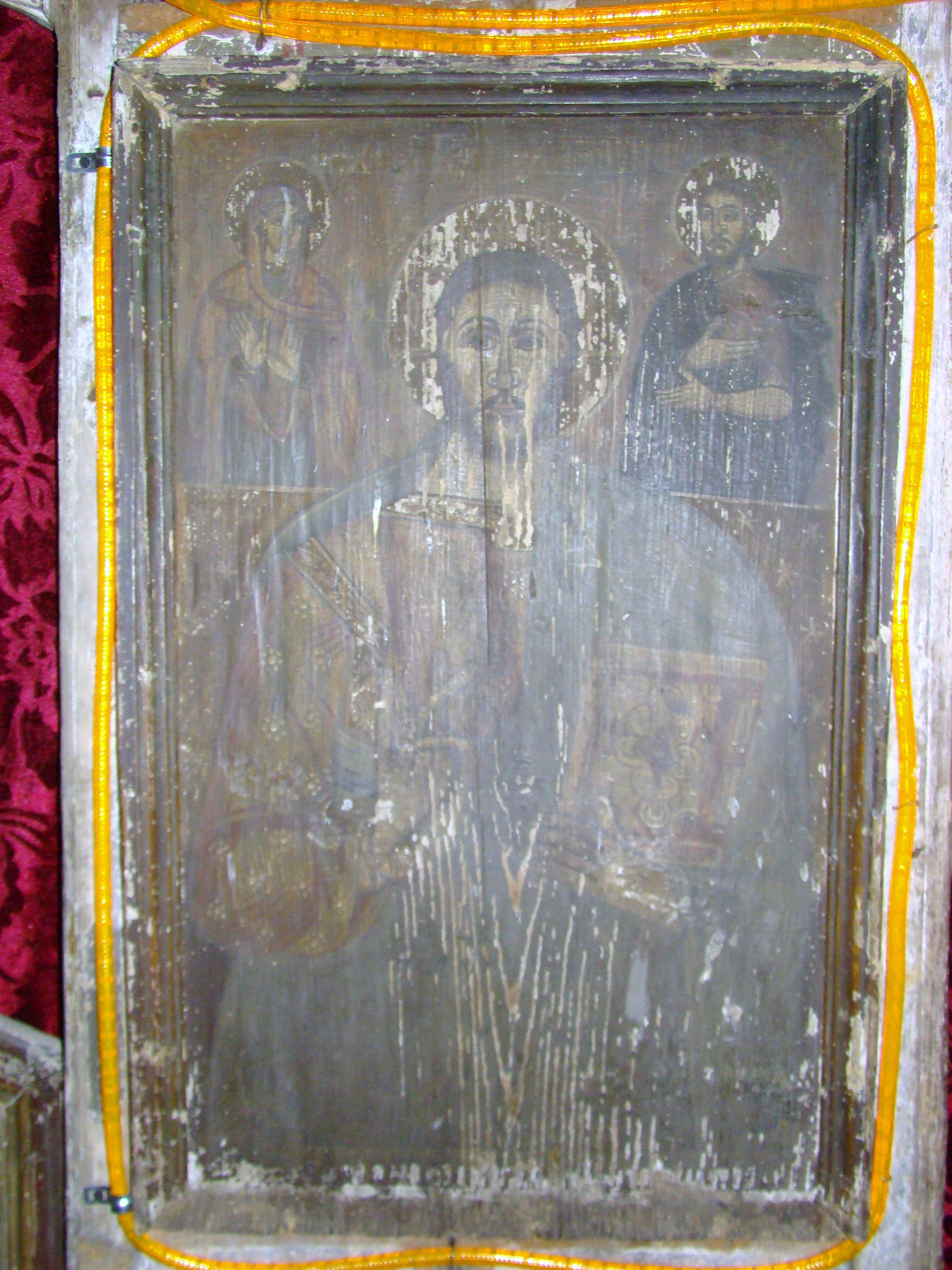
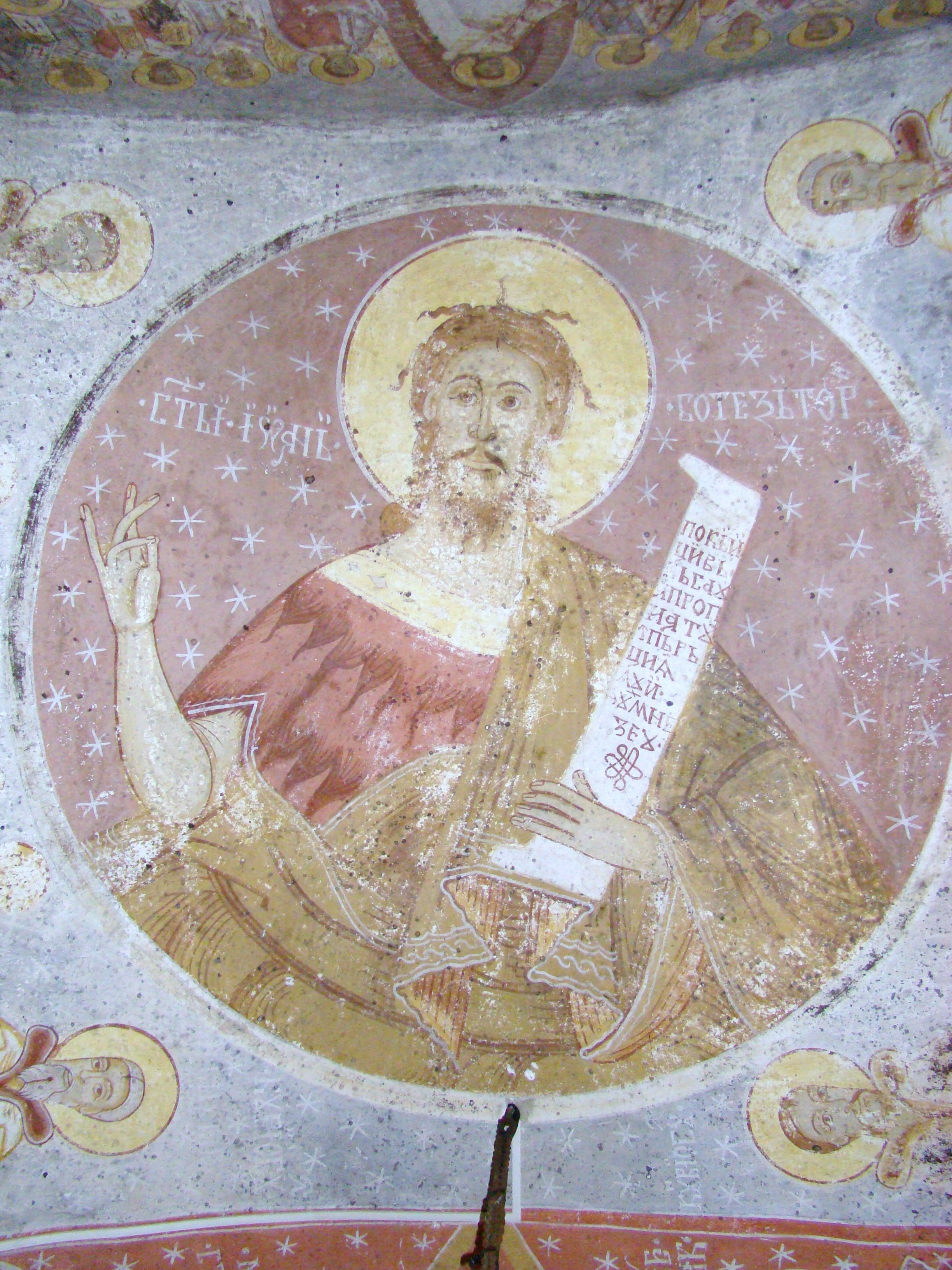
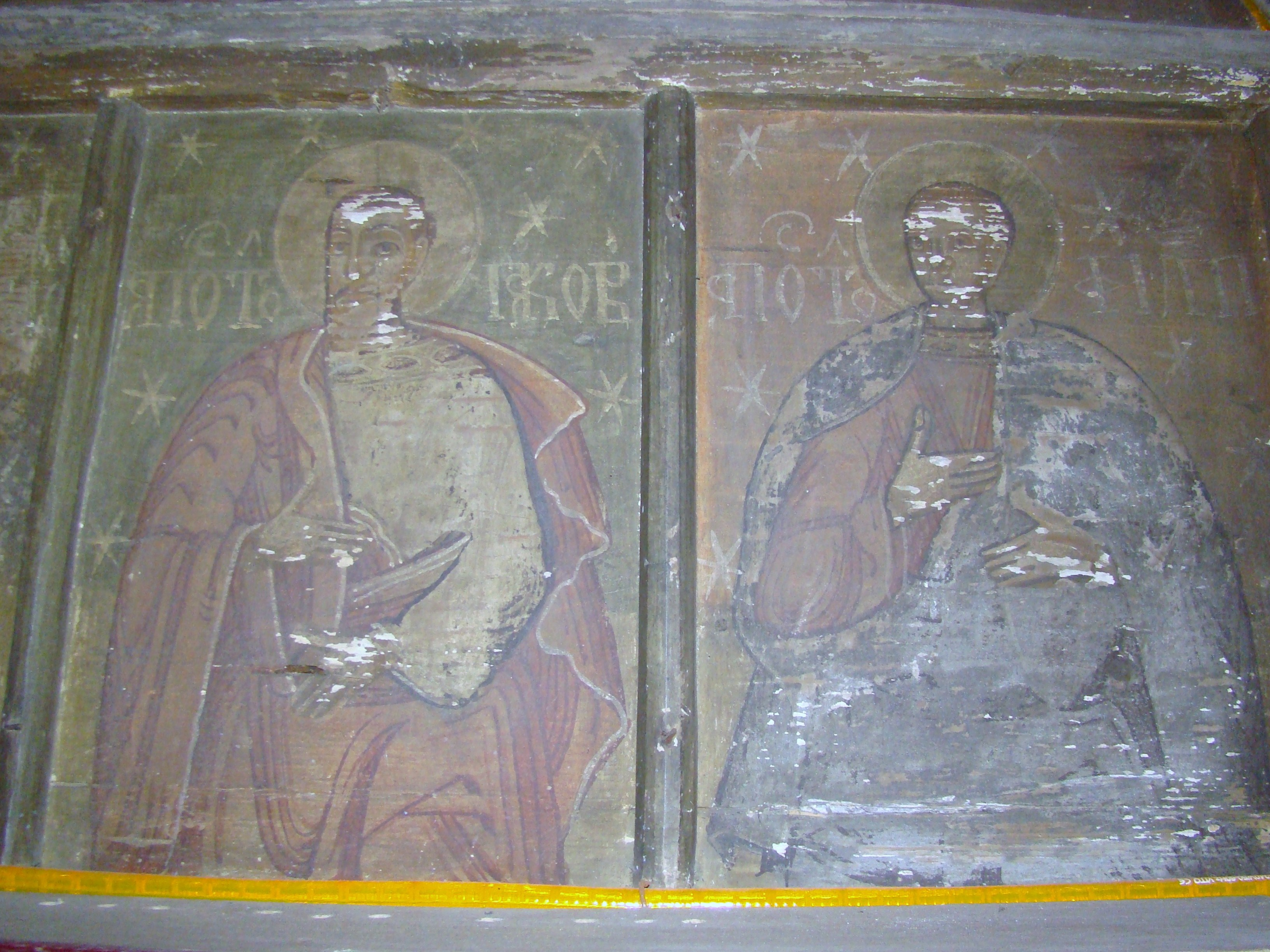
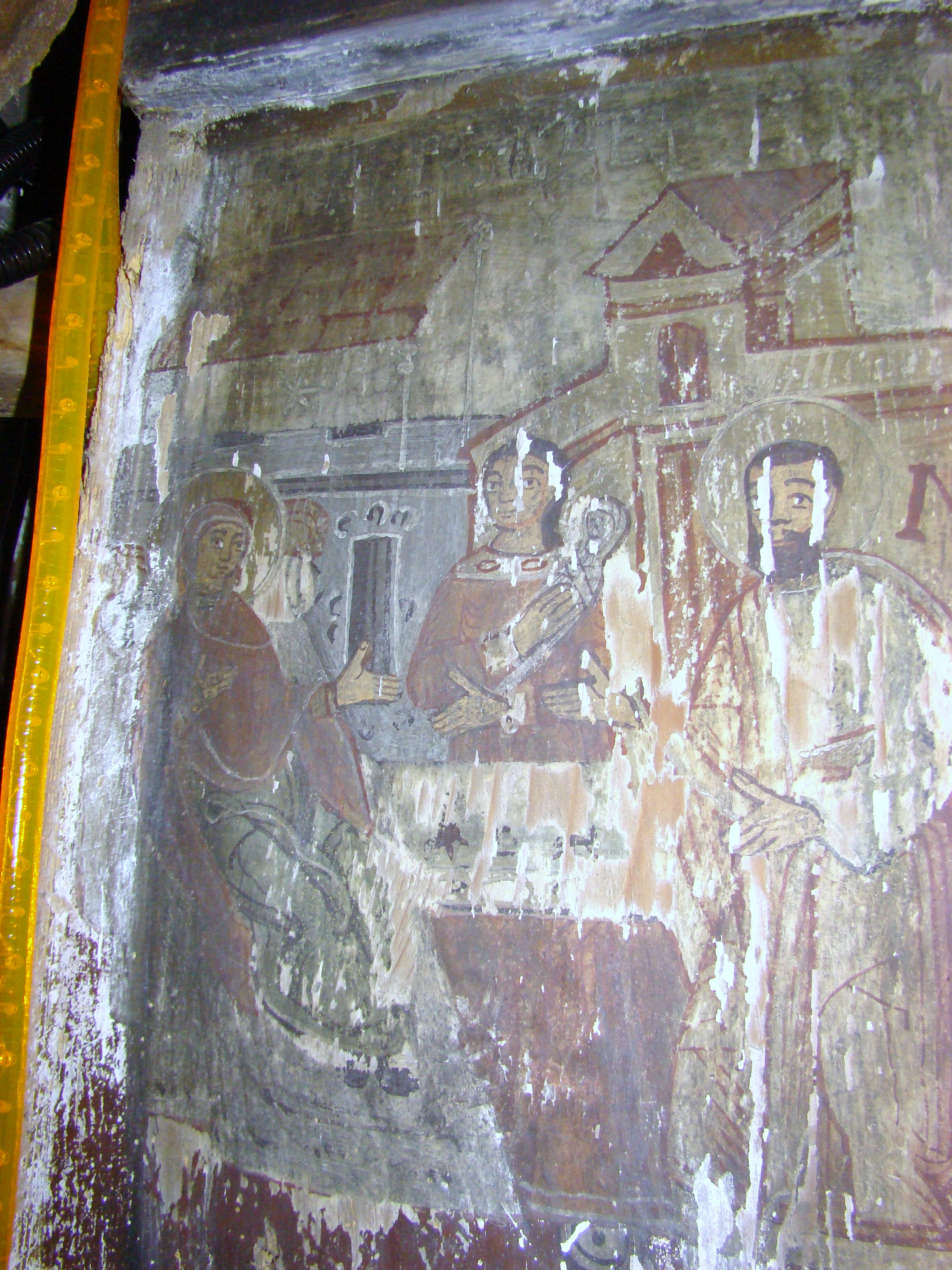
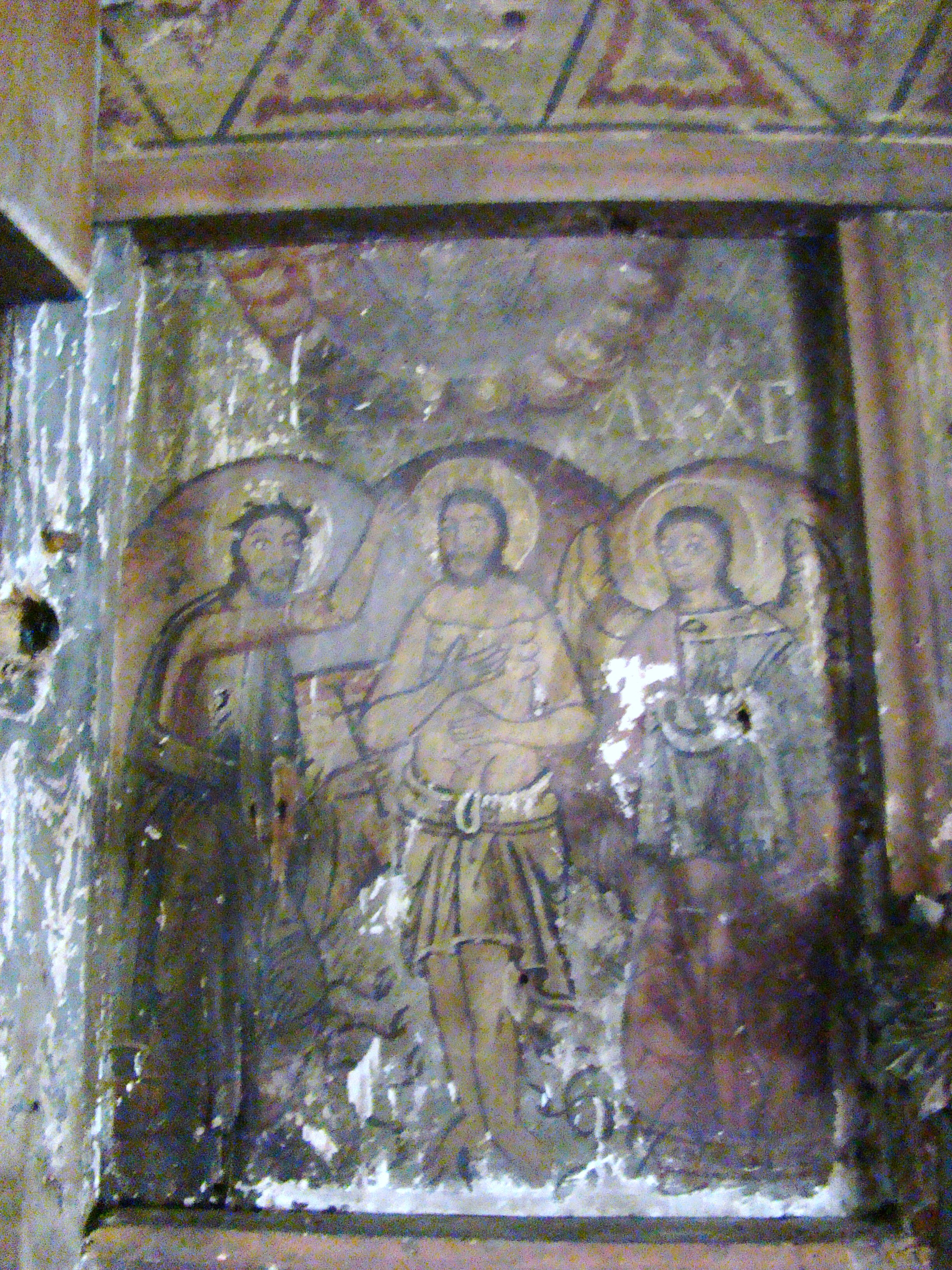
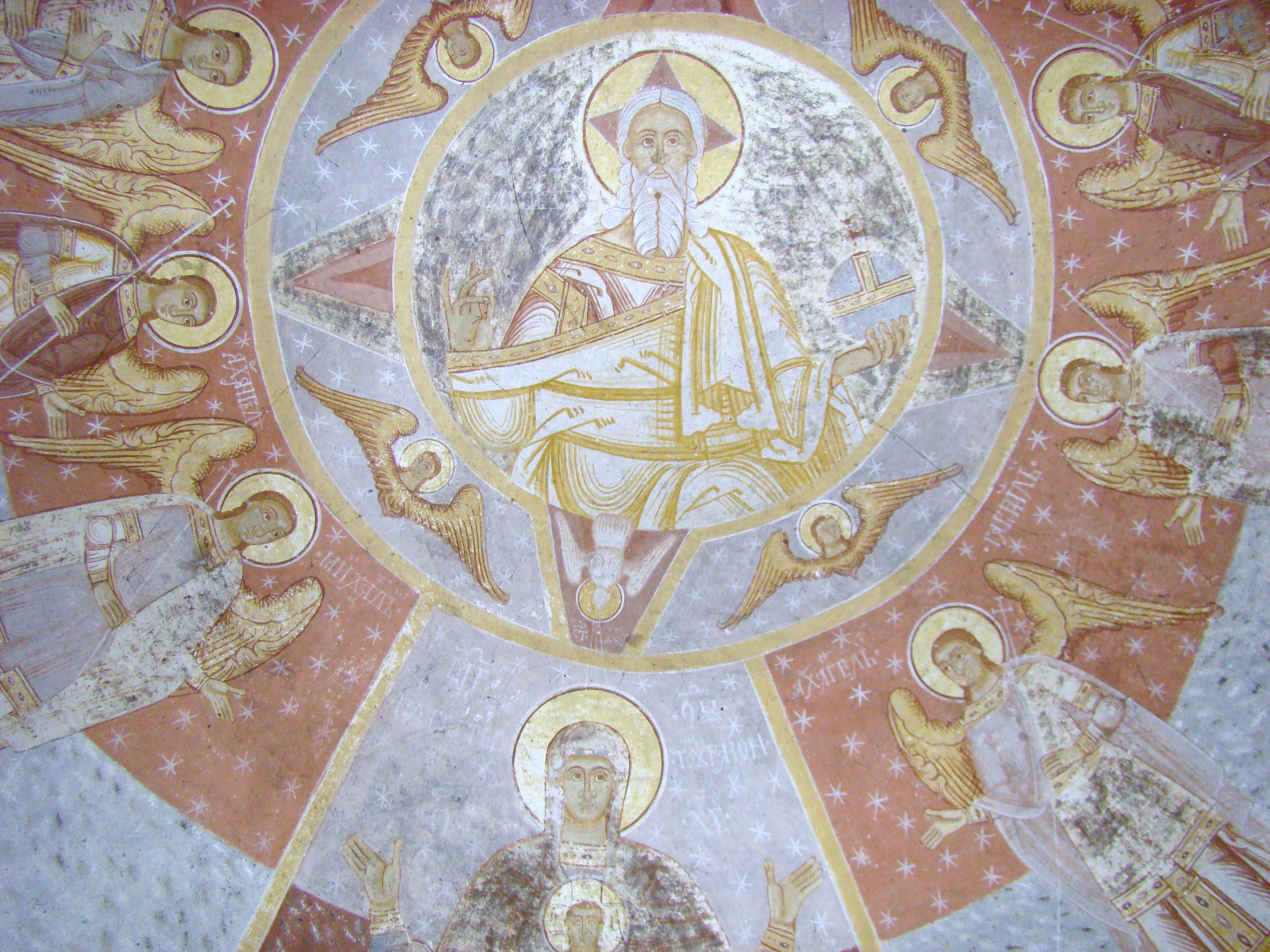
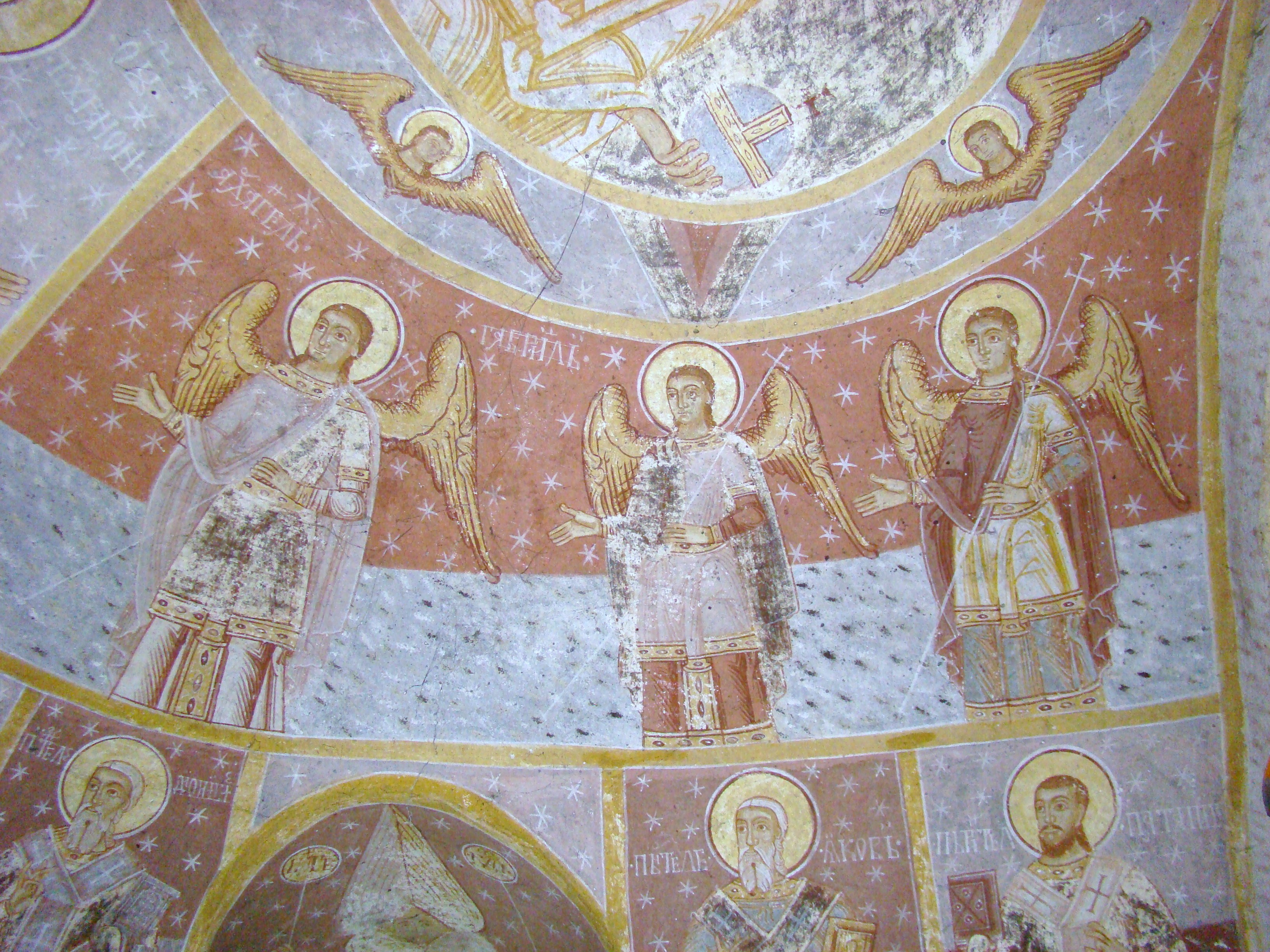
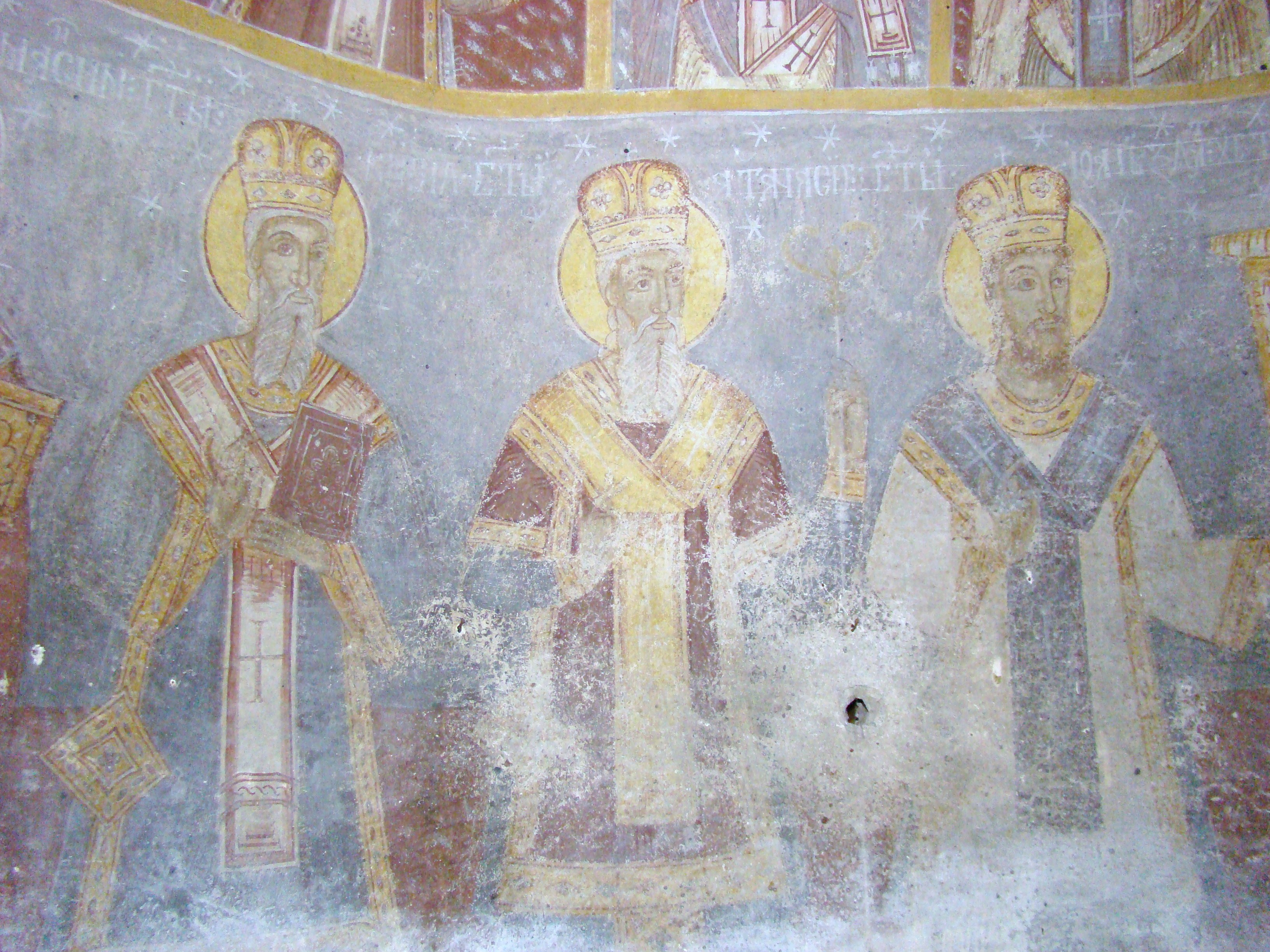
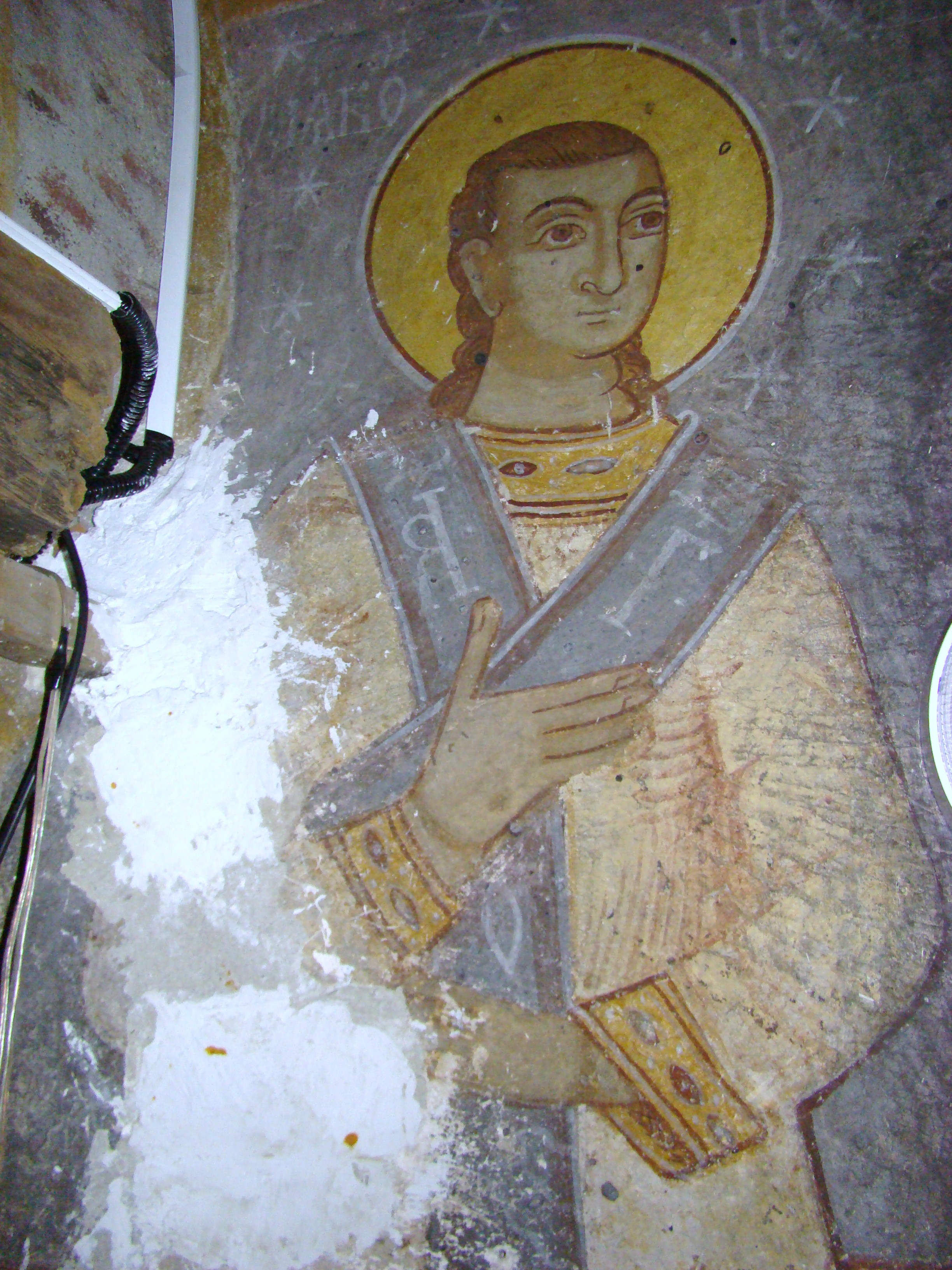
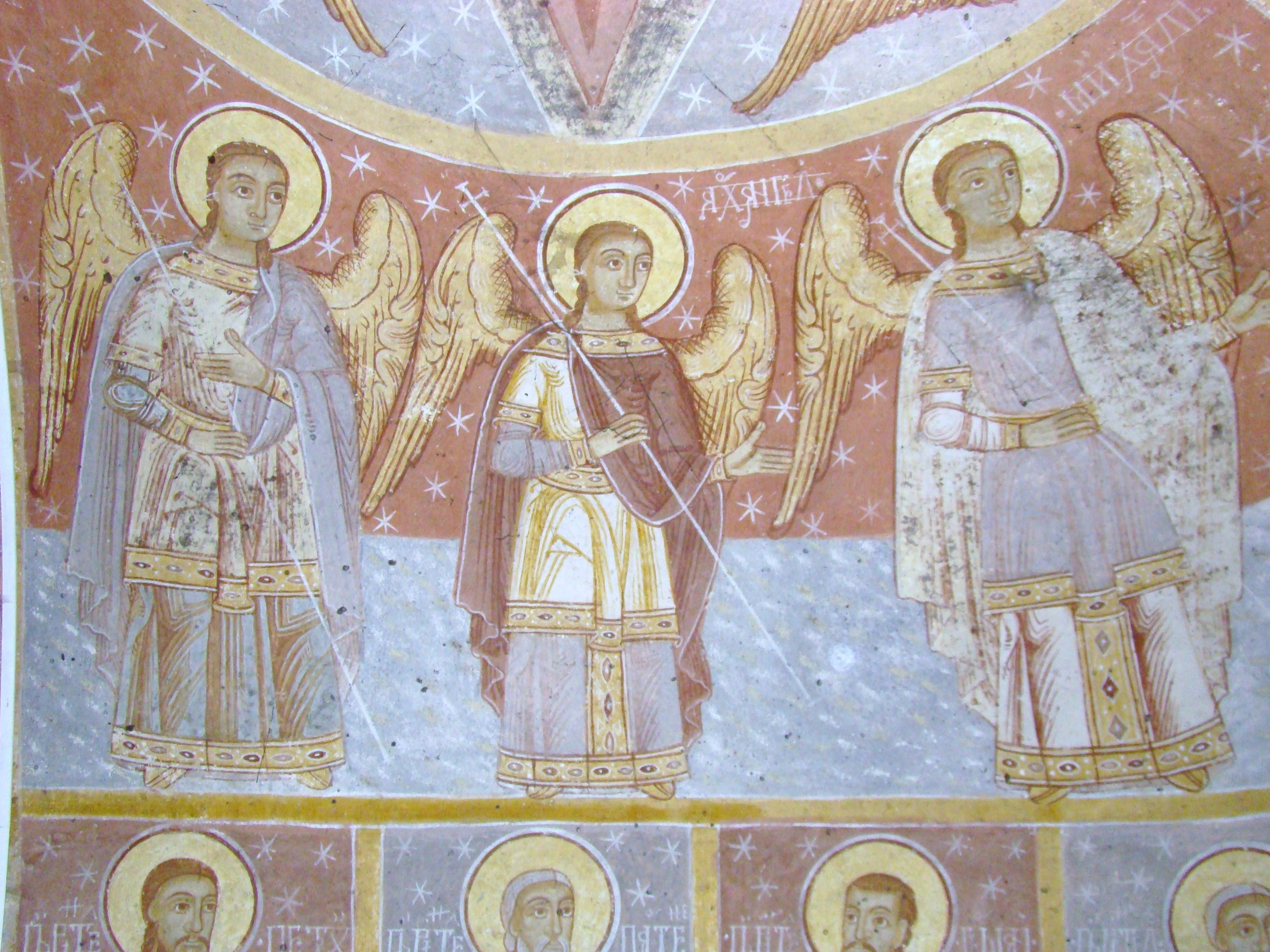
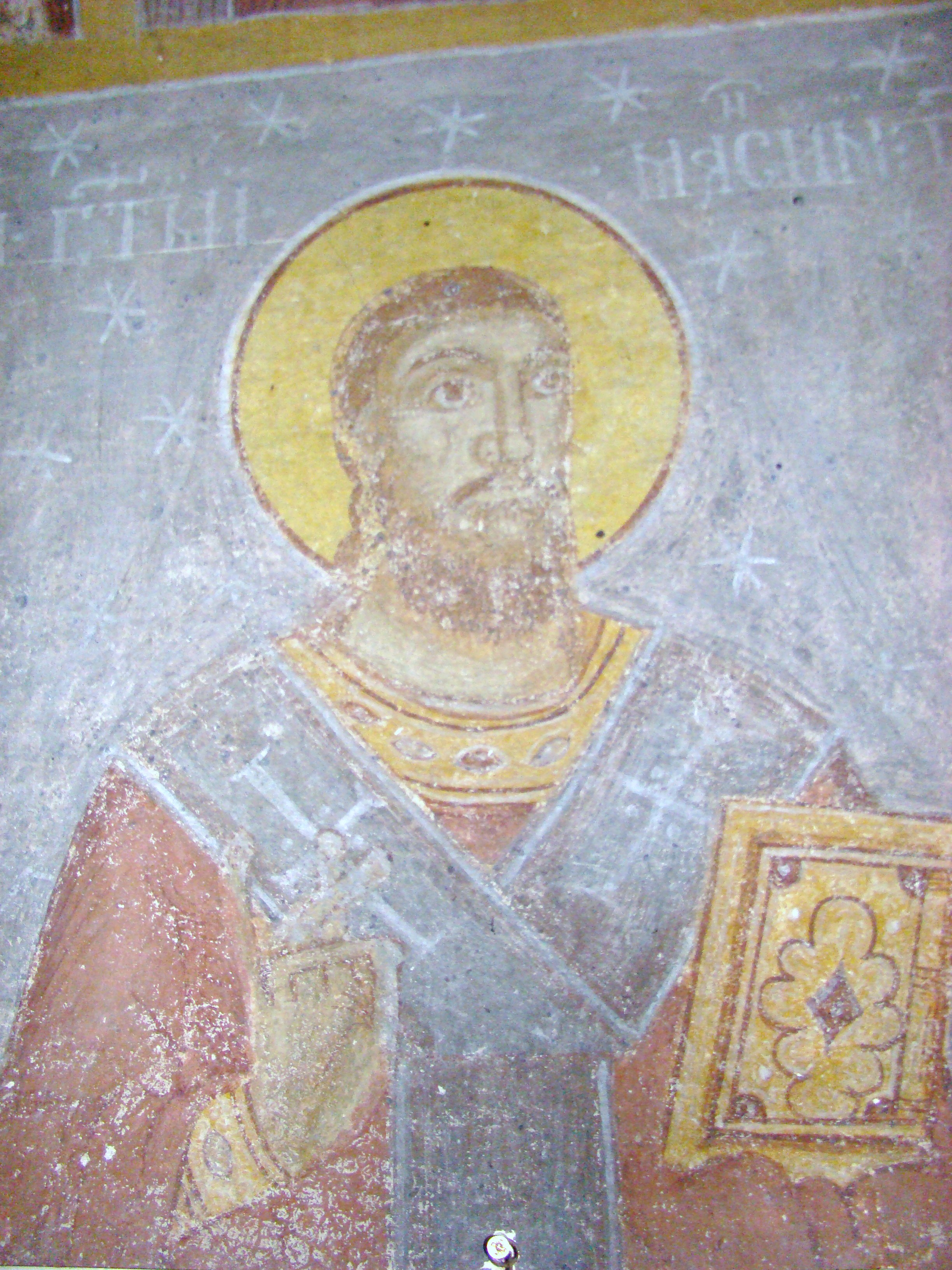
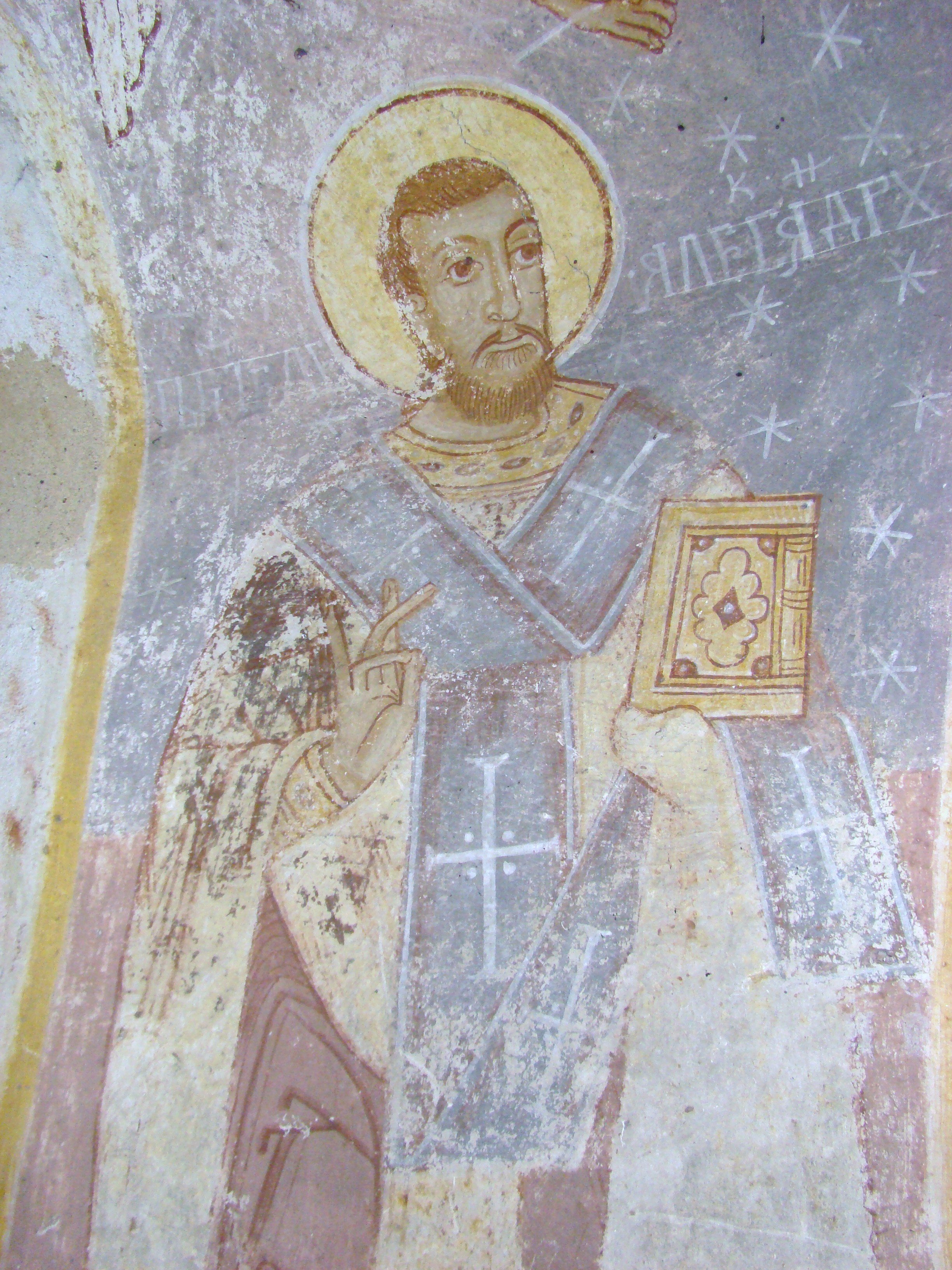
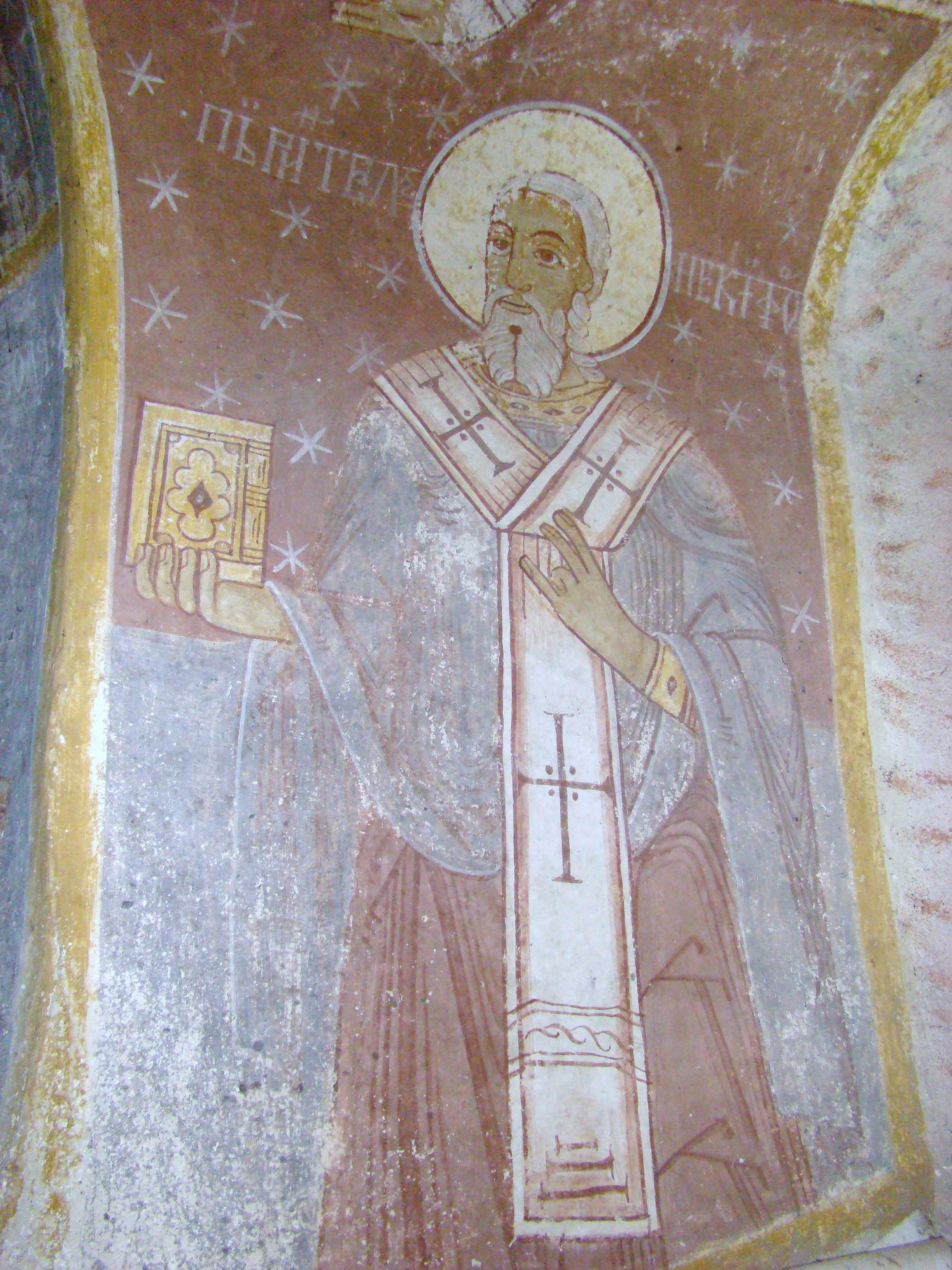
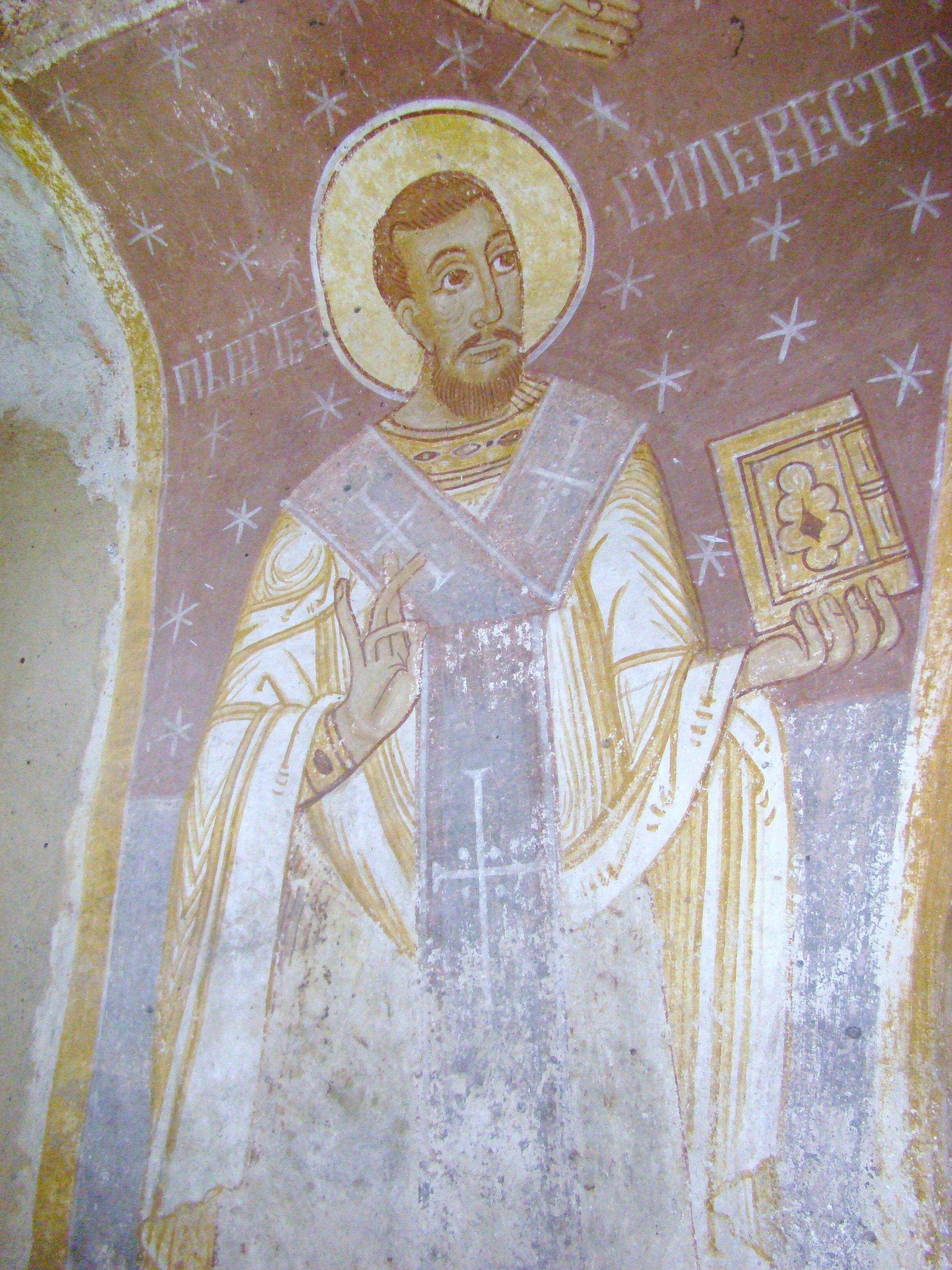
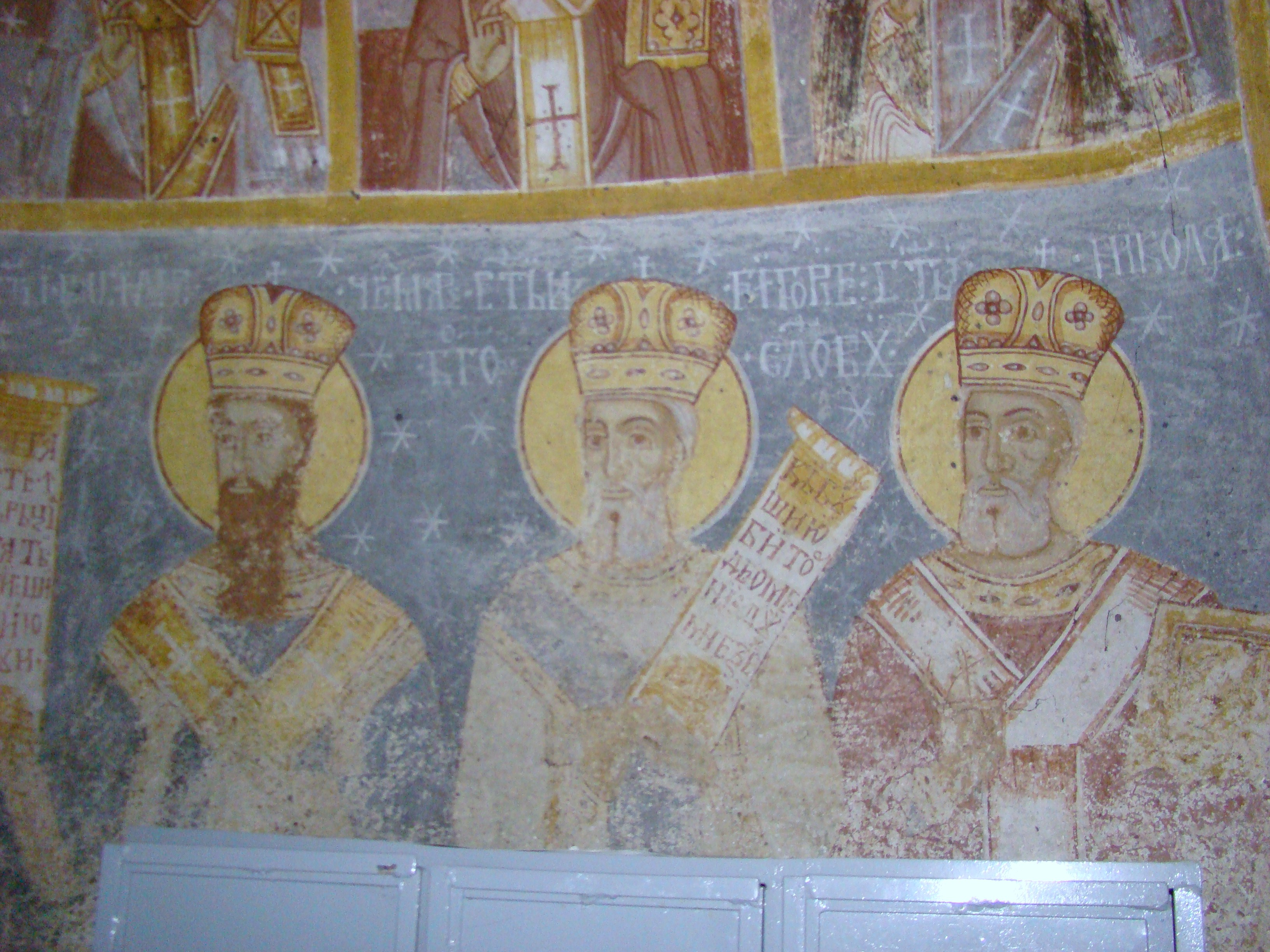
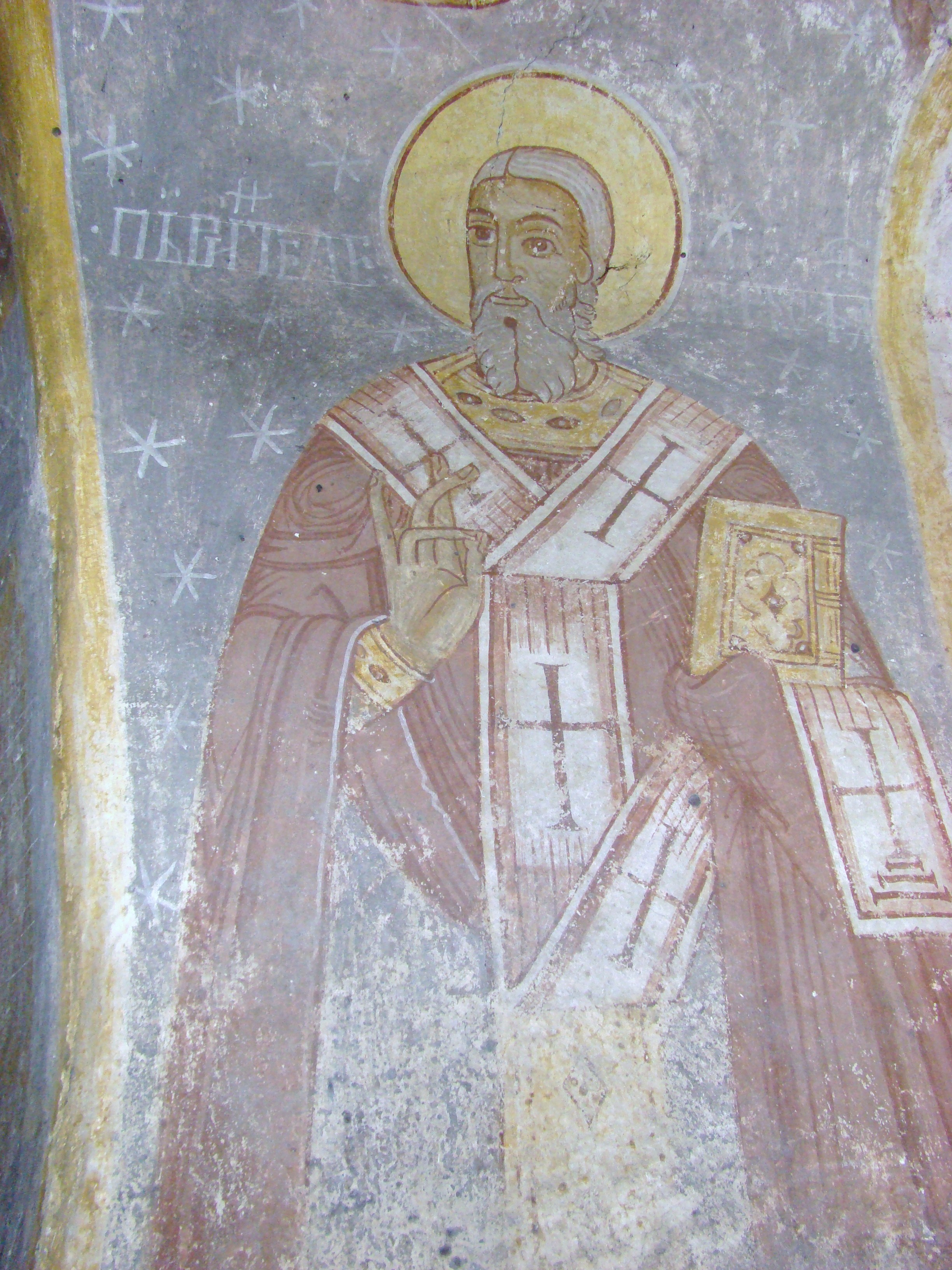
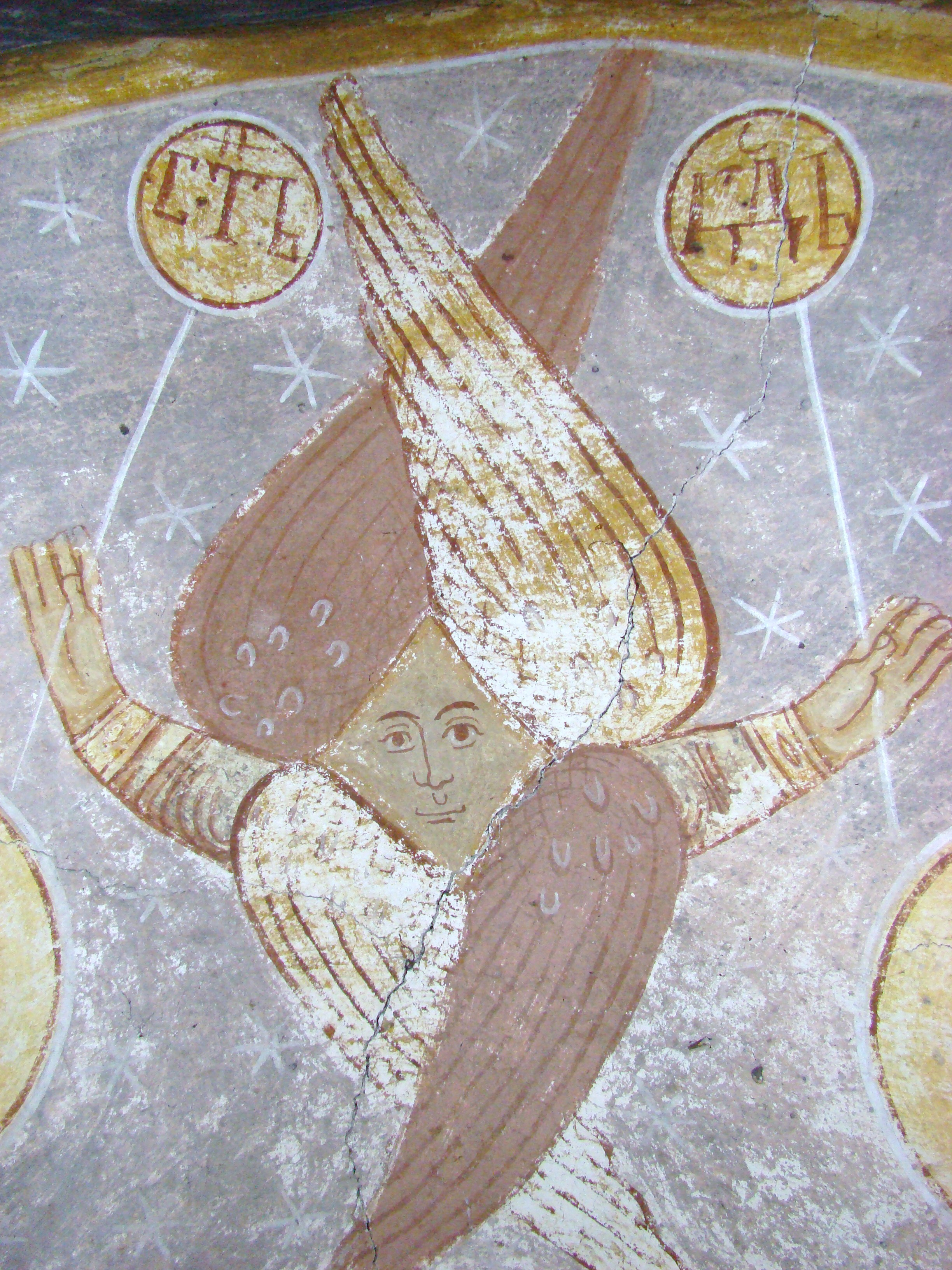
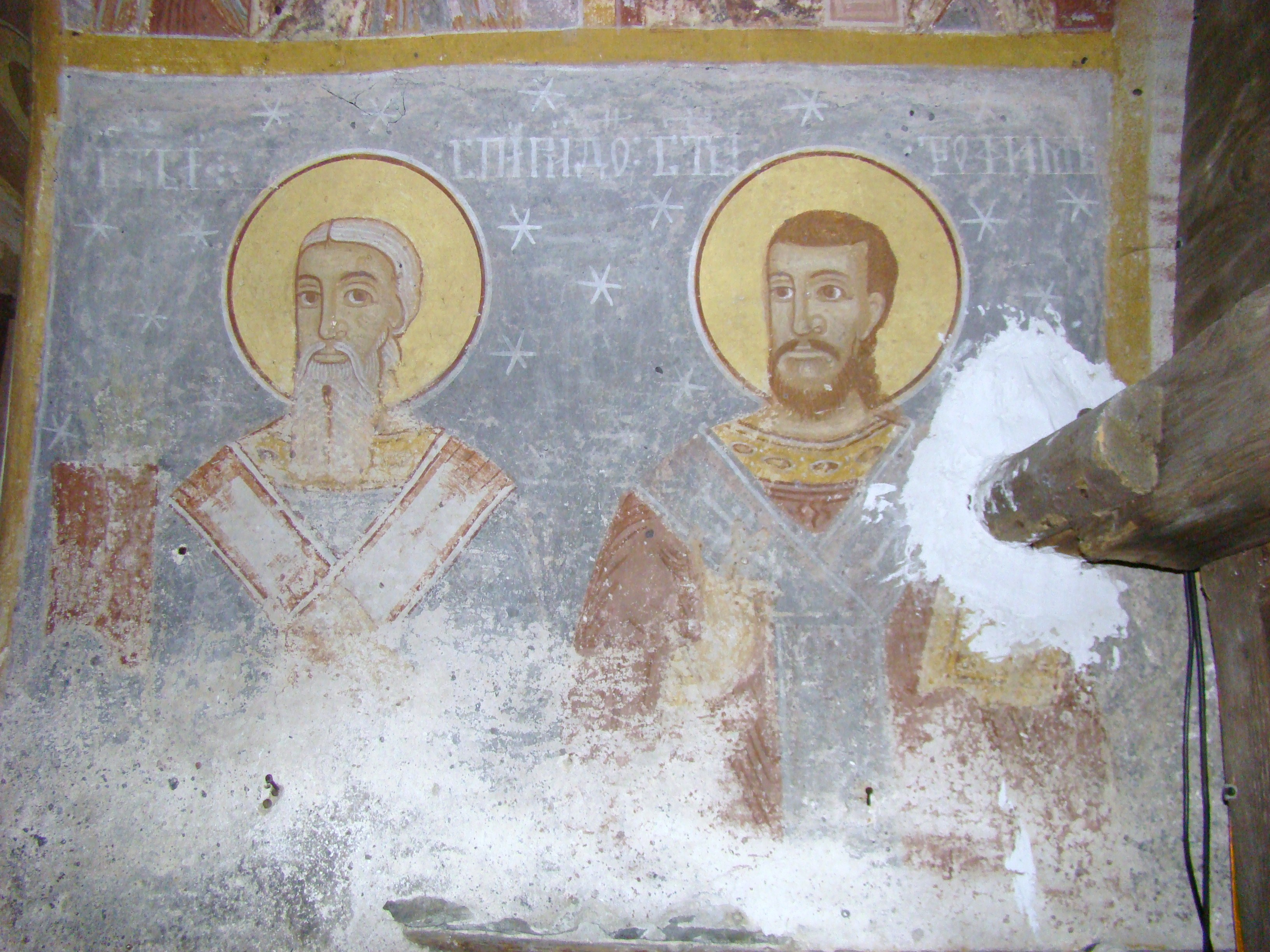
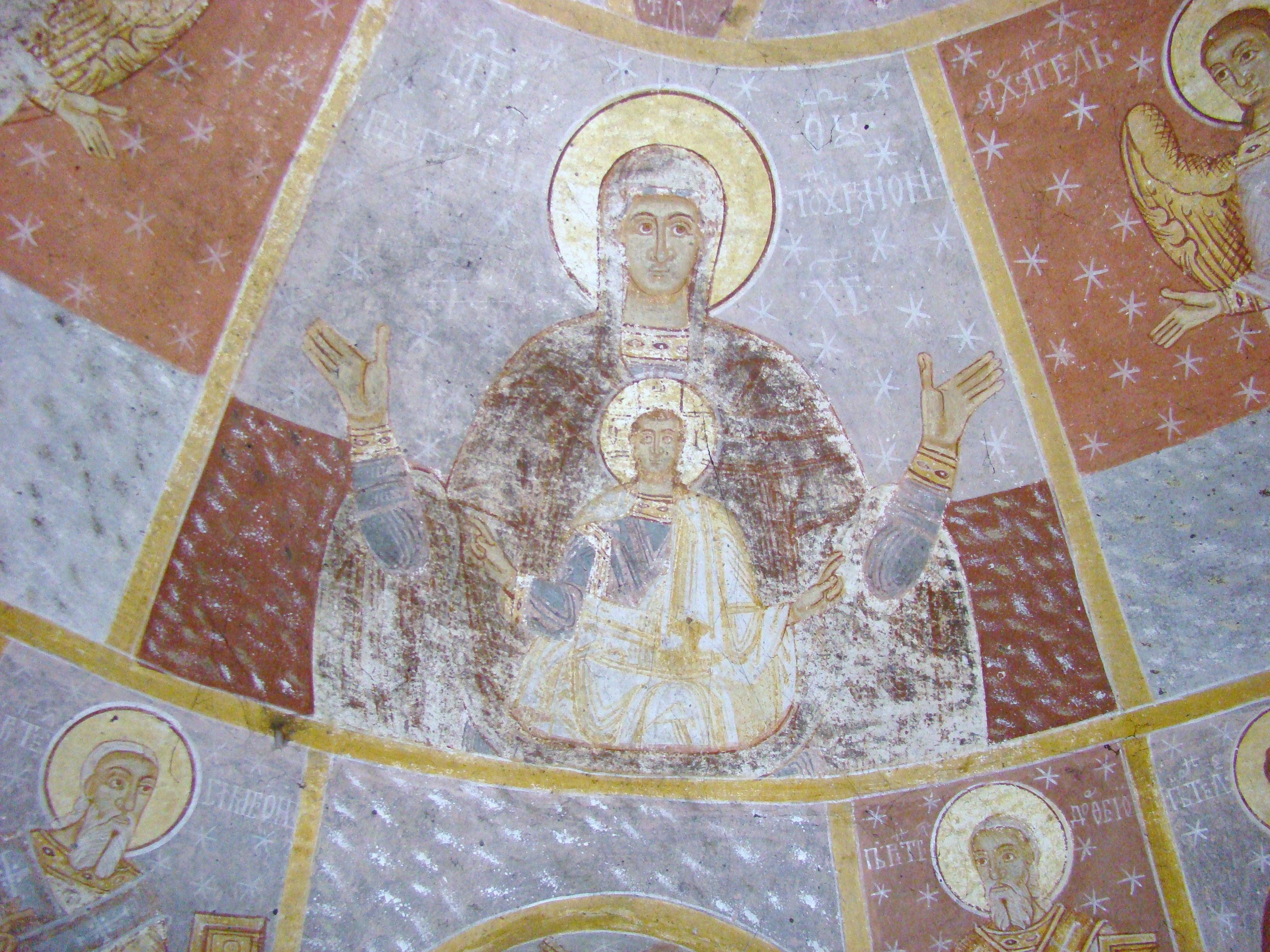
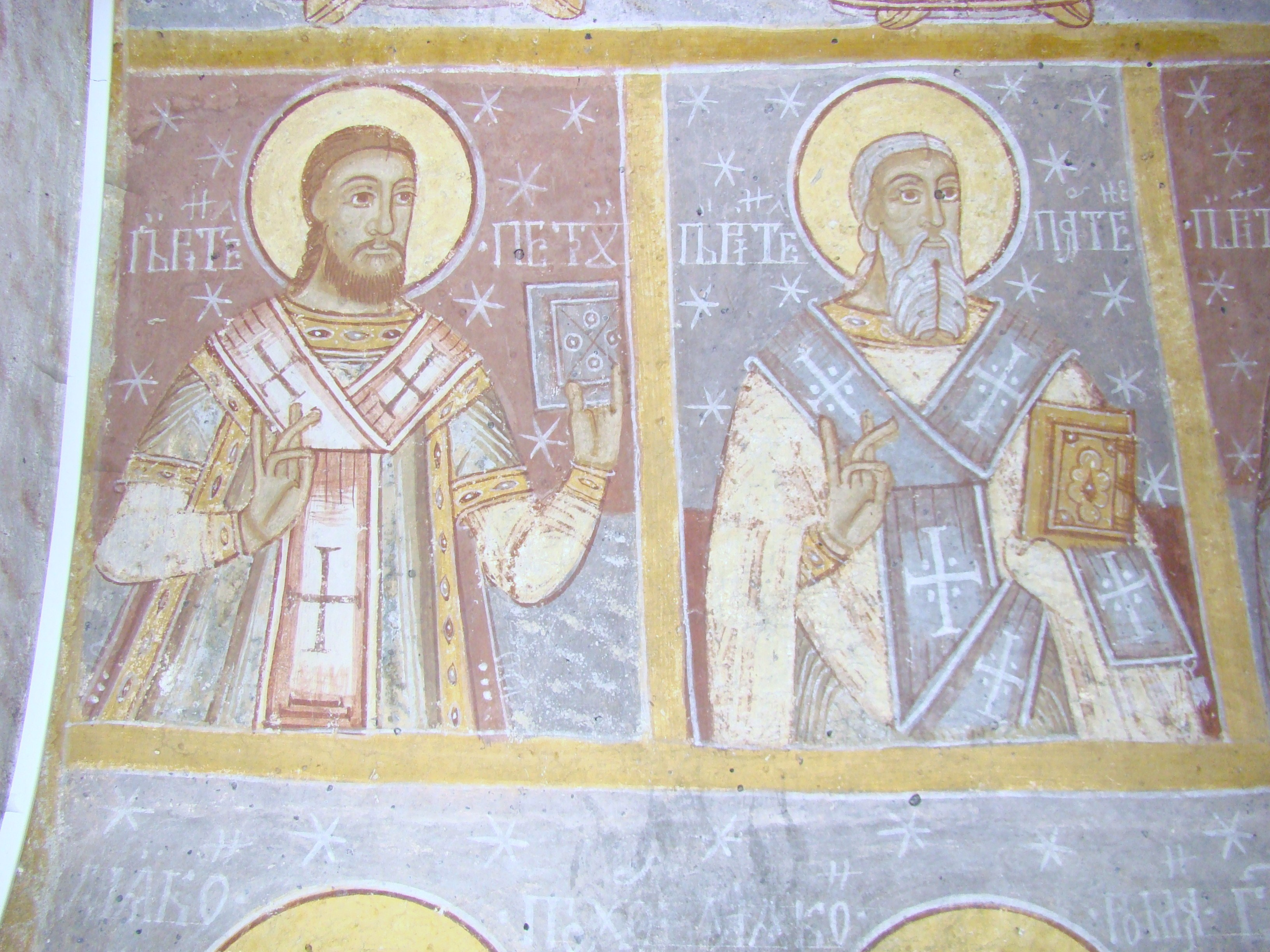
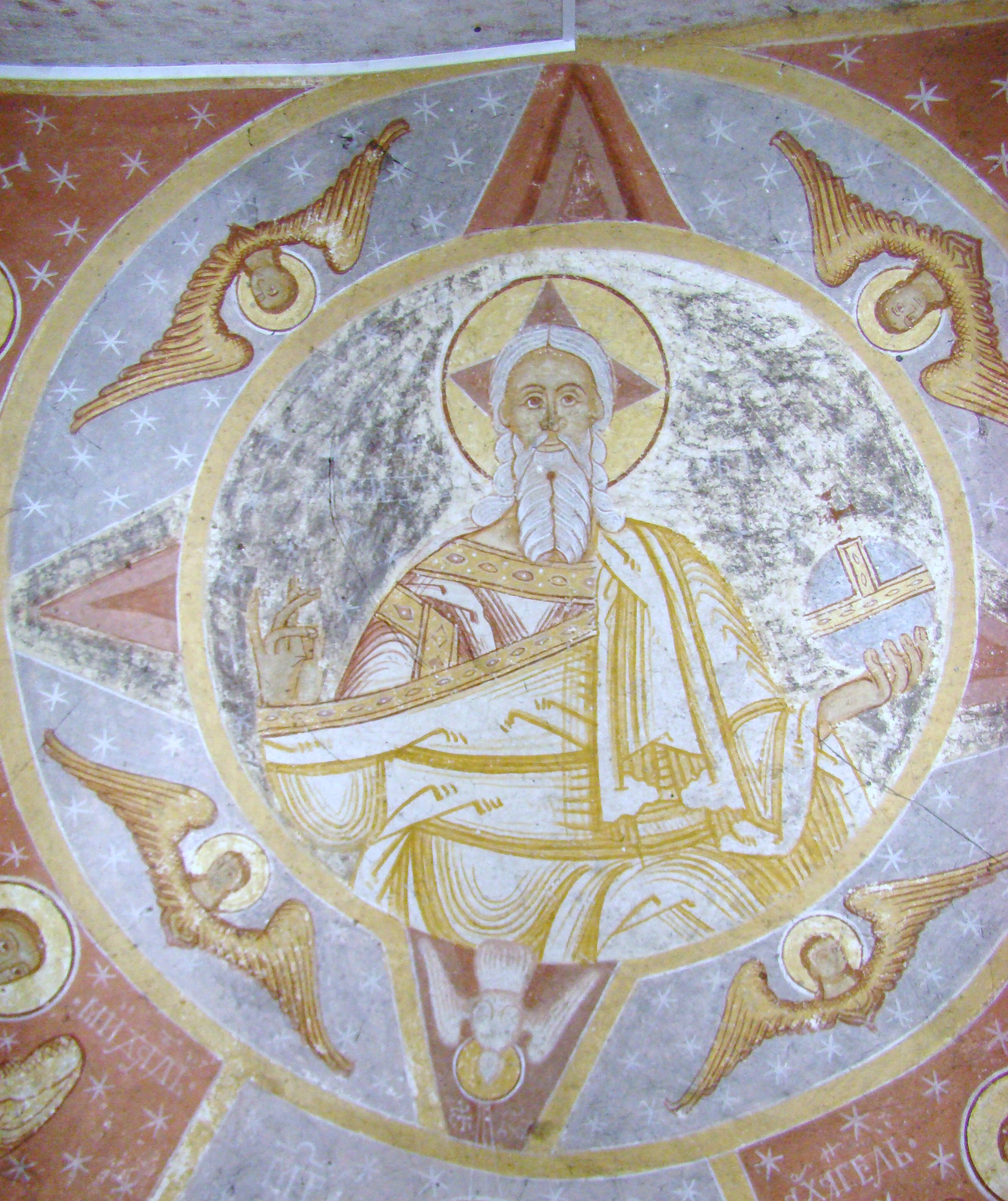
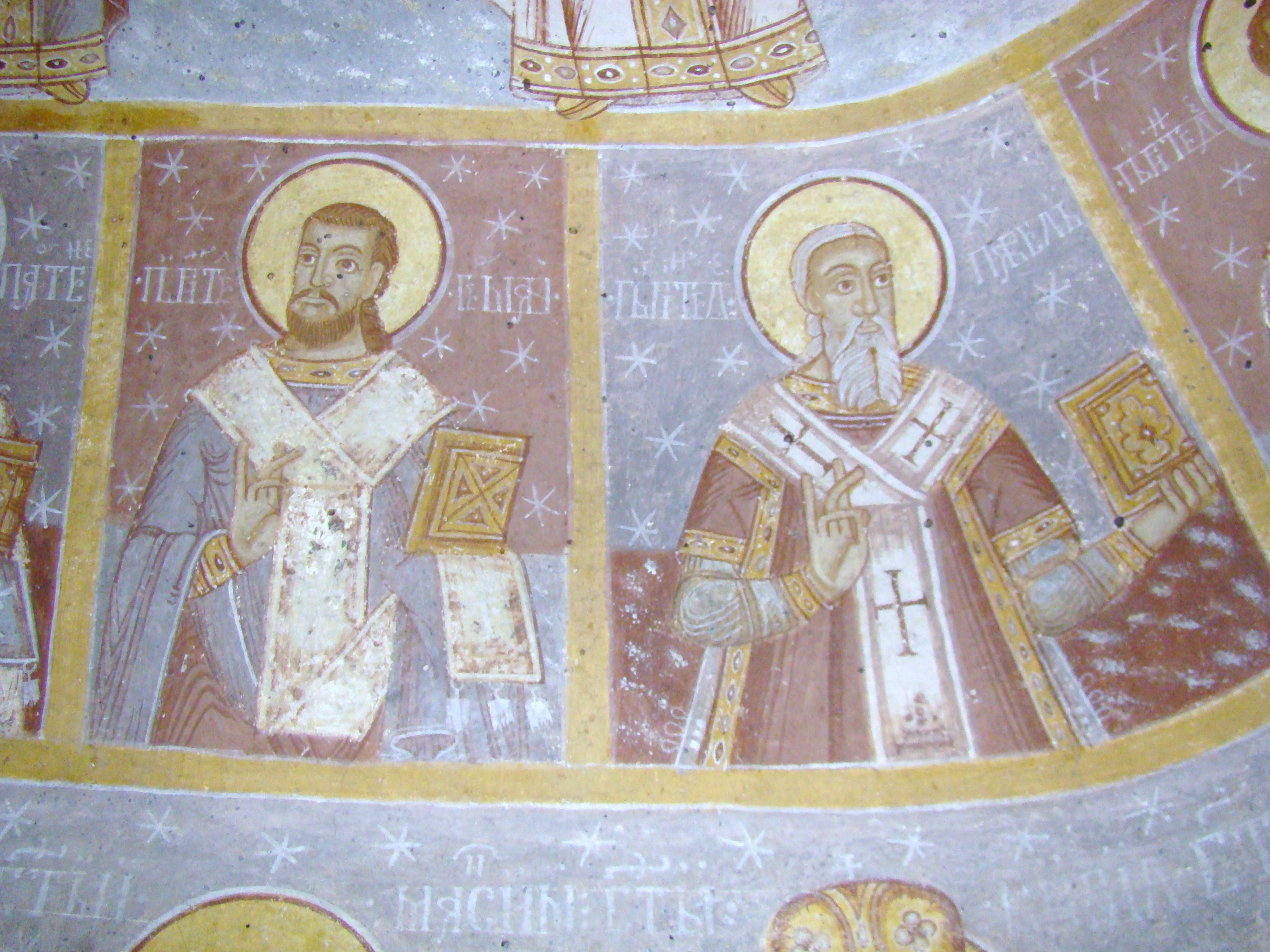
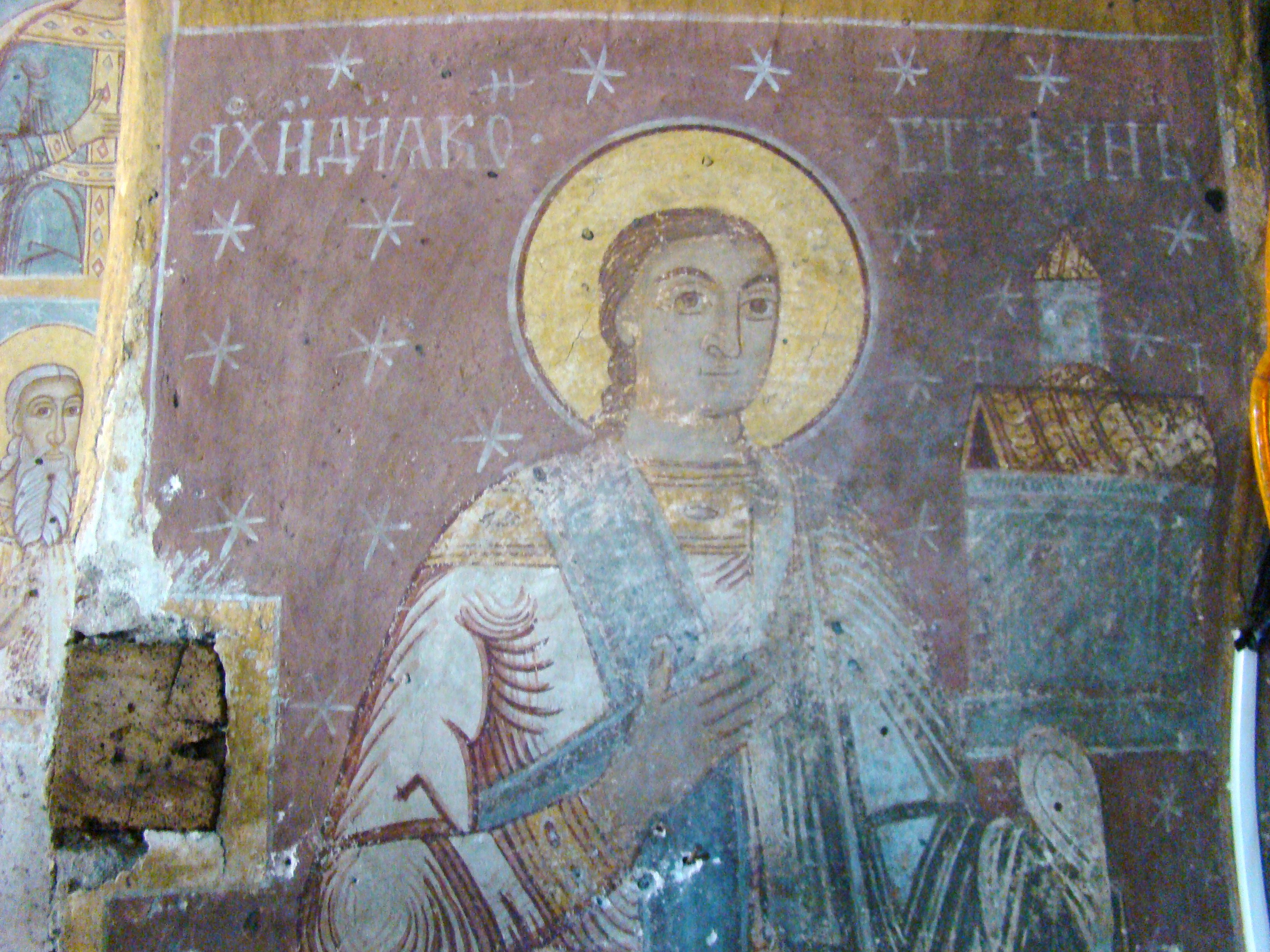
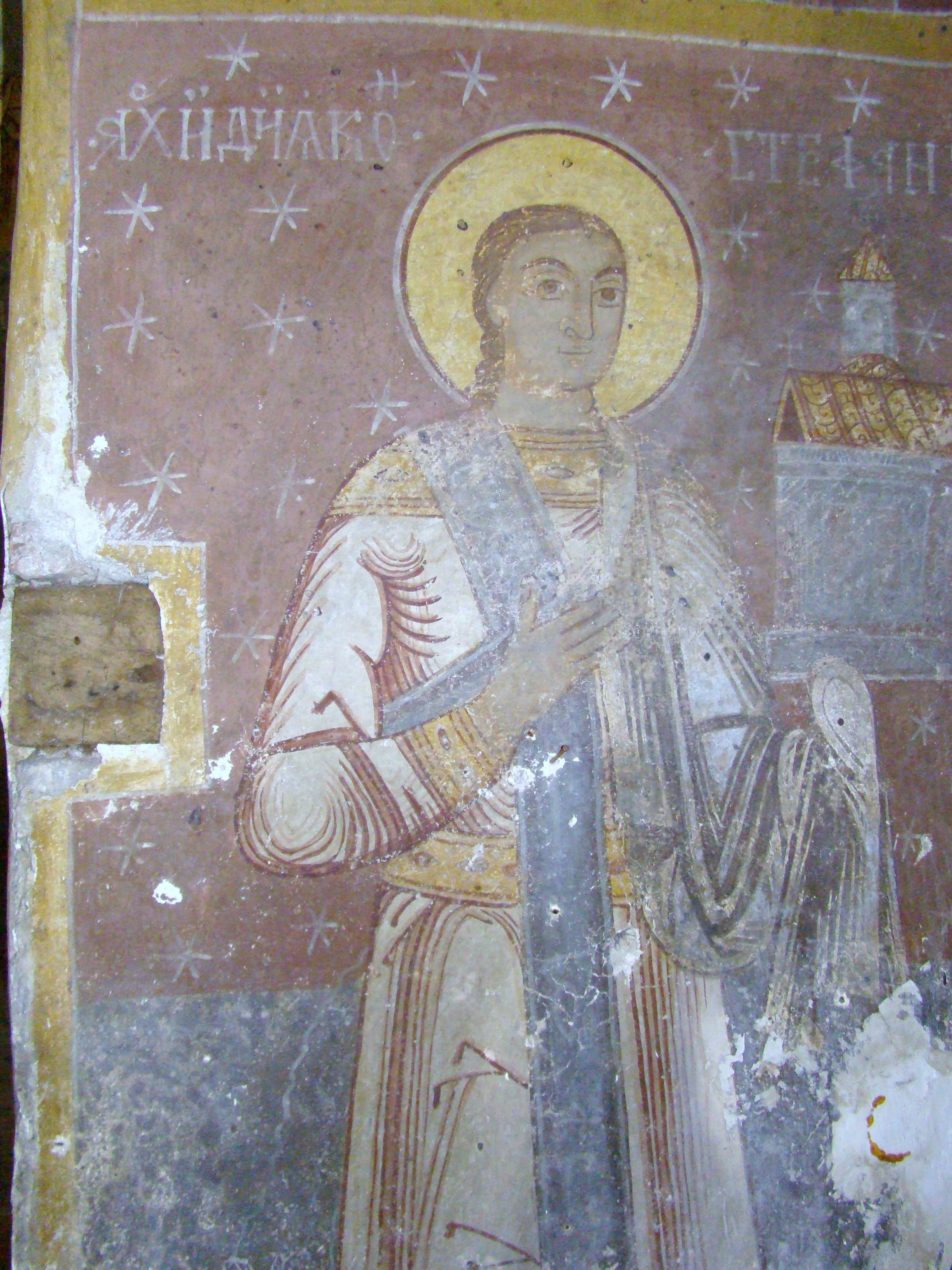
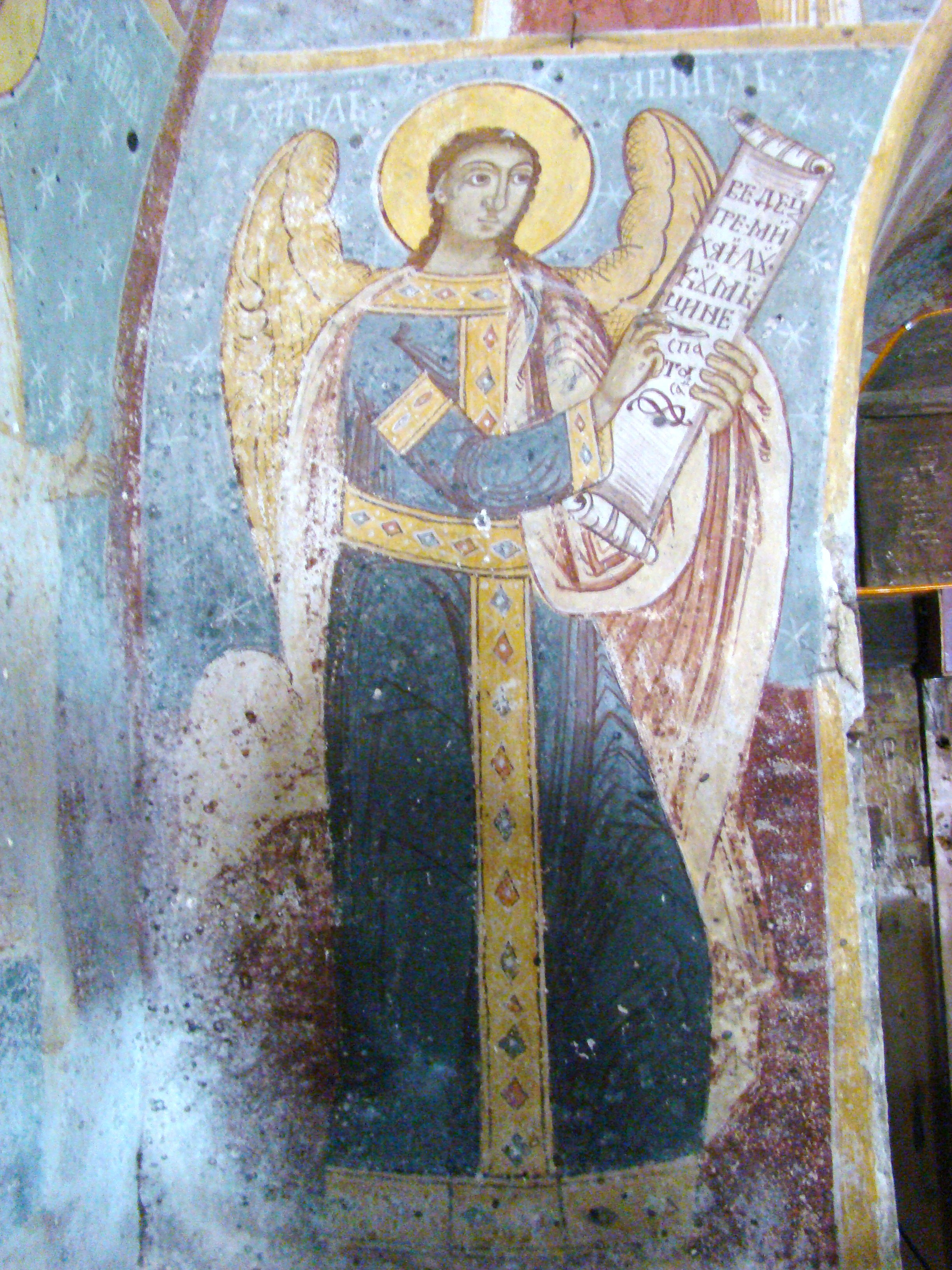
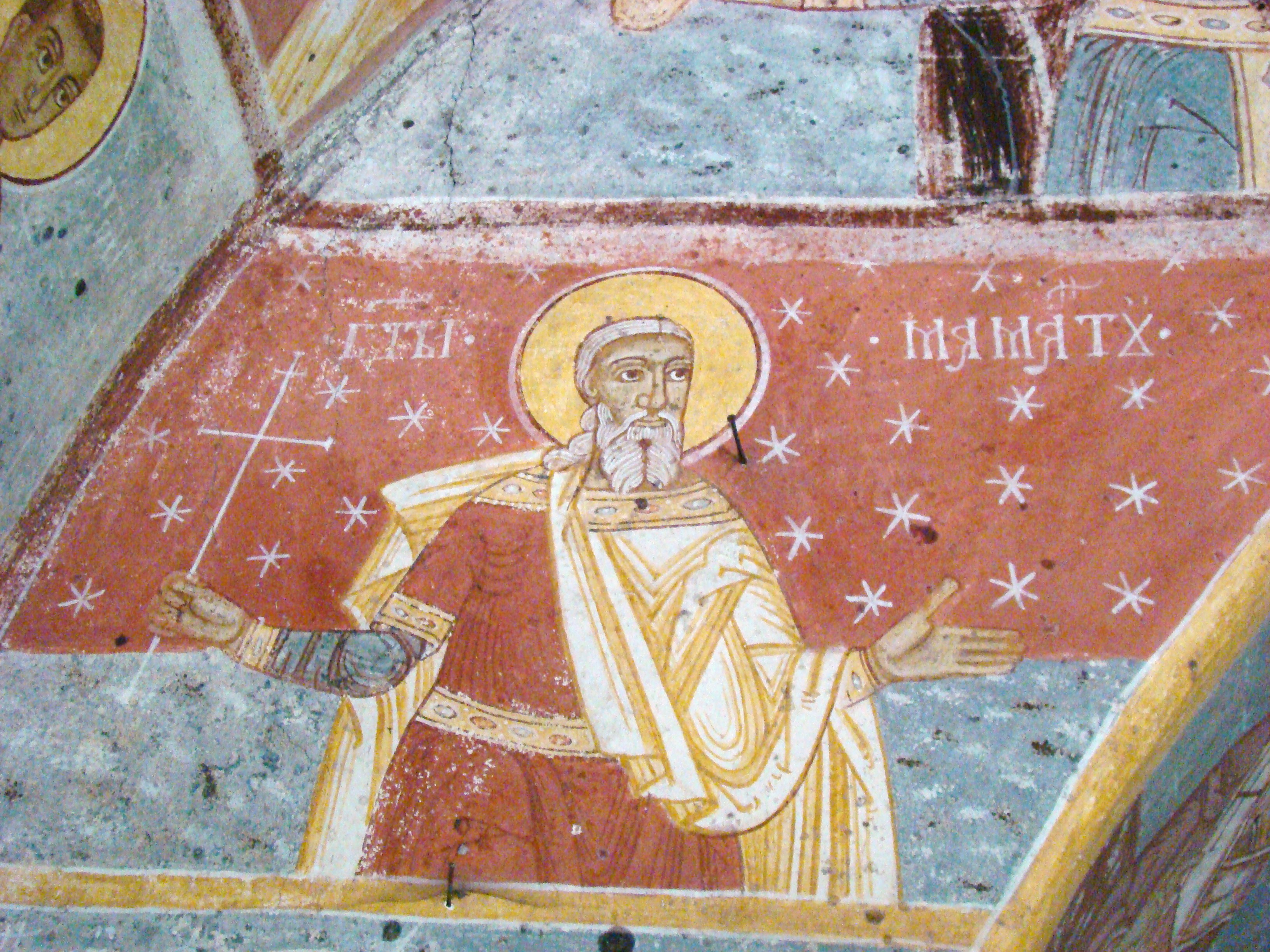
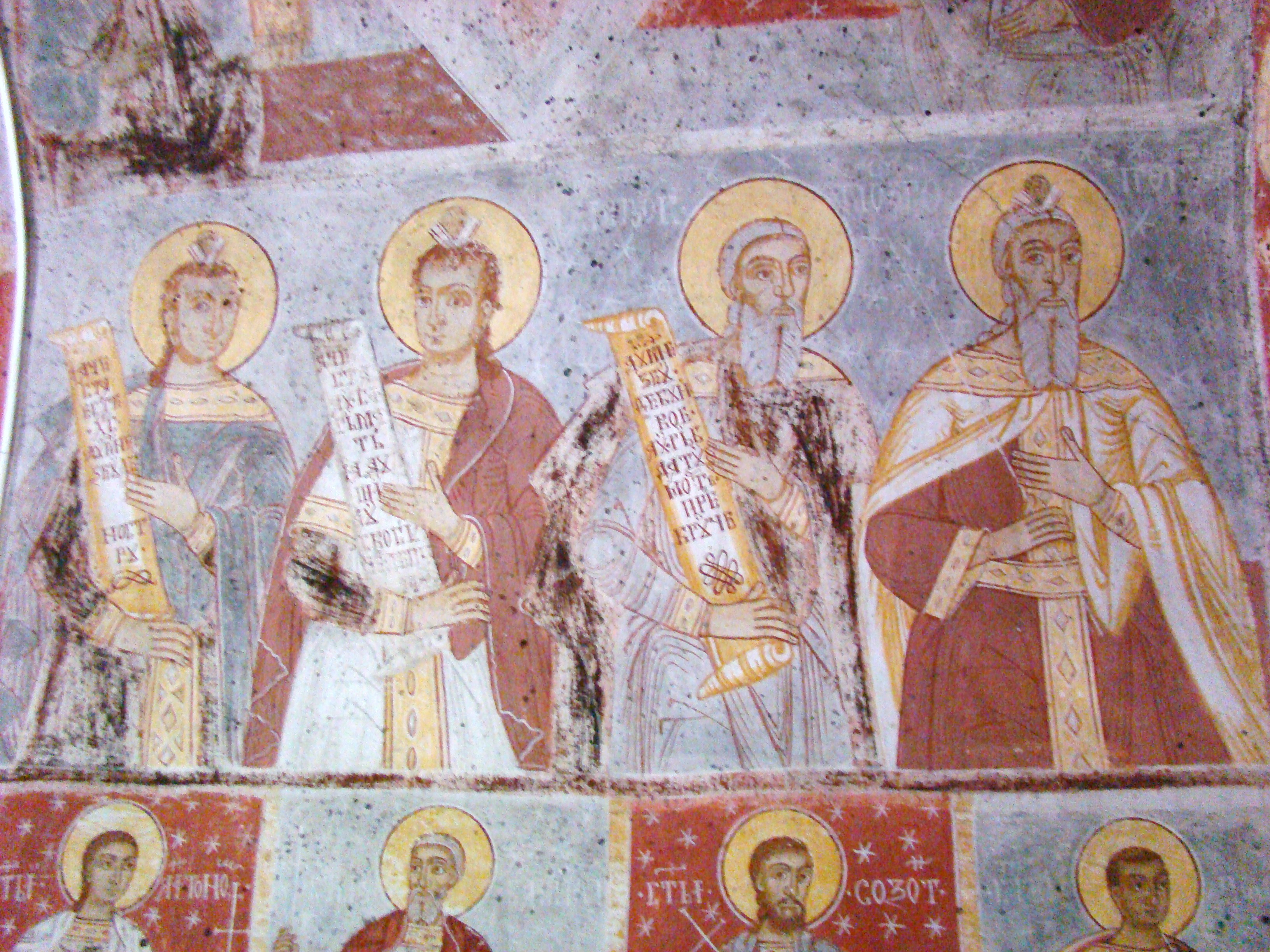
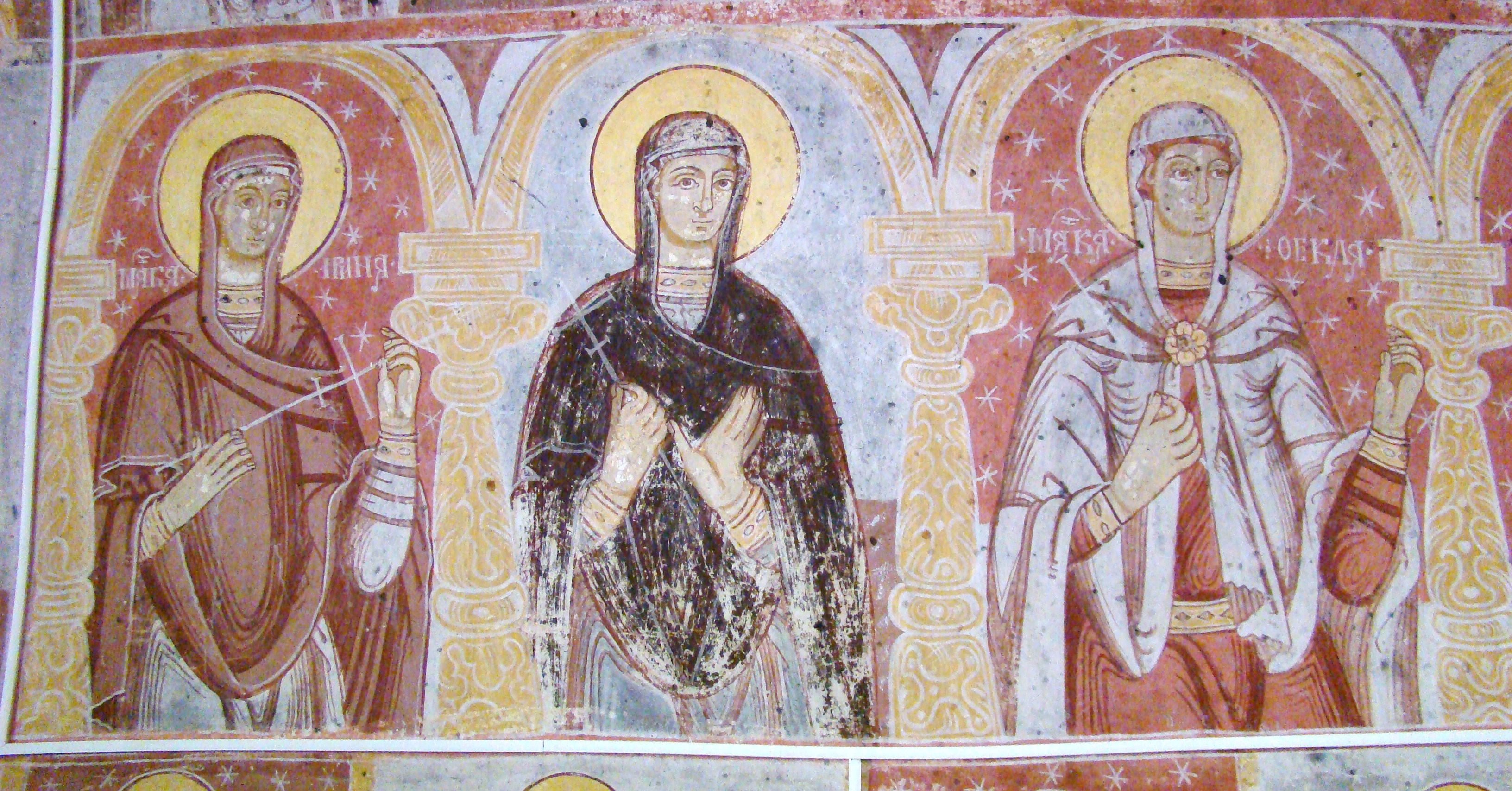
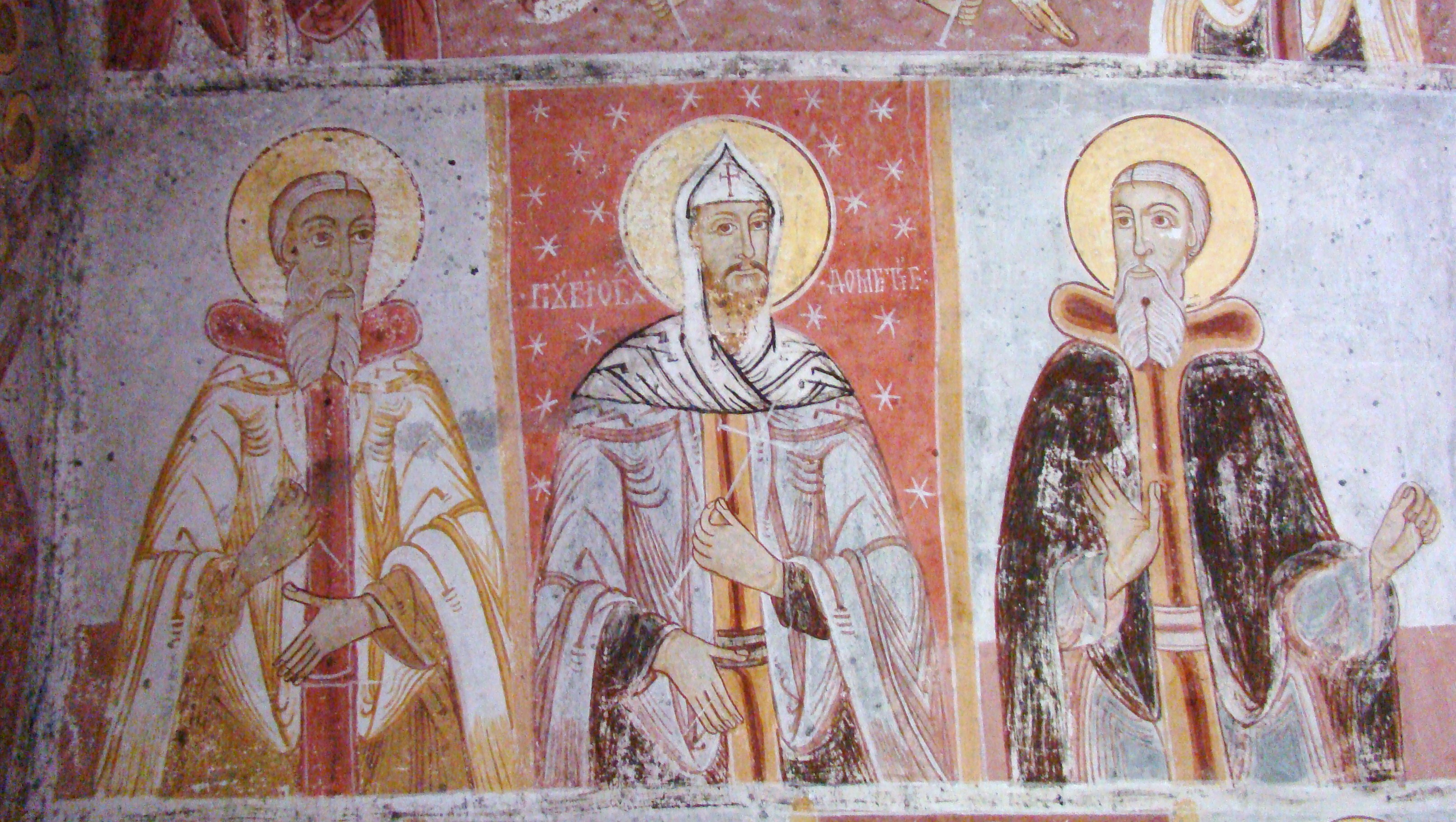
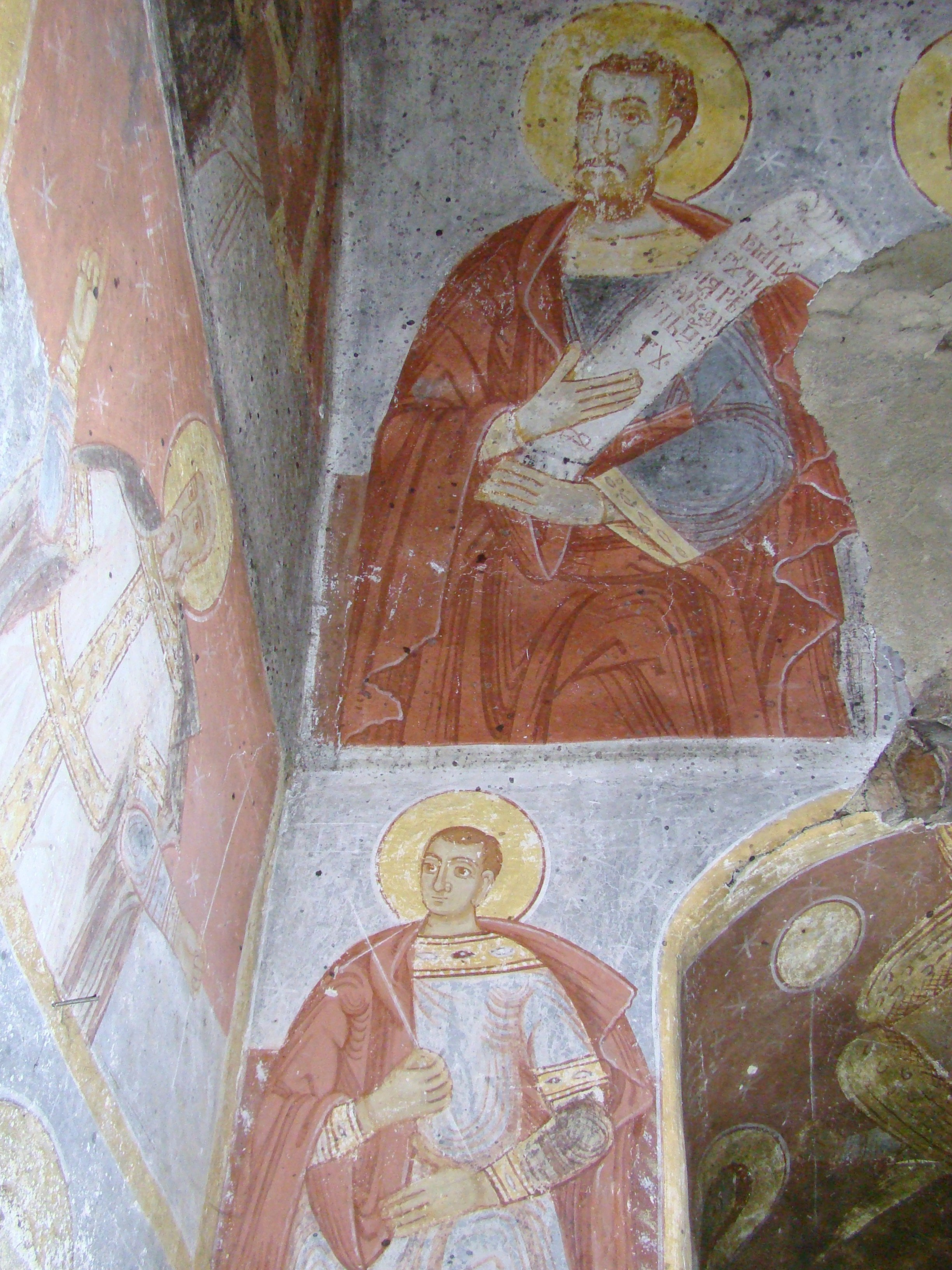
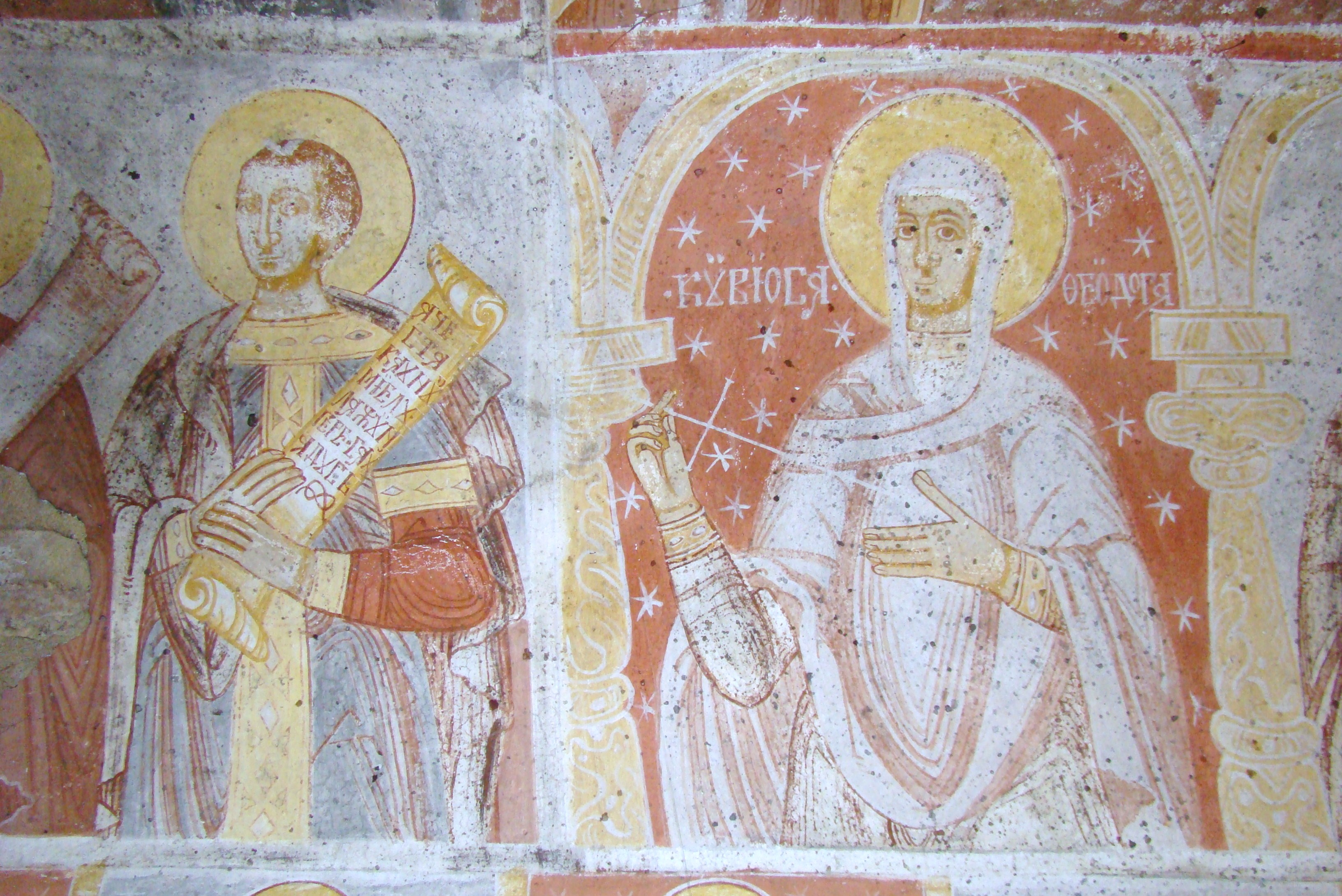
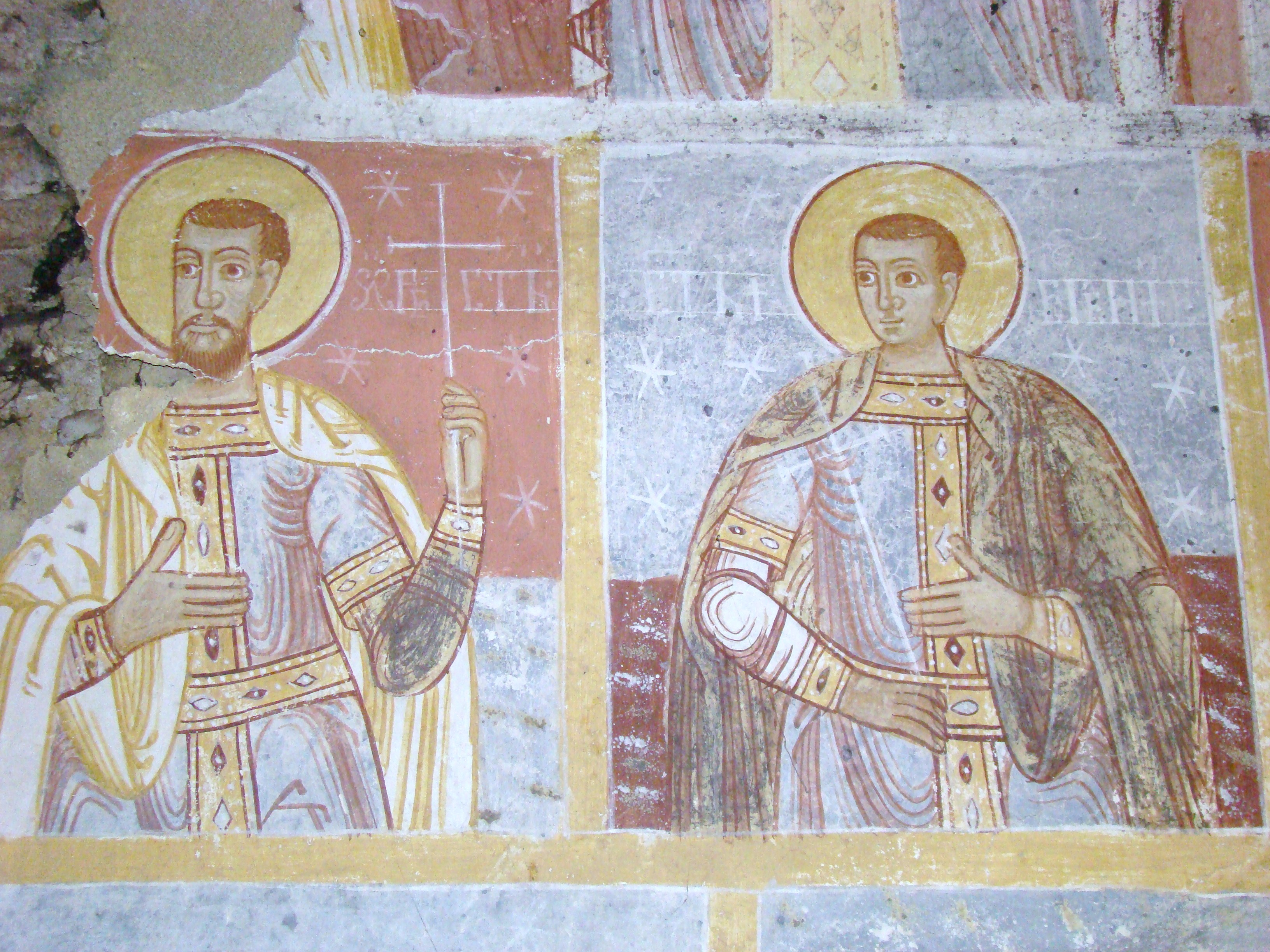
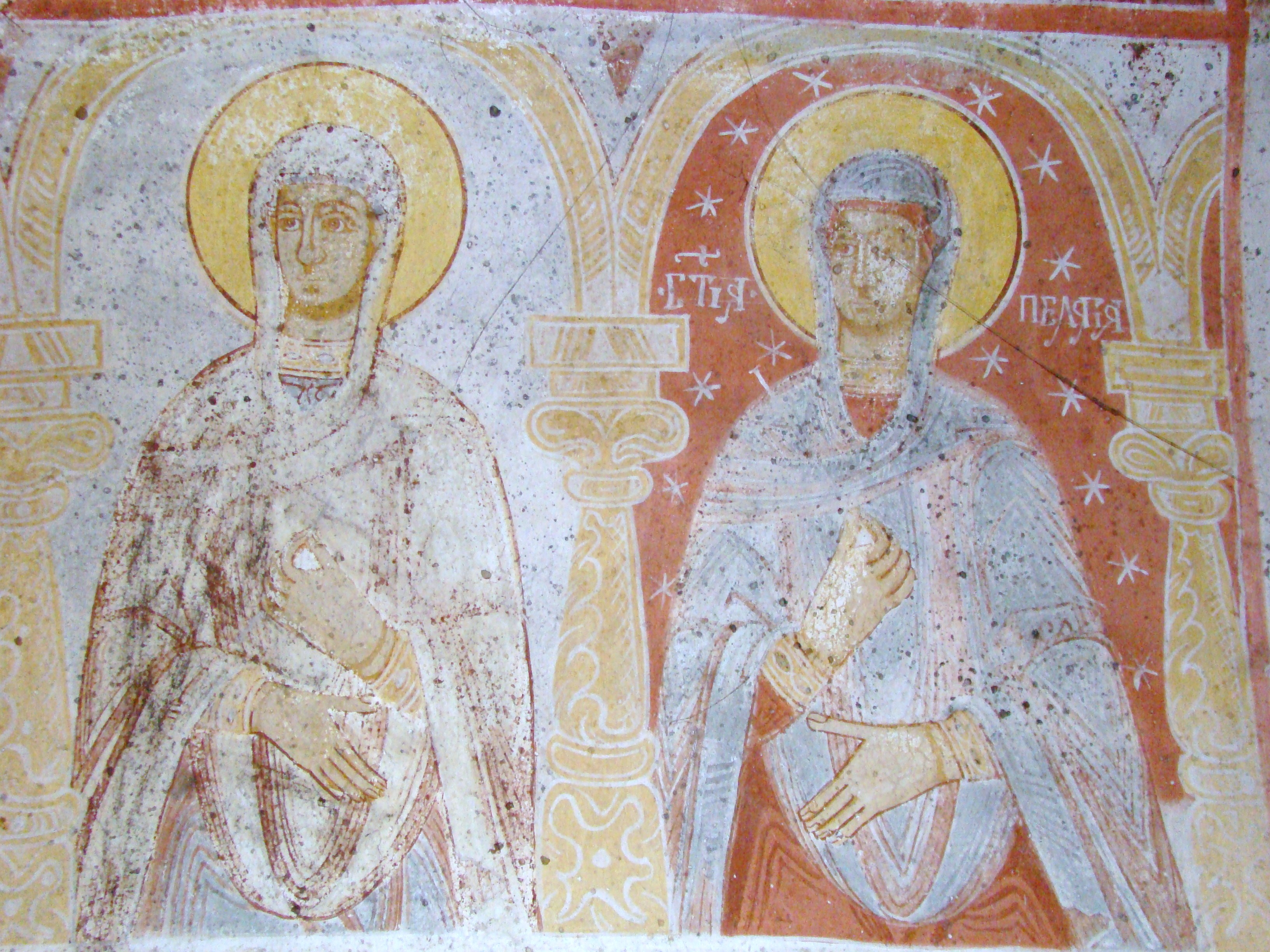
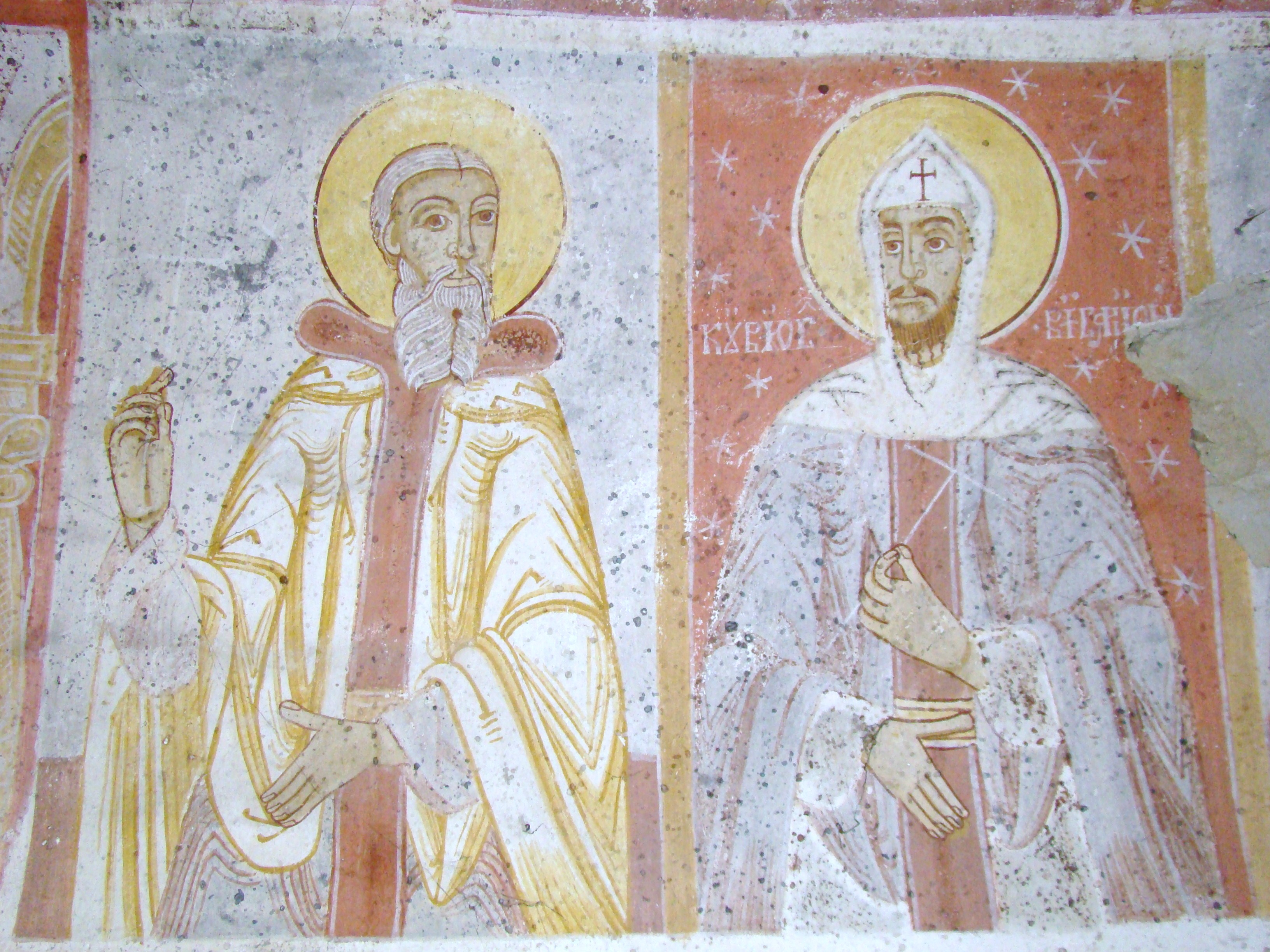
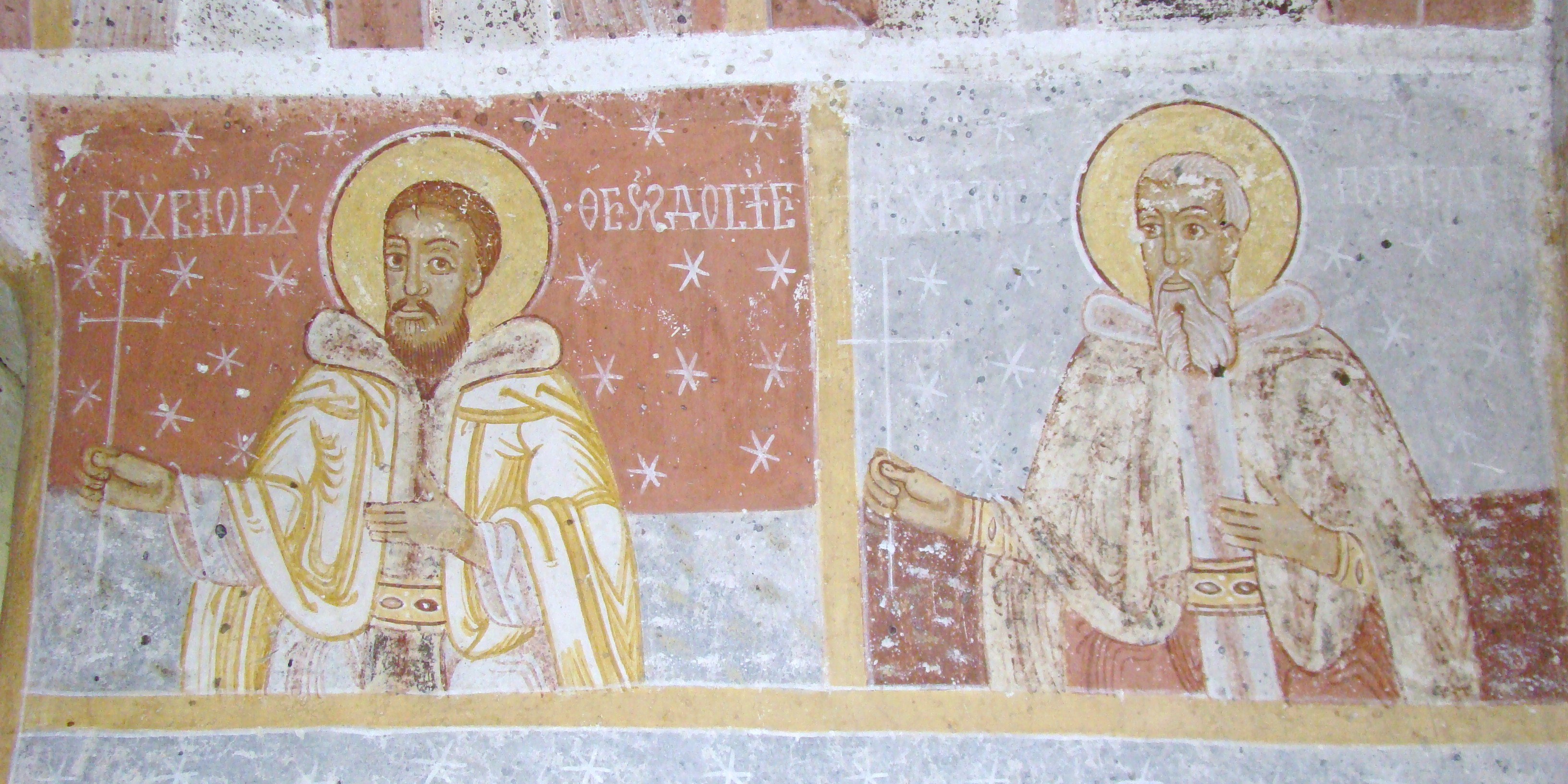
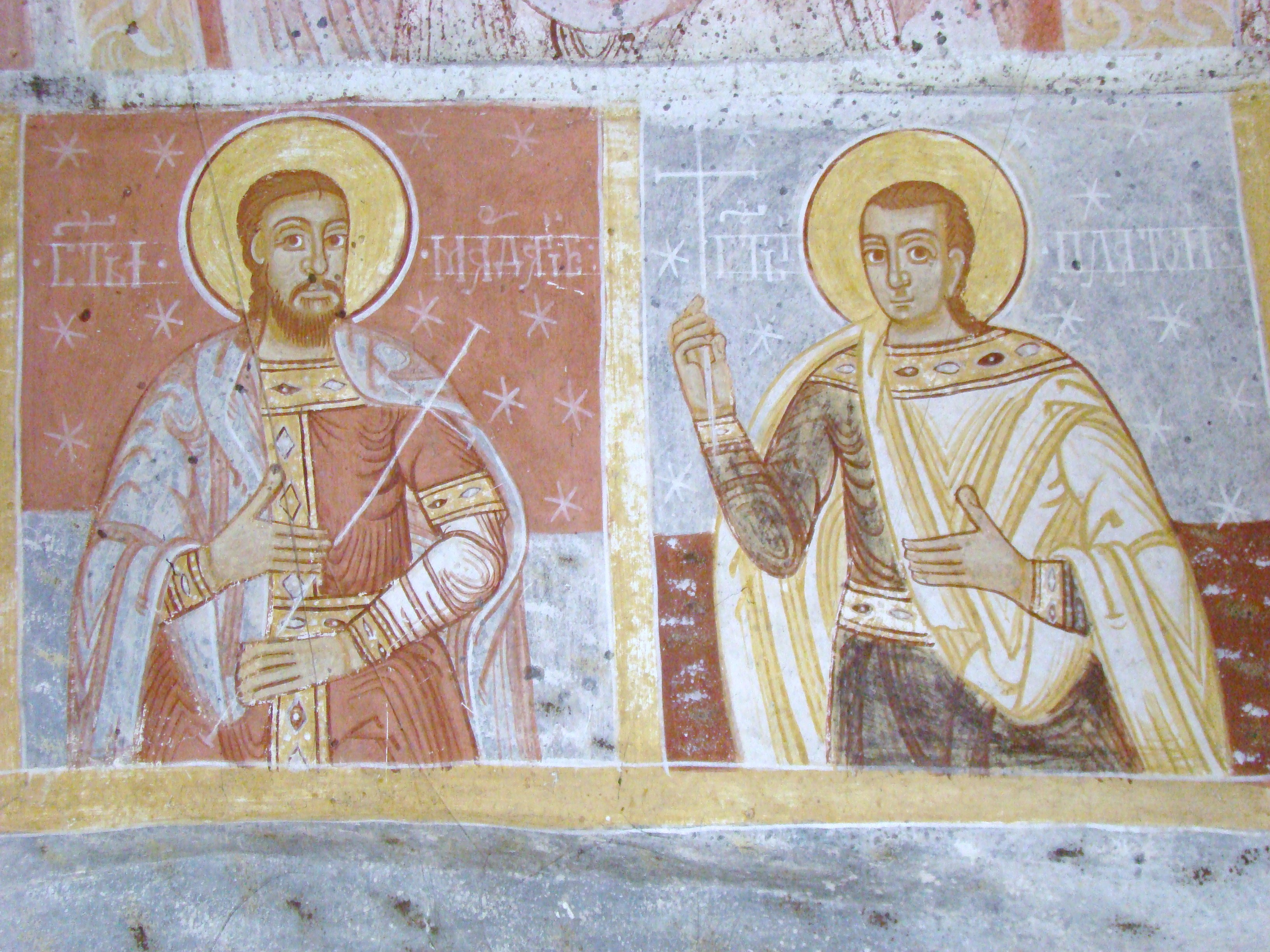
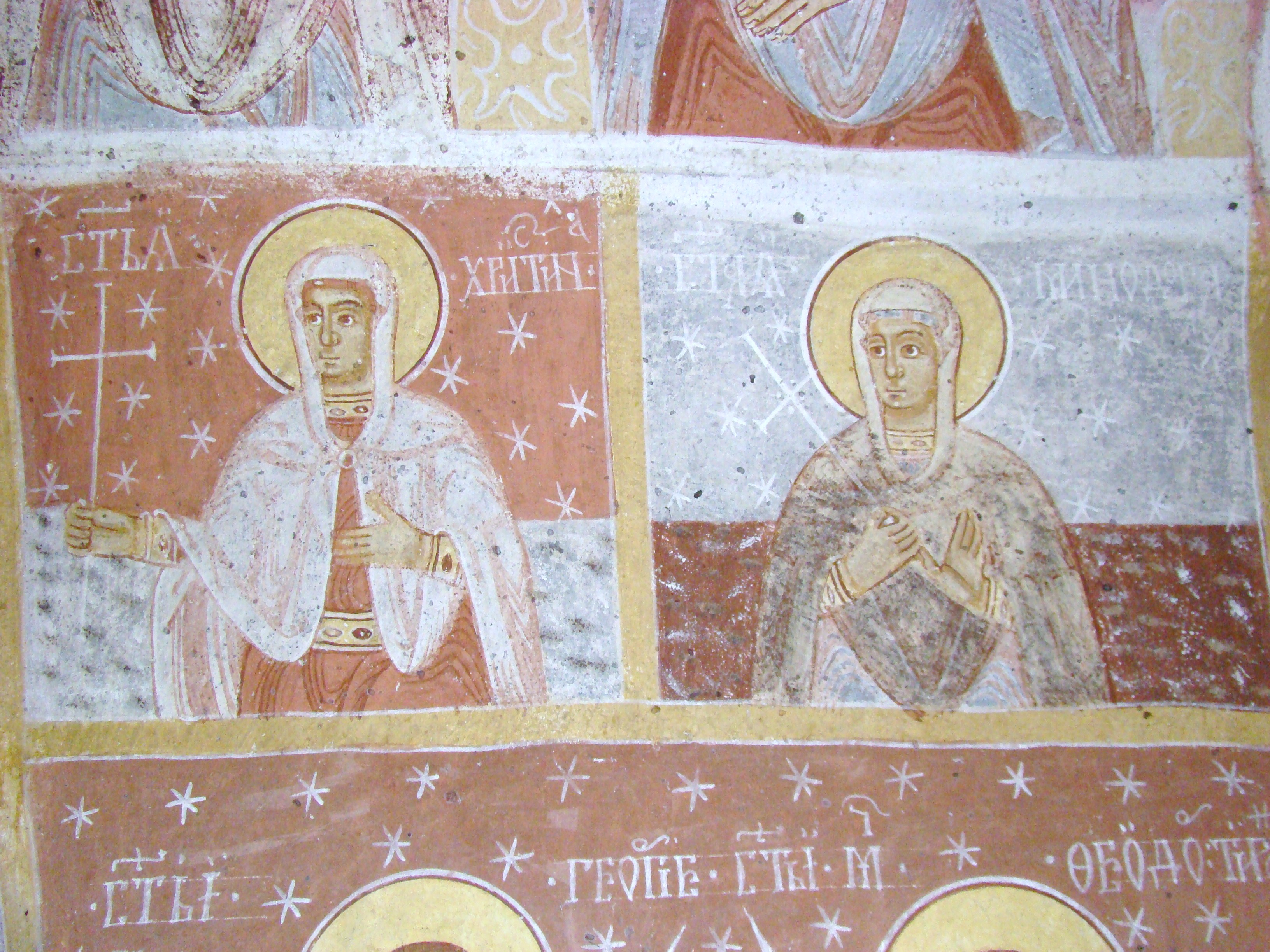
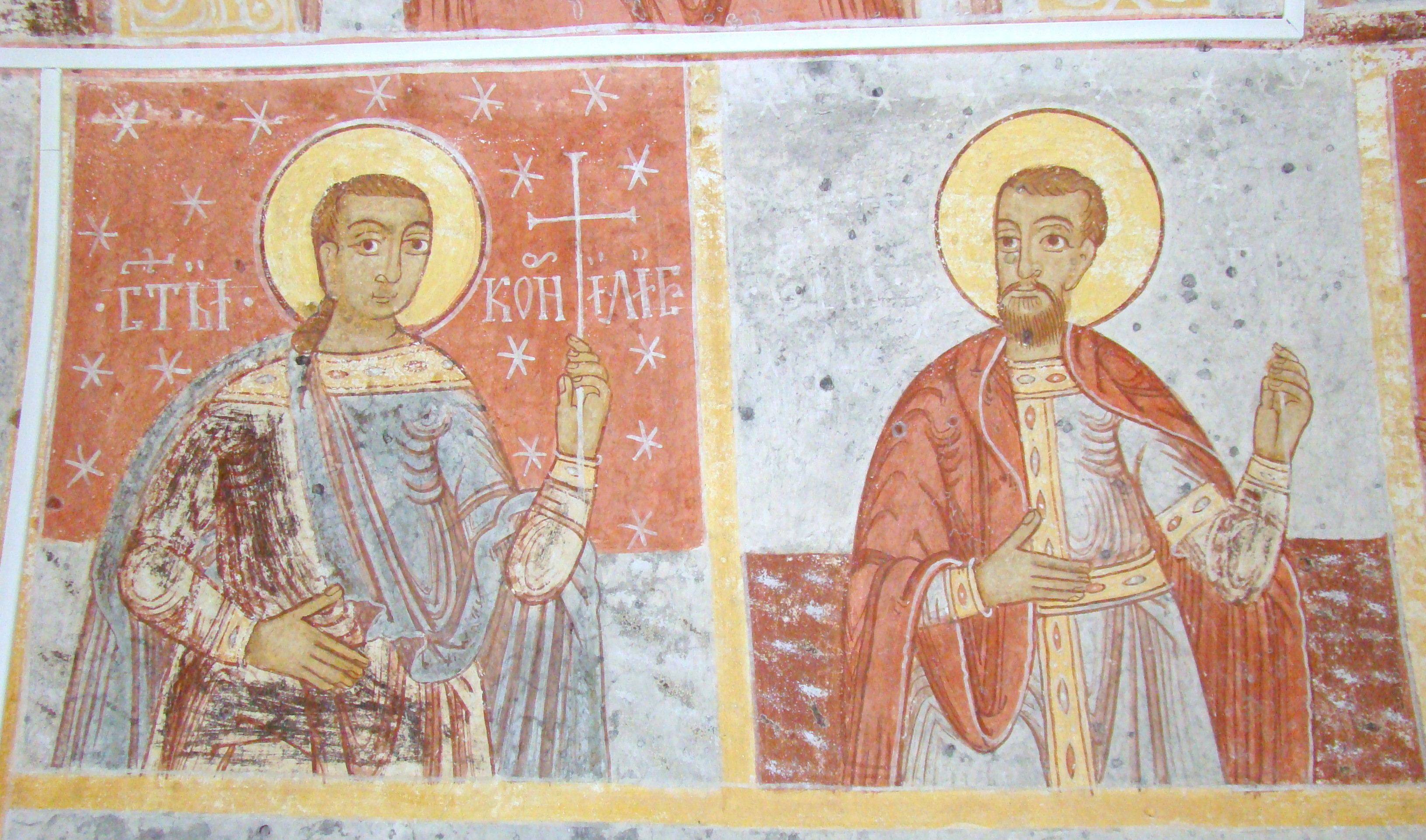
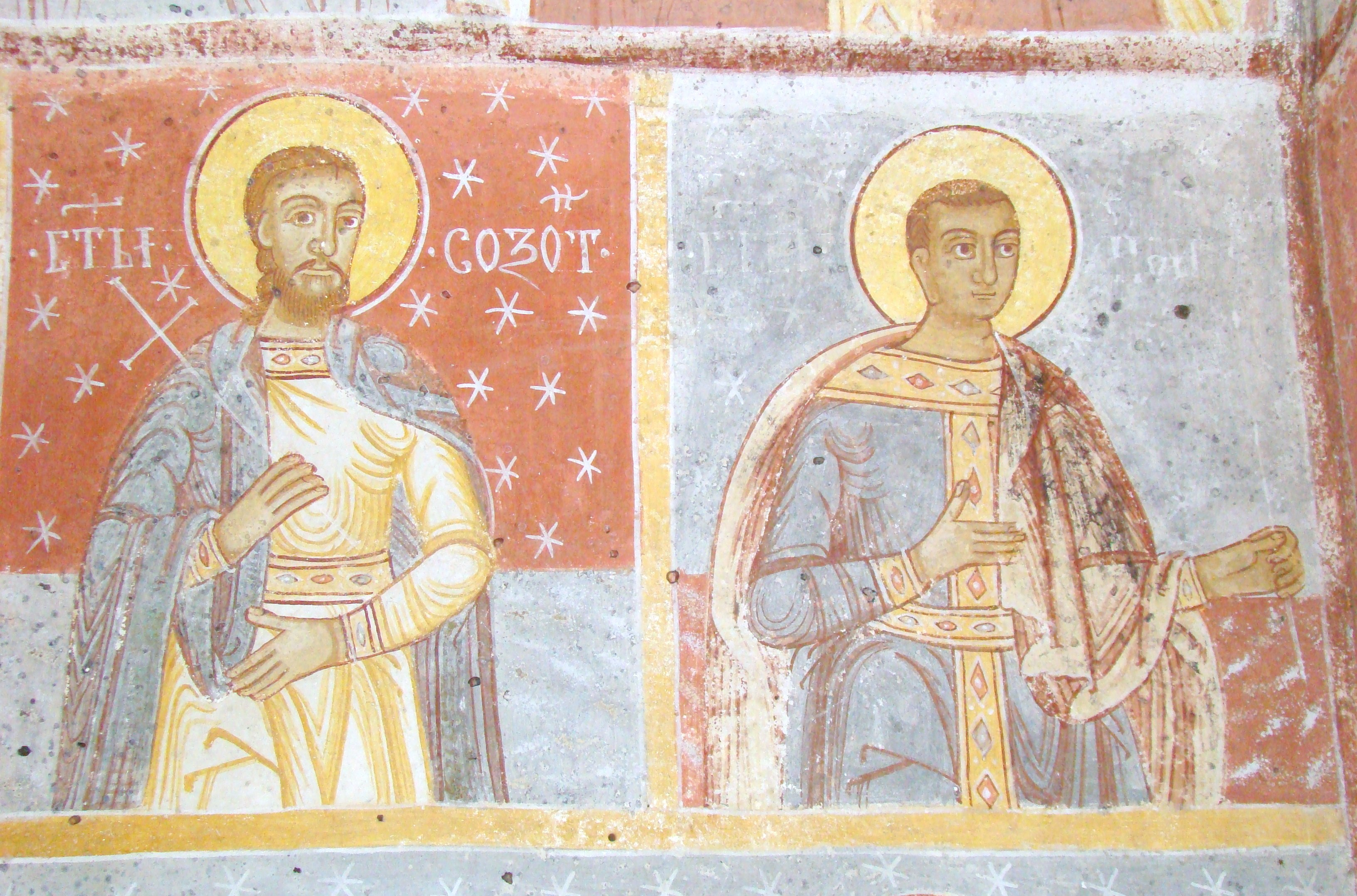
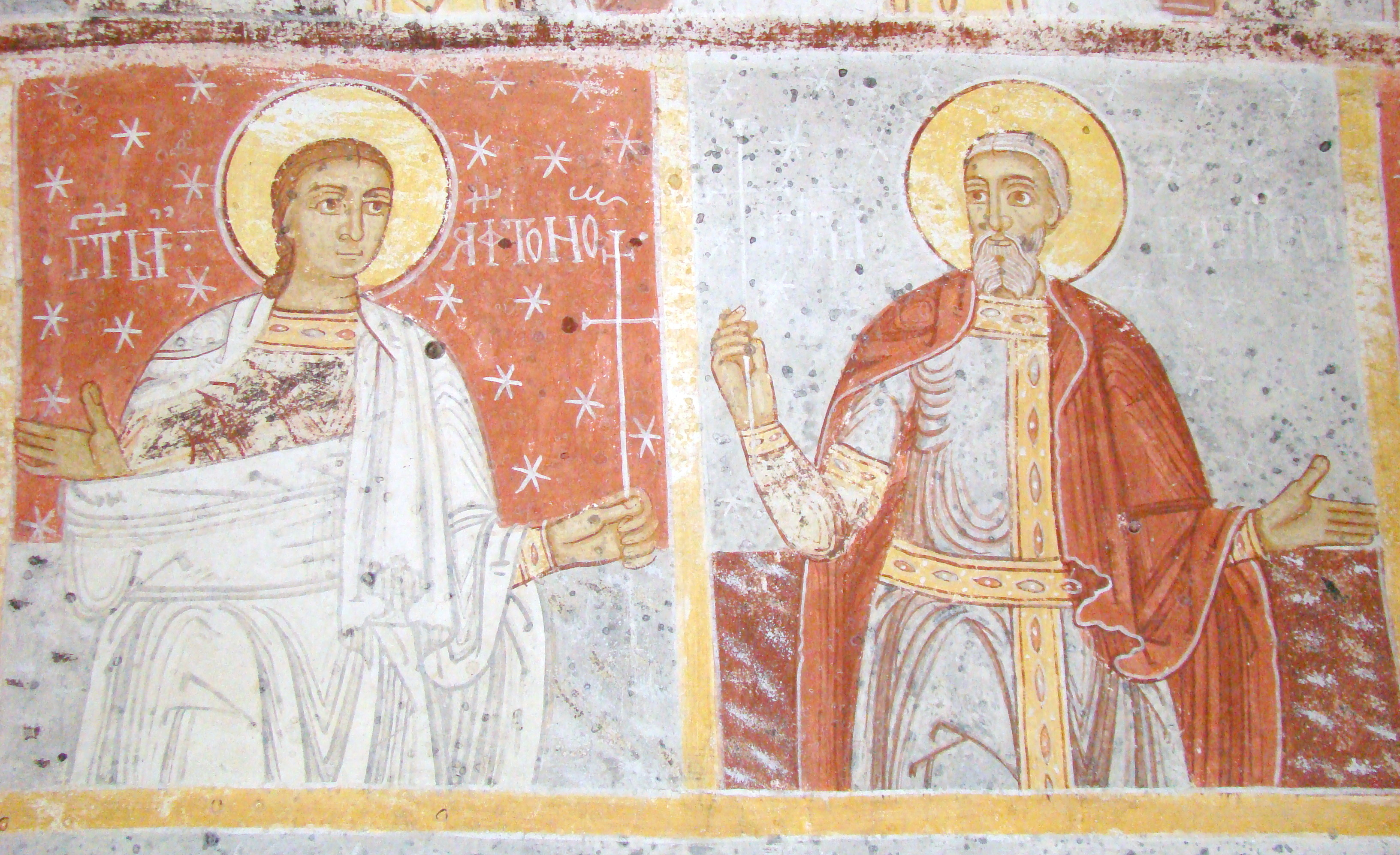
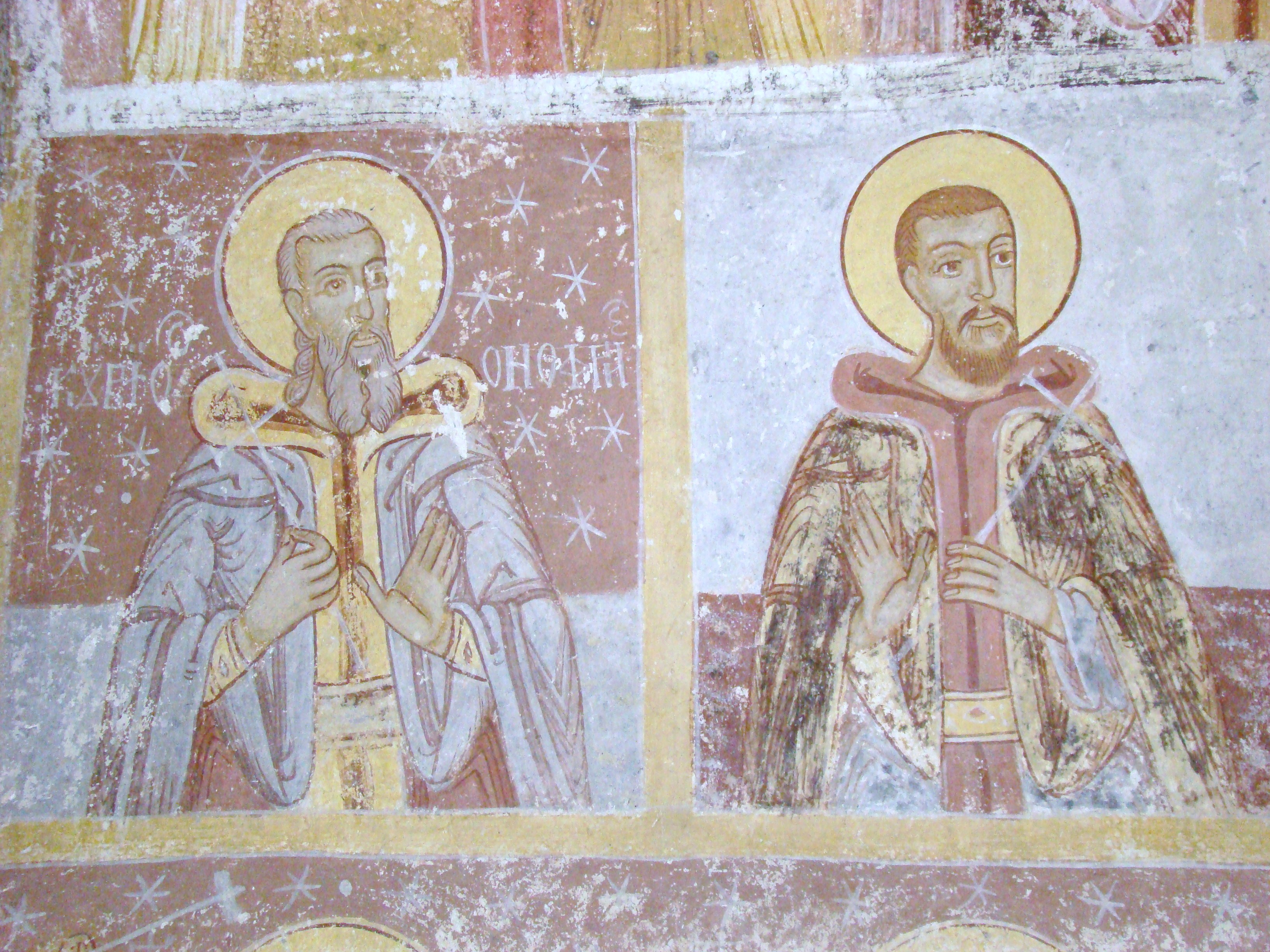
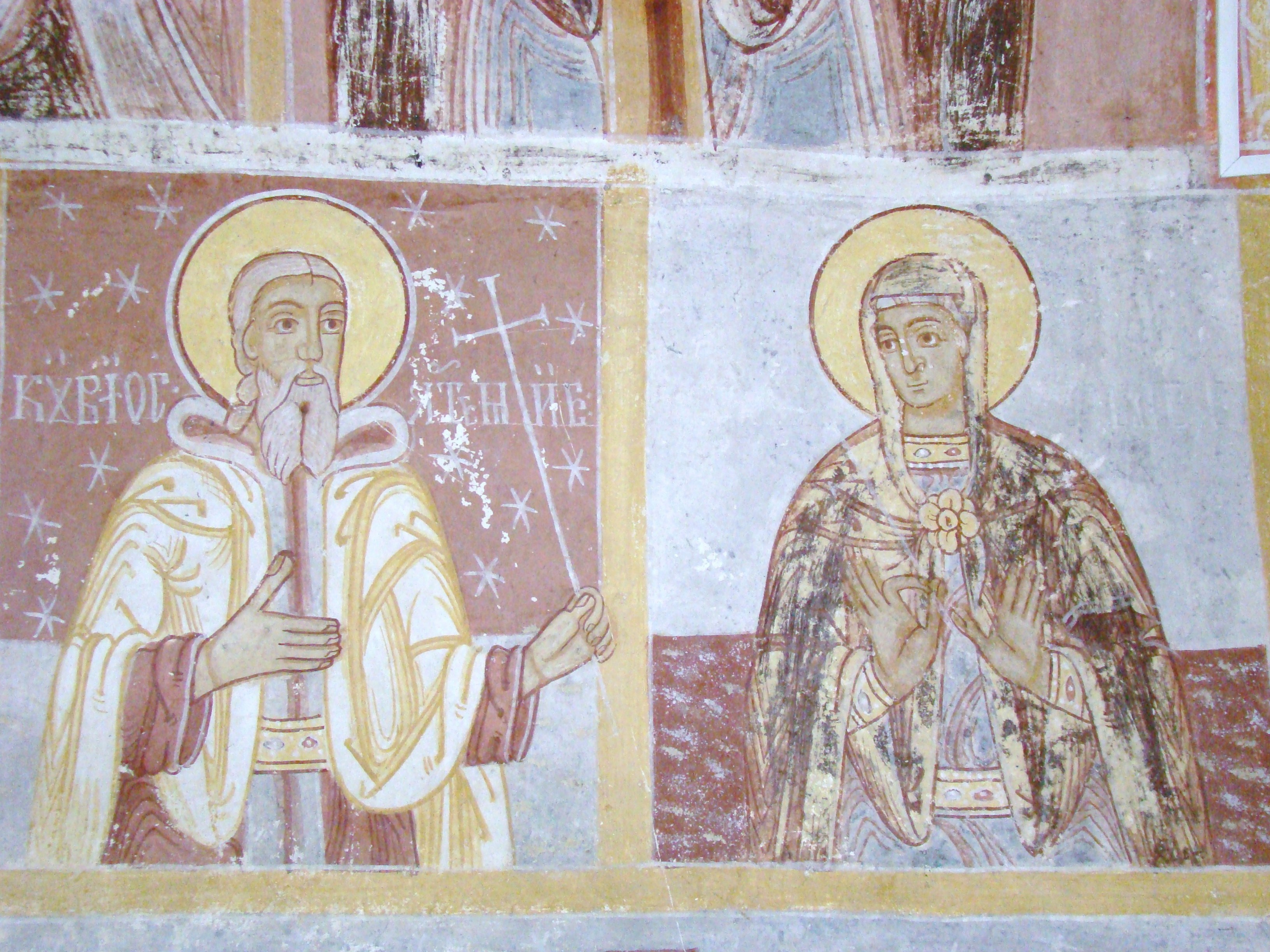
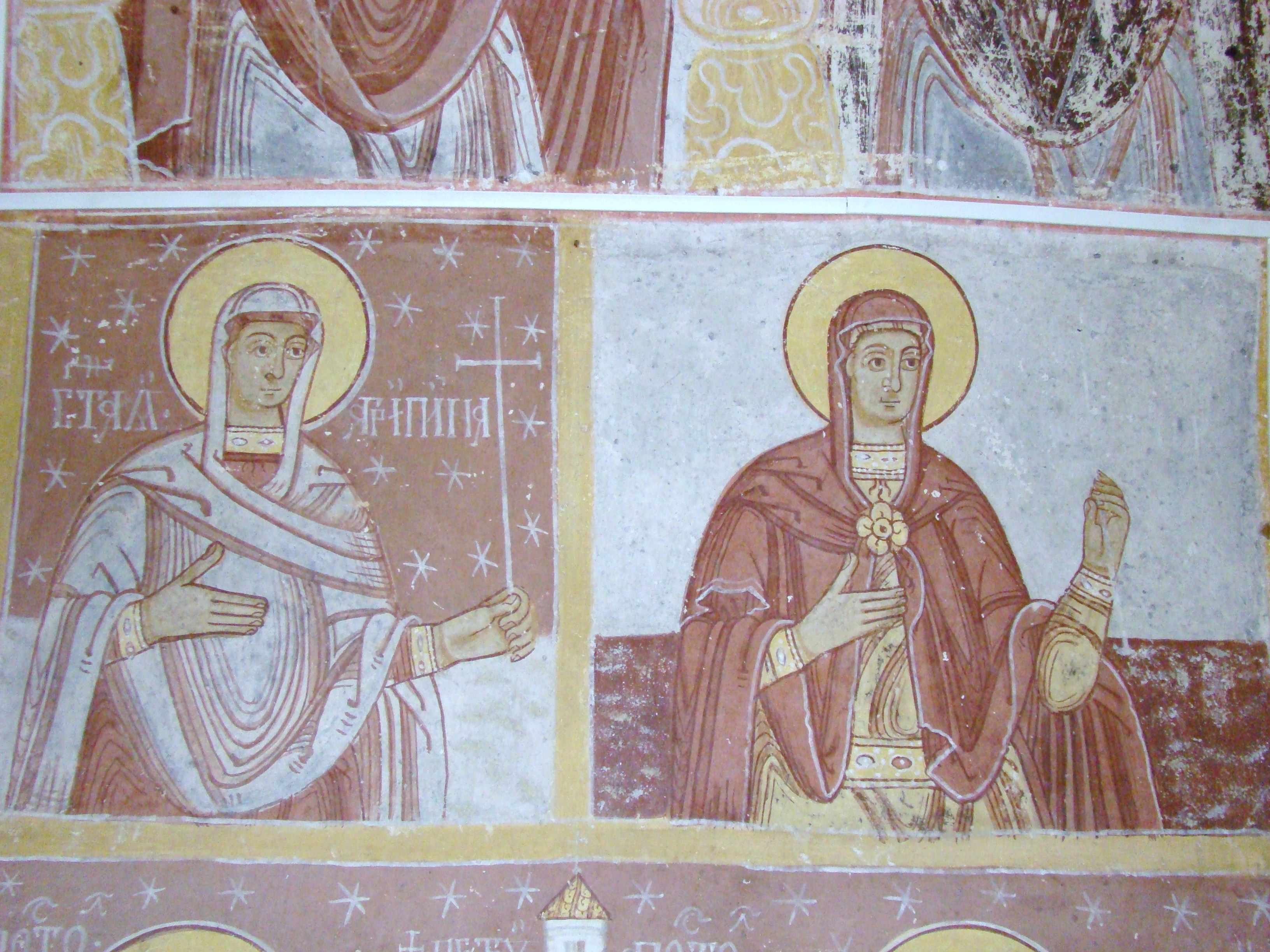
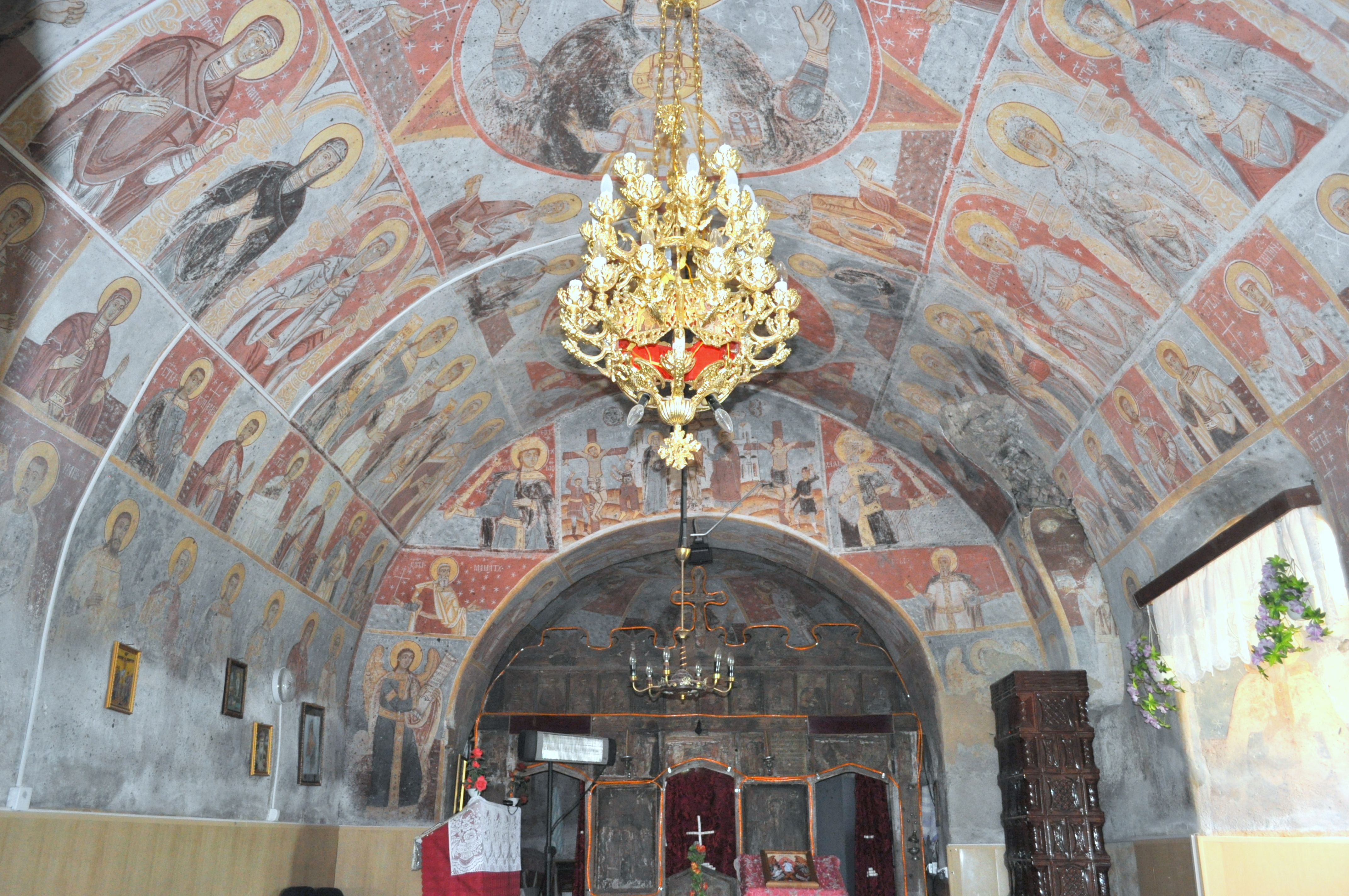